# おじゃる丸の登場人物一覧
おじゃる丸の登場人物一覧（おじゃるまるのとうじょうじんぶついちらん）は、NHK Eテレで放送されているテレビアニメ作品『おじゃる丸』に登場する架空の人物およびキャラクターの一覧である（声名の横のカッコ内は担当したシリーズの数）。

## 主要キャラクター

### 坂ノ上家
今から千年前となるヘイアンチョウ、妖精界の貴族、坂ノ上家。坂ノ上家には先祖代々から、電書ボタル一族が仕えている。
坂ノ上おじゃる丸（さかノうえ おじゃるまる）
声 - 小西寛子（1〜3）→西村ちなみ（4〜）、小野賢章（17歳のおじゃる丸）
初登場回 - 第1シリーズ第1話『マロがおじゃる丸でおじゃる』（放送日：1998年10月5日）
本作の主人公。千年前のヘイアンチョウからやってきた「やんごとなき雅なお子様」。5歳の妖精貴族の子供。常に平安貴族風の赤い着物を着用し、青い烏帽子をかぶっている。
エンマ大王のシャクを窃盗し（その自覚は皆無）、エンマから逃げている内に誤ってエンマの涙岩に落ちたことで「満月ロード」を介して千年後へとタイムスリップし、月光町へ辿りつく。おじゃる丸がヘイアンチョウからやってきたということは、カズマとトミー（カズマの祖父）、子鬼トリオ、亀姉妹しか知らない秘密。
古語で喋るので一人称は「麿（マロ）」、二人称は「そち」または「そなた」。語尾に「でおじゃる」を付ける。何かしらに反応したり驚いたりする際には「おじゃ」と言うほか、感情表現の語頭にも「おじゃ」を付ける（寒気を感じた時は「おじゃぞぞー」、怒った時は「おじゃむー」、ズッコケる時は「おじゃずこー」、凄く驚いたり 初耳の話を聞いた時には「おじゃなぬ～!?」など）。あくびをする時には「おじゃふわ～」。昼寝する時には「おじゃすみでおじゃる」と言うこともある。激昂した時「やめーぃ!!」と言う。また、貴族ということもあり、相手が誰であろうと敬称は付けない（例外は愛、小町（この2人はいずれもちゃん付けで呼ぶ）、乙女先生、稀に愛と誠をママ上、パパ上と呼ぶ）。「まったり」とよく言う。
また、言葉の言い間違いをする事が非常に多い。
性格はのんびり、まったり、わがままで自己中心的。依存心が強く、甘えん坊で少々泣き虫。自惚れ屋でもあり、自分の顔について「かわゆい（可愛い）」と評している。また、可愛い女性には惚れっぽい。稀にカズマと喧嘩するが、すごく仲良し。
自分の事を「おねだりの天才」と言って カズマに おねだりの方法を教えた事もある。
世間知らずかつ自己中心的な性格のため、書店で屏風・脇息（きょうそく）・台座の「三点セット」を出して座り読みして他の客や店主を困らせたり、「月光町ソング大会」のステージ裏でキスケが作った歌を、「先に歌った者の勝ち」と盗用して歌ったりとワガママや屁理屈を持ち出し周囲に迷惑を掛けることが多い。一方で子鬼トリオの作戦をすぐに見破るなど洞察力が優れている描写がある。電ボに対しては普段はこき使ったり冷たく接しているが、恋に関しては貶しながらも優しく見守っている。1度だけ、電ボの惚れた「お花」(声‐ 美山加恋)に惚れてしまい、電ボの恋敵になった事もある。
月光町ちっちゃいものクラブの会長で、会員ナンバーは1番。会長でありながらも集会には必ず遅刻し、行事などはすべて人任せで自分はぐうたらしているため他のメンバーからはかなりの不満を持たれている。
運動は苦手で、歩くスピードが極端に遅い。車といった速いものも苦手。理由はヘイアンチョウでは少しの距離でも牛車を使っており、あまり歩いたことがないためである。しかし、珍しく1人で逆上がりの練習に励んだ事がある 。カズマと一緒に外出する際には、カズマが背負うリュックサックの中に首だけを出した状態で入っていることが多い。非常に寒がりで冬は布団か炬燵で過ごすことが多い。
ヘイアンチョウの屋敷（自宅）の池に溺れたトラウマから水嫌いで雨が苦手。風呂も嫌いで極力水に触れたくないので風呂は湯船ではなく、風呂桶に入る。
貴族らしく和歌や蹴鞠が趣味。初期はほぼ全ての回で和歌を詠みながら舞を披露するのがお約束だった。その一方で勉強嫌いな為、家庭教師の赤紫式部の宿題をサボったり、坂ノ上家に代々伝わる手習いを「おもしろう(面白く)ない」と言って嫌う所もある 。気まぐれで 自分から進んで宿題をする事もある。
シャクを自在に扱う。そのシャクはピンク色で、おじゃる丸の意のままに、変幻自在に変化する。先が手に変化しどこまでも伸びていったり、コインマーク・OKの手に変化したり、ラケットのように広がり落ちてくるものを受け止めたり、熊手に変化したり鳴き声を発したりと、シャク自身が意思と命を持っている。また物や人を変身させたり、昼を夜に変える力もある。シャクの力でおじゃる丸自身女の子（おじゃる子）に変身した事が何度もある。
ヘイアンチョウで「月光町博物館」を開くために、異次元空間の広がる烏帽子（エボシ）に 気に入った物を何でも入れてしまう 。また、烏帽子の中に入った人物は、その人物の立場・心境に応じた異次元空間の中へ入っていく。烏帽子の中には屏風・脇息（きょうそく）・台座の「三点セット」が入っており、くつろぐ時には必ず使用しているほか、外出時にも持参している。実は烏帽子自身は異次元空間の中にプライドを持っているためか、空間内で「不気味」などの言葉を聞くと中に入っている者に災難をもたらし、中に入っている人が誰であろうとも容赦しない。
電ボ三十郎（でんボ さんじゅうろう）
声 - 岩坪理江（1〜7）→佐藤なる美（8〜）
初登場回 - 第1シリーズ第1話『マロがおじゃる丸でおじゃる』（放送日：1998年10月5日）
伝言を伝えるために仕える電書ボタル。年齢は25歳。「電ボ」は苗字。名前の「三十郎」は、電ボ一族の中で30番目に生まれたことに由来。他の電書ボタル達と同様に、ヘイアンチョウの「ホタルが池」で生まれて幼き時代を過ごした。
おじゃる丸の秘書的存在で、伝達以外に身の回りの世話をこなしている。そのため普段はおじゃる丸にワガママや冷たい言い方をされるが、時々おじゃる丸が電ボに信頼を置いている事が窺える。子鬼トリオと仲間のホタル以外には「様」と敬称をつけて必ずやたらと長い説明口調で紹介し、非常に丁寧な言葉遣いをする（ごく稀に子鬼トリオを敬称を付けて呼ぶエピソードもある）。おじゃる丸に対する仕え方を見直す事にした事もある 。
子鬼トリオをおじゃる丸をいじめようとする敵と見做し、現在も執拗に彼らを敵視・警戒している。子鬼トリオと戦おうとしたことも度々あるが、全く役には立っておらず、彼らから名前では呼ばれず「虫」と呼ばれている。一人称は「わたくし」。敬語を使う事が多いが、仲間と話す時には「○○ねえぜ」「○○かな～」と調子の良い口調にもなる。
何度か人質にされたことがあったがおじゃる丸はシャクしか興味がないため、結果的に彼らが電ボに同情して返す形が多い。
卑劣かつ悪質な性格で、卑怯な手を使い、子鬼トリオを仲違いさせた事もある。真似が得意と言っているが実際は下手（物真似というよりは言われたことをそのまま話すだけ）。練習をすれば本物と瓜二つの声を出すことができるが、自分の声を忘れるという欠点があり、カズマがラジカセに録音して残っていた「自分の声」の物真似をして 無事に声を思い出せた事が何度もある 。
おにぎり、栗饅頭が好物で、1回の食事はごはん1さじにおかず一切れ程度である。特技は、おにぎりをいっぺんに2つにぎる「必殺2段にぎり」である。
風呂で入浴を楽しむ時は、洗面器に入る。
「ちいさきもの」同士で徒党を組む「月光町ちっちゃいものクラブ」の設立時からのメンバー。会員ナンバーは当初1番であったが、会長であるおじゃる丸が1番となったため現在2番。おじゃる丸の烏帽子の中で寝ている。
惚れっぽく、小アジや柿の実、ゴキブリ、アサガオ、蚊取り線香、カビ、挙句の果てに台風、太陽、月まで好きになるほどだが、必ず失恋する。1度だけだが、「お花」(声‐ 美山加恋)に惚れた時には、同じくお花に惚れてしまった おじゃる丸とは恋敵になった事もある。
初恋は幼稚園の時。オウムのアケミとは現在も付き合いがあり、飼い主のマリーが反対しているため時々マリーの屋敷に密会的に会いに行って手製のおにぎりを一緒に食べている。積極的で押しの強いタイプは苦手で田んぼで出会ったたがめの積極的なアプローチに逃げていた。おじゃる丸に恋したと報告すると毎回振られる為、「いつものアレじゃ」「どうせまた振られるでおじゃる」と言われる事が多い。亀姉妹からも「あんな振られ虫」と呼ばれた事もある。
調子に乗りやすい面もあり、生まれて初めて大勢の人々からデートに誘われて、ラブレターを貰えた時には、おじゃる丸に対して「電ボ様(さ～ま)とお呼びくださいまし!」と言った事もある。
奈良漬やブランデーケーキで酔っ払うと性格が変わり、おじゃる丸に対する今までの不満を愚痴るが、酔いが覚めると何も覚えてなくて忘れてしまう。
普通の虫とはかけ離れた性質を幾つか持っており、大気圏をも突破できる強靭な肉体。おしりの明かりが消えた時、よろず虫悩みを聞いてくれる蛾のおばあさんに相談すると電池（単2本）でおしりの明かりが灯っていることが判明、電池を交換してもらった。その後再度おしりの明かりが消えた時、普通の虫として生きていこうとしたがおしりの明かりが電球で寿命を迎えていたことが判明、一二三にしりED電球に交換してもらった。第20シリーズ46話では脱皮をしていた。
中学生の頃は「伝説のワル『電ボ三十郎』」と呼ばれており、母校の「ホタルが池中学校」の番長的 存在で、現在でも彼の武勇伝の噂は有名であり、弟分の「電ボ十五夜郎」からは「アニキ」と呼ばれて慕われている 。

### 田村家
おじゃる丸と電ボが居候している一家。坂田マンションの7階に住んでいる。
田村カズマ（たむら カズマ）
声 - 渕崎ゆり子
初登場回 - 第1シリーズ第2話『月からおとうとふってきた』（放送日：1998年10月6日）
おじゃる丸が居候する家の少年。月光小学校に通う小学2年生。王冠（クラウン型）のような髪型。働く両親のために家事を手伝ったりするなど、心が優しくいい子である。おじゃる丸には、そのわがままさに対してムッとすることがあるが、基本的には弟のようにかわいがっている。一人称は「ボク」。
祖父の富美男やフリーターのケンを慕っており、将来の作文によると夢はケンのようなフリーターになること。初期は子鬼トリオを敵視・警戒するフシがあったが、話が進むにつれて理解を深めていき、彼らにも優しく接するようになる。
サッカーが得意で、とても足が速い。好きな食べ物は石焼きいも。好きな色は青。
運動の苦手なおじゃる丸をリュックサックに背負って行動している。幼いころ犬にお気に入りの帽子をとられて以来、犬が大の苦手。狛犬ツインズのオコリン坊・ニコリン坊（満願神社の見出し参照）も苦手だが、犬の姿ではなく狛犬の姿なら平気である。
趣味は川原で丸くごくごくシンプルなただの小石を見付けて拾い、集めること。石の声が聞こえ、会話できるという能力がある。集めた石は、いつもタオルできれいにしており、石に名をつけたことがある。カズマ以外にはほぼ同じに見える石だが、おじゃる丸の悪戯で部屋に置いてある石の順番が入れ替わっていてもすぐに気付いたり、手持ちの石がいつどこで拾ったか一目で分かるなど石に対するこだわりと愛情は人一倍に大きい。上記のように「何でもない ただの小石」しか集めていないが、タナカヨシコが向かった 取り壊す予定の家から「何でも欲しい物を持って帰って良い!」と 家の持ち主から許可を得た形で「タナカヨシコの仕入れ」について行った際には、珍しく「漬物石」を気に入って それを喜んで持って帰ったので、大きな石を好んでコレクションする事もある。
また、おじゃる丸に「小石が大切な物なら名前を付けるべき」と言われて、小石に名前を付けてあげた事もある。
石好きへの情熱が熱いため、「ただの小石に変装した子鬼トリオ」に対しては「全然ダメだね」と言い、3人に「お手本を見せる」と言って「小石の着ぐるみ」を着ながら原っぱに座り続けて お手本を見せる。しかし、おじゃる丸には簡単にバレてしまい「どこからどう見ても ただのカズマ」と言われてしまって、カズマは「完璧に変装」したつもりだったのでショックを隠せなかった。更には、おじゃる丸の烏帽子に吸い込まれて 自分自身が「小石」に変化してしまい、始めは「本物の小石になれた！」と大喜びしていたのだが、誰も「カズマだと」気づいてくれなかった上に「烏帽子の世界のおじゃる丸」にも気づいてもらえず、一人ぼっちで寂しくて泣いていたら「烏帽子の世界の自分」が拾ってくれた事により、無事に元の世界へ戻れた。 。なお、以前にも 烏帽子に吸い込まれて 初めて小石になれた時は、いつもの「王冠のような髪型のまま」で小石になれた。
学校から家に帰ってすぐ宿題に取り掛かる、家事の手伝いは積極的に取り組むなど完璧な少年だが、歯ブラシの会話では歯磨きは田村家の中で一番適当で短く、その影響で虫歯になったことがある。また両親同様、物が捨てられないタチである。
「月光町ソング大会」では、自分が考えた月光町の歌を歌う大会であるにもかかわらず石の歌を披露し、祖父の富美男から「“月光町”と入っていた所はよいが、『月光町の歌』と言うより『石の歌』である」と批評され、鐘も一つしか鳴らなかった 。
小学2年生とは思えない程に 遠慮がちな性格で わがままを言わない所があり、金太郎が「新しいサッカーシューズ」買ってもらって 見事なシュートを決めたのを見て、カズマが目を輝かせながら もの凄く欲しくなった時には「欲しいなぁ～欲しいなぁ～!あ～いや～どうしよう～」と何度も言いながら体を「もじょもじょ」動かしつつ欲しがるが、「でも今のが まだ使えるしなぁ～でも欲しいなあ～」と言って遠慮してしまい 愛ちゃんに言い出せずに困った事もある  。
見栄を張りたい面もあるようで、お風呂が苦手のおじゃる丸の髪を洗ってあげながら「ボクがおじゃるくらいの年の頃には ちゃんと1人で髪の毛洗えたよ！」と言って、おじゃる丸は驚いていて 電ボは感心していた。しかし 半信半疑のおじゃる丸が 愛ちゃんとマコトに聞いてみたら、当時は まだ1人では全然洗えなかったとのことで お風呂嫌いのおじゃる丸の世話が焼けるため わざと噓の話を教えただけだった。アルバムの写真では 五歳の頃には自転車に初めて乗る事が出来て、毎日欠かさずに日が暮れるまで練習して 何度転んでも泣かずに諦めなかった事と この時から両親に似て「粘り強くて頑張り屋」だった事が明かされた。五歳の時には 初めて竹馬に乗れた事が明かされて、毎日コツコツ練習したおかげで乗れるようになる。自分から進んで 一人でベッドで寝るようになったのも五歳の時からである。キャッチボールを初めて出来たのも五歳の時である。更には、お風呂で初めて「100」まで数えられたのも五歳の時だが、熱い風呂で数えていたので「すっかり のぼせちゃって大変だった」と愛ちゃんとマコトが困り笑いしながら言う。カズマが数字を「100」まで数えられたのは、これが初めてである。
学校では同じクラスメイトの坂田金太郎、小野小町、石清水健太郎と仲が良い。同じ石好きの田辺ユリとは遠距離友達で、時々文通や石を送りあっている。おじゃる丸や電ボのように女性に恋をすることは滅多にないが、一度たい焼き屋のアルバイトの女性に恋をして、たい焼きを買い続けていた時期がある。
おじゃる丸とアオベエの2人が「約10年前」の月光町へタイムスリップしてしまった時には、本来なら まだ大学生だった両親(愛とマコト)が初めて出会う事になる日だったが、おじゃる丸が 愛に「プリン作ってたも～」と言った事で 愛はおじゃる丸を連れて自分の部屋がある団地(または学生寮)へ帰る事になり、その後すぐに「ダンスサークル」の場所を訪ねて来たマコトが現れたが、マコトは「愛の女友達」(声: 石山真理恵)と出会う事になって意気投合して 仲良く「喫茶一服」でお茶を楽しんだ事により、過去が変わってしまい おじゃる丸が持っていた「おじゃる丸とカズマの写真」のカズマが どんどん薄くなって消えていき「カズマの存在が完全に消えて無かった事になりそうになった」事もある 。

### 子鬼トリオ
おじゃる丸に盗まれた「エンマ大王のシャク」を取り返すために、シャクを盗んだ張本人のおじゃる丸を追って月光町にやって来た子鬼。月光町に住み着き、トミーの家の庭にテントを設置し野宿している。さまざまな着ぐるみを着ておじゃる丸の前に現れる。シャクを取り返されたくないおじゃる丸と電ボからは「子鬼めら」と呼ばれて敵視・警戒されているが（おじゃる丸は話が進むに連れてシャクは返したくないものの、それとは別に彼らに理解と親しみを持つようになり、敵視はしなくなった）、三人とも素直な性格が災いしておじゃる丸の口車や計略に、よく簡単に騙され続けている。
当初は人間たちを警戒し、おじゃる丸が窃盗犯でありながら被害者面をして、彼らを悪者に仕立て上げたせいでカズマを始めとした月光町の住人（トミー除く）からも不当に悪役同然の扱いを受けていたが、長く住んでいるうちに徐々に馴染んでいく。特にトミーに対しては住まいを提供されるなどの世話をされたこともあって、家族のように慕っている。本作におけるおじゃる丸の敵役であるが、シャクは元々閻魔大王のものであり、彼らのしていることは正当である。シャクを取り返すこと以外ではおじゃる丸とも仲良く遊んでいる。また、子鬼トリオは 電書ボタルの「電ボ五郎」とは仲が良い。
一時的に子鬼トリオが 歴史ドラマ『光るソチへ』に夢中になって テントの中でテレビを見ながら シャクよりもドラマに夢中になった時には おじゃる丸の方からテントに来て「おじゃ～！ソチら シャクより『光るソチへ』の方が興味あるのかの?」と焦りながら言っており、何だかんだで 仲が良い程である。
ストーリーに関する着ぐるみに変装して登場しシャクを取り戻す作戦が多いが、おじゃる丸にすぐバレてしまうのがお約束。
しかし例外もあり、自分達から変装を解いて正体を現すまでは 完璧にバレない回もある。おじゃる丸が初めてゴルフをした時には、3人で「キャディ」に変装して最後まで付き合うが、最終的に自分達から変装をバラすまでは おじゃる丸も電ボも金太郎にも全然バレなかった。3人で「何の変哲の無い ただの小石」に変装した時は、おじゃる丸と電ボにはバレずに済んだが 小石好きのカズマには簡単にバレてしまった。また、3人で おじゃる丸の「三点セット」に それぞれ変装した時も、最終的に自分達から変装を解くまでは おじゃる丸にも電ボにもバレずに済んでいた。3人で おじゃる丸の牛友である「牛」に変装した時には、木で造った「手作り牛車」を用意して「ヘイアンチョウから来た」と言って おじゃる丸を乗せて「牛車で ゆらゆら おねんね作戦」を実行しようとするが、早すぎだったり遅すぎだったり、更には「がっこんがっこん」するので上手くいかず、結局限界が来て 自分達から変装を解く子鬼トリオだが、おじゃる丸は 彼らが変装を解くまでは 子鬼トリオの変装だとは気付かなかった為に、これも変装が成功していた回となった。また、3人で「ドラマの撮影隊」に変装した時には、台本やカメラなどの撮影器具も用意して本格的に小町を「ヒロイン役」にスカウトしてドラマ撮影に見せかけた作戦を実行する。怪人キスケが「少女(小町)を助けようとシャクを振り上げるヒーローの少年(おじゃる丸)の武器のシャクを掴んで受け止める」時にシャクを取り上げて取り返す事に成功するが、シャクを小町に取られてしまった。この作戦では、おじゃる丸、電ボ、小町も 最後まで子鬼トリオの変装だと分からなかったので、変装は成功していた。
第9シリーズの第1話『あしたこそ』では、未来の子鬼トリオを現在に連れて、大量の子鬼軍団を結成しておじゃる丸からシャクを取り戻そうしたこともある。
おじゃる丸の前に現れ、シャクを取り返すと宣言した後、「合体」でトーテムポールのように三人が縦一列に重なり「聞いて驚け（キスケ）、見て笑え（アオベエ）!我らエンマ大王さまの一の子分（アカネ）!」と言った後、組体操の扇の形になり「アオベエ、キスケ、アカネ!」と名乗り口上を上げ、気合を入れるのがお約束。また、初代OP及びEDや公式イラストでは、ナイフ（アオベエ）、スプーン（キスケ）、フォーク（アカネ）を持っているシーンがあるが、本編では持つシーンはほとんどない。
アオベエ
声 - 一条和矢
初登場回 - 第1シリーズ第1話『マロがおじゃる丸でおじゃる』（放送日：1998年10月5日）
子鬼トリオのリーダー格。7歳。鉛筆のような角ばった顔に体色は青。目は丸四角形。子鬼トリオの中で唯一鼻が描かれている。誕生日は3月13日。一人称は「わし」。語尾に「～でゴンス」とつける。おじゃる丸・電ボからは、「青いの」と呼ばれている。
以前はツッパリ子鬼で、親代わりに育ててくれたエンマ大王を尊敬している。シャクを取り返しに来たときに「やい！おじゃる丸!（最初の「やい!」がつかないこともある）」と言う。年長ということもあり責任感が強いが、ちょっと控えめなところもある。
角は鬼の命として大事にしていたが、ある日角を折ってしまい、そのショックと強い責任感が原因でアカネ、キスケの元を去って転職してしまうが、駆け付けたアカネ、キスケに角薬を渡されながら泣き脅しで帰るよう説得され無事に復帰する。
また、おじゃる丸が「青いのが そのツノをくれたら シャクを持っていって良いでおじゃる」と言った時には、アオベエは「ツノ 交換してやるでゴンス！」と言ってしまう。しかし、その後早くも後悔する事になるが、おじゃる丸が「どうせ出来ないでおじゃる！」と言わんばかりに嫌味な顔をしながら自分を見ている為に 負けず嫌いな性格が出てしまった上に「これも全てはエンマ大王様の為なら！」と言い、おじゃる丸に「渡すのは明日」と言ってしまい おじゃる丸も「それは楽しみじゃの～ツノ 早よ欲しいの～！」と言っており、アオベエは 大後悔する事になる。試しにおじゃる丸は「ツノのある生活」をイメージするが、やはりツノは欲しくない。その後、何が何でも自分のツノを抜こうとするアオベエ。しかしツノを抜く勇気が出せずに諦め、おじゃる丸も ツノが要らない為に お互いに号泣しながら土下座で謝罪し合って和解した 。
合体では中央、扇では向かって右の位置。いつもシャクを取り返すことが出来ず、「今日のところは、ひとまず引き上げるでゴンス!!」というかけ声とともに退散を促す。
実は小野小町の事が好きで、会うたびに頬を赤く染めている。そのため、同じく小町の事が好きなおじゃる丸とはライバル関係である。小町絡みになると極端に本調子でなくなることから、他の二人に呆れられる描写がある。
作戦ではあるが、おじゃる丸の仲間になったことがあり、その際はアカネ、キスケを一人で引き返させる活躍を見せた。
意外な事に、おじゃる丸が「今日がアオベエの誕生日」だと覚えていた時には おじゃる丸から「おめでとうでおじゃる！」と言われた時に、シャクを取り返す最中にも関わらず 嬉し泣きしながら おじゃる丸に抱きついて「ありがとうでゴンス～！」と感謝していた 。
ヘイアンチョウから月光町へ帰る為に満月ロードを通った際に ヘイアンチョウへ里帰りする最中だったおじゃる丸と激突してしまって、おじゃる丸と共に「約10年前」の月光町へタイムスリップした事もある。
アカネ
声 - 南央美
初登場回 - 第1シリーズ第1話『マロがおじゃる丸でおじゃる』（放送日：1998年10月5日）
子鬼トリオの紅一点。6歳。スマートな体型で、五角形の顔に体色は赤。目は直角三角形。誕生日は4月8日。一人称は「あたい」で、スケバンのような話し方をする。子鬼トリオで角が二本なのは彼女のみである。
合体では一番上、扇では向かって左の位置。しっかり者で気が強いが、優しい性格。おじゃる丸・電ボからは、「赤いの」「赤いの様」と呼ばれている。シャクを取り返しに来たときに必ず「今日こそエンマ大王様のシャクを返してもらうよ! 」と言う。
料理が得意。一度家事をほぼ一人で行っていたことに苛立ち、家出をしたことがある。バレエの才能があり、月光町ロイヤルバレエ団の入団テストに合格したことがある。ミドリオニに好かれているが、気付いたときには遅かった。小野小町が結成した「女の子クラブ」の会員の一人。
豆腐を運んでいたおじゃる丸と門でぶつかることがあり、その際おじゃるの濡れた服をハンカチで拭くことがある。
キスケ
声 - うえだゆうじ（第7シリーズまでは上田祐司と表記）
初登場回 - 第1シリーズ第1話『マロがおじゃる丸でおじゃる』（放送日：1998年10月5日）
子鬼トリオの中で一番小柄。5歳。横長の楕円の顔にくちばしがあり、体色が黄色。目が細く出べそがある。誕生日は12月15日。一人称は「おら」で、極端に高い声である。泣き虫な性格。おじゃる丸・電ボからは「黄色いの」と呼ばれている。
語尾に「ピィ」をつけるため、おじゃる丸から「ヒヨコ」呼ばわりされることがある。本人はそのことを気にしており、その度に「キーくんヒヨコじゃないっピ!」と怒る。しかし冷徹斎の占いによると、前世はヒヨコ。落ち込んだり貧乏神にやる気を奪われると「ヒヨコかもしれないッピ」等と言うことがある。一度、角が抜けて本当にヒヨコになってしまったことがあるが、抜けた直後また生え治った。
アオベエ、アカネをそれぞれ「アオにぃ(アオニイ)」「アカねぇ」と呼ぶ。年少であるのに合体では一番下、扇では中央と体力的に最もきつい位置にいるため、違う場所をやりたいと不満を漏らしたこともある。
他の二人と同様、鬼なので豆が苦手だったが、一時ニワトリに本物のヒヨコと一緒に育てられたときに食べた経験から豆が好きになった。雷とブロッコリーが苦手である。運動神経が良く、鬼ごっこなどで逃げるのが得意。また、アオベエに「何をしている時が楽しいでゴンス?」と聞かれた時には「絵を描いてる時が楽しいっピ」と答えており、絵を描くのも大好き。一時期スキップと水泳が苦手だったが、トミーとカズマの指導によって克服した。
「恋」について理解できないが、ぶつかった拍子に髪飾りを壊してしまった女の子に恋したことがあり、その女の子が引っ越すと知った時は涙を流していた。
歌の才能に長け、俳句や和歌・作詞・作曲までをこなす（和歌を詠む上手さを小林茶に褒められたことがあり、嫉妬したおじゃる丸が付きまとい、歌詠みで勝負を挑んで来た時も上手さでおじゃる丸を負かしている）。
雨が長く降り続くと臍がかゆくなるらしい。キスケのキバは通常描かれないが、大きく口を開いたときに見えることがある。
また、ヘイアンチョウで「百人一首ゲーム大会」に成り行きで参加する事になった時には、イケてるオノコトリオの1人の「梅丸」に 両目が「糸目」である事を指摘されて動揺するが、「それはどうかなっピ」と言うと 体を震えさせながら 両目を完全に開けて 鋭い眼差しの赤色の瞳をしてみせて、気合いを入れながら 迫力ある活躍で梅丸に勝つ。アオベエやおじゃる丸達も、キスケが両目を初めて開けるので 驚きを隠せなかった。

## 1000年以上前のキャラクター
千年前の世界ヘイアンチョウは、おじゃる丸達妖精貴族が住む妖精界と、エンマ大王や鬼や亡き者が集まるエンマ界に分かれている。ただし両方の世界の行き来は自由にできる。

### ヘイアンチョウに住む者
オカメ姫
声 - 三石琴乃
初登場回 - 第1シリーズ第1話『マロがおじゃる丸でおじゃる』（放送日：1998年10月5日）
おじゃる丸の許婚。一人称は「ワラワ」。おじゃる丸を「おじゃる様」と慕っているが、おじゃる丸には嫌がられている。彼の前に登場する際に、その名を叫びながら砂埃を立て、全速力で走ってくるのがお約束。おじゃる丸を追って月光町に留学し、現在は小町の家に居候している。一度、おじゃる丸との交換日記の計画を立てたことがある。交換日記以外にも、おじゃる丸の心を鷲掴みにするため、いろいろと考えを巡らせているが、それがストーカー的行動になってしまうことがある。おじゃる丸は、オカメ姫を見たり、彼女が近づいて来たりすると寒気を感じる。
月光町で7年に一度行われている伝統行事「星祭り」のメインイベントである「星の王子様・お姫様コンテスト」で星のお姫様に選ばれたことがある。王子様に選ばれたのはおじゃる丸である。その時に叶えて欲しい願い事を言うことになっており、彼女の願いは「これからもおじゃる様が毎日一個プリンが食べられますように」であった。オカメ姫によると「おじゃる様がプリンを食べている時の笑顔が好き」。
ご飯は一日6食。ダイエット中も一日3食だが、そのおかげで「満月ロード」を通ることが出来た。
七夕の日を「ラッキーナナナナの日」と呼んだ事もある 。
時には物静かな面を見せる事もあり、いつものように走りながら おじゃる丸に会いに来た時に「今日は おじゃる様のように何もせず まったり過ごしとうございます」と言って おじゃる丸と共に 原っぱの上で「日向ぼっこ」を まったりと楽しむという、いつになくお姫様らしく落ち着いた振る舞いを見せる事もあった 。
カズマのことはおじゃる丸の義兄として憧れるところがあり、カズマの友人ではユリ・小町に親しみを感じている。半面、金太郎や石清水に対しては全く興味がない。
オカメの父、オカメの母
父母に連れられてオカメがおじゃる宅を訪問した時に初登場。
おじゃる丸の父、おじゃる丸の母
声 - 陶山章央（父）（幼少：三瓶由布子）、寺田はるひ（母）
初登場回 - 第1シリーズ第1話『マロがおじゃる丸でおじゃる』（放送日：1998年10月5日）
千年後の世界へ行ったきりのおじゃる丸をのんびりまったり見守っているようにも見えるが、心配もしている。父母ともに正式な名前は不明で、おじゃる丸からは「父上」「母上」と呼ばれている。夫婦の仲はカズマの両親と同じく仲睦まじい模様。父はおじゃる丸と蹴鞠をするのが楽しみ。父の烏帽子の中には母の表情や仕草、ポーズの異なる写し絵が山のように入っており、新婚気分の抜けない愛妻家である事がうかがえる（息子のおじゃる丸の絵は烏帽子の中に一枚も入っておらず、それを見たおじゃる丸が泣き、電ボが呆気にとられた）。また、息子と父親と祖父と同じく 坂ノ上家に代々伝わる『手習い』が嫌いな所もある 。
母は一度月光町に来たことがあるが、深夜だったため、息子とマイクにしか会うことができなかった。なお、母はおじゃる丸や貧乏神、星野のパパとママなどが飲めなかった喫茶一服のコーヒーを気に入った。父と母は子供の頃に出会っている。
母は貴族の女性らしく気品に満ちており、かつ優しい人物で平安時代に美人とされていたオカメ姫のような顔立ちではなく、現代で美人と言われる顔立ちの女性である。花の香りがするらしい。しかし昔はお転婆で両親を心配させていた。行動派であったため、川にある飛び石を飛んで渡っている途中に滑って川に落ちたり、木登りをして落ちたりして怪我をしかけていたが、とある男の子がやって来ては助けようとして失敗し、姫（おじゃる丸の母）の下敷きになってしまう。これが結果として姫を怪我から守っていた。父（おじゃる丸の祖父）が現代で言うところの金ちゃんのパパ、冷徹斎、本田一直に似た人物それぞれが姫の婿候補として連れて来られた。その時、今まで姫を怪我から守っていたとある男の子が途中からやって来た。最後は彼が今、姫が望んでいる事をピタリと言い当てたため、結婚した。それが今の夫（おじゃる丸の父）である。両親の出会いから結婚までのエピソードは、母がおじゃる丸に「たまのような男の子の話」として話した。つまり、たまのような男の子=おじゃる丸である。
牛
声 - 一条和矢
初登場回 - 第1シリーズ第1話『マロがおじゃる丸でおじゃる』（放送日：1998年10月5日）
おじゃる丸の友達で、彼を乗せた牛車を引っ張るのが仕事。人間とも会話が出来る。一人称は「ウシ」。会話の際、語尾に「モー」と付ける。牛車を引くときは四足歩行で歩くが、それ以外は直立二足歩行で歩く。角は取り外すことができる。おじゃる丸の良き理解者である。月光町に行く際は人間に牛であることを隠すためにスーツを着用する。
おじゃる丸が月光町へ行ってからは、時々牛車を使って宅配便のアルバイトをしている。編み物が趣味で、プロと言われるほどの腕前。いつかおじゃる丸と踊りたかったため「おじゃダンス」というダンスを作ったことがあるが、おじゃる丸は牛がおじゃダンスを作ったことを知らなかった。
おじゃる丸の様子を見に森の呪文屋に頼んで月光町に行くが、日が沈む夕方までしか居られないという条件があり、おじゃる丸とは中々出会うことが出来ない。そのためEDテーマ「プリン賛歌」の歌詞通りプリンを食べる機会が全く無かったが、第25シリーズ第44話でようやく食べることが出来た。
牛子（うしこ）
声 - 七緒はるひ
初登場回 - 第1シリーズ第19話『オカメ姫がやってきた』（放送日：1998年10月29日）
幾度か牛とお見合いをした牝牛。オカメ姫の友達でもある。彼女を乗せた牛車を引っ張っている。オカメ姫がおじゃる丸が好きなように牛子も牛が好きである。
赤紫式部（あかむらさきしきぶ）
声 - 三石琴乃
初登場回 - 第1シリーズ第1話『マロがおじゃる丸でおじゃる』（放送日：1998年10月5日）
おじゃる丸の家庭教師。宿題をサボってばかりいるおじゃる丸にとって苦手な存在である。一人称は「ワタクシ」。
月光町にいるおじゃる丸に会うため「満月ロード」を通ろうとしたが体が引っ掛かって通れなかった。しかし三段腹の二段目までは突破した。
背が高くて、同じく家庭教師をしている「うす紫式部」(声- 茅野愛衣)という妹がいる。
電ボとは仲が良いが、電ボが「恋の事を語り始めると止まらなくなる」事に対しては「これは たまらぬ…恐ろしや電ボ…」「電ボの しつこさは まるで式神のようじゃ」と言いながら恐れている。
ヘイアンチョウでは人気絵巻『おじゃる源氏』の作家として女性から高い人気を集め、恋愛相談を引き受けている。
読者達からは「続編はどうするのか?」「スピンオフ作品はあるのか?」と言われながら期待されている。
歌集も書いており、「恋の歌の読み方」が分からない読者の1人の相談を受けた時に 自分の歌集を勧めた。
ヘイアンチョウ絵巻物大賞を授賞した事により「ヘイアンチョウ絵巻物大賞授賞式」に出席して、インタビューを受けている最中に「続編は どうされるおつもりですか?」と質問された時に、自分が「全てを書き尽くして まさに抜け殻状態で何もアイディアが思いつかない」という状態な事に気付いてしまい、夜中もスランプに悩まされてしまう。その時に「どうしようどうしよう…」と何度も叫びながら慌てて外を走っていた際に、偶然「森の呪文屋」が「ヘイアンチョウと月光町を簡単に繋ぐ新しい呪文」を唱えた事で「満月ロード」が大きく開いて 何も知らずに飛び込んでしまい、初めて月光町へタイムスリップしてしまう。初めての月光町での出来事に驚きつつも、おかげで新しいアイディアが次々と閃いて、筆が進んで続編を書き続ける事に成功した。
一方で、赤紫式部本人は、今まで浮いた話が無いらしい 。
日本著作権センターから発刊された『コミックでわかる著作権』ではおじゃる丸が提出した課題が全て他人が作ったものであることを見抜き、おじゃる丸に著作権という制度が現代にあることを教えた。
うす紫式部
声‐ 茅野愛衣
初登場回‐ 第23シリーズ第28話 (第1825話)『おじゃる丸 家庭教師に恋をする』 (放送日：2020年6月3日)
赤紫式部の妹で、姉と同じく家庭教師を務める。姉よりも背が高くて、物静かな性格の美しい女性。姉よりも薄い色の長い黒髪をしており、黄色のリボンで髪を結っている。少しツリ目で、薄紫色の着物を着ている。一人称は「わたくし」。電ボからは「とっても可憐で薄くて か弱き先生様」とも呼ばれる。
おじゃる丸が赤紫式部に怒られた時に「ソチが そのようにガミガミ言うと ますます やる気がしなくなるのでおじゃる」と言ったので、赤紫式部が「ではワラワの妹を おじゃる様の家庭教師に付けさせていただきますっ!」と、おじゃる丸に紹介した。初対面となる おじゃる丸は、うす紫式部に一目ぼれしてしまった。
おじゃる丸が「家庭教師が変わったからと言って すぐに勉強する気にはならぬの」と言った事に対して、ショックを受けて派手な よろめきをする。うす紫式部は「自分が頼りないから おじゃる様がお勉強する気になってくださらないのですね…」「いても いなくても変わらない どうでもいい存在」「家庭教師失格にございますね」と自分を責める。気持ちが落ち込むと「髪の毛と体の色と着物の色が薄くなってしまう」という変わった体質の持ち主。その為、おじゃる丸が勉強をしないと「どんどん色が薄くなり ついには透き通って消えてしまうかもしれない」と赤紫式部が言った為、おじゃる丸は うす紫式部の為に勉強する事を決めた。電ボは「済ませた宿題を見て大変お喜びになって、体の色は ほんのり濃くなった」と言い、「おじゃる丸が熱心に勉強に励んでいる」事も伝える事で、更に体が色濃くなる。
後日、おじゃる丸は 元気になった うす紫式部の様子見もかねて、自ら宿題を届けに うす紫式部の屋敷を訪れた。しかし、現れたのは肌の色が小麦色の髪が短い飛脚の女性。でも その女性こそが、すっかり元気になって 元気いっぱいに速く走る うす紫式部だった。性格も明るくて 腕にも筋肉が付いて力持ちになり、両目も普通に開けるようになった。高笑いを上げたり、その場で素早く回転し続けたり、片手でおじゃる丸を持ち上げてしまう程に 別人となる。おじゃる丸は うす紫式部の変化に納得ができず、「マ…マロの愛しき可憐な うす紫式部は いずこに…」と泣きながら うす紫式部の屋敷で勉強する事になった。
坂ノ上あじゃり丸
声 - 折笠富美子
初登場回 - 第9シリーズ第80話（第800話）『あじゃり丸』（放送日：2006年11月20日）
おじゃる丸のいとこ。おじゃる丸とは反対に落ち着いた性格で礼儀正しく、紳士的な性格。ヘイアンチョウでは語尾に「あじゃり」とつけて喋り、月光町では現代の言葉を話す。オカメ姫のことが好きで、オカメ姫がおじゃる丸を好きなことはわかっているが、諦めるつもりはない。しかし、おじゃる丸を妬むようなこともなく、自身の力でオカメ姫を振り向かせようとしている。毛虫が嫌い。ケー子を見るとパニック状態になってしまう。
姫君
声 - 吉田仁美
オヤツがしら
声 - 立花慎之介
初登場回　-　第19シリーズ『オヤツがしら　めざめる』
おじゃる丸におやつとしてイリマメを用意していた人物。おじゃる丸がプリンの方に惹かれていることに愕然としたが、愛ちゃんのプリンを食べ、その美味しさにとりつかれた。
マメじー
声 - 松山鷹志
初登場回 - 第20シリーズ『オヤツがしらとマメじー』
オヤツがしらの師匠。
お清少納言
声 - ファイルーズあい
初登場回 - 第24シリーズ第42話『なごん〜』（放送日：2021年10月22日）
赤紫式部と同様、おじゃる丸の家庭教師。赤紫式部の先輩 。ヘイアンチョウでは厳しい「オニと呼ばれる最強の家庭教師」として有名である。一人称は「ワタクシ」。「レッツ」「リピートアフターミー」などと英語を使う事も多い。腰まで届く程の長い黒髪に、数ヶ所に「な」「ご」「ん」と文字があるピンク色の着物を着る。
おじゃる丸の雅を「全然雅ではございません」「おじゃる様の雅 カッスカスにございます」と厳しく評価する事もある。
おじゃる丸からは「なごん」「なご～ん」と呼ばれており、甘える声の時は「にゃご～ん」「にゃごん～」と呼ばれる。
ノリツッコミをする事が多く、自分で自分の事を「オニ」と言っては「誰がオニに こざいますか！」と言う事が ほぼ毎回のお約束になっている。
お清少納言から出される課題や勉強をサボりおじゃる丸がお清少納言の顔を見つめてしまう。それを見たお清少納言はおじゃる丸のあまりの可愛さに甘えてしまう。
後日修行でおじゃる丸の可愛さから克服し、月光町に来ておじゃる丸を厳しく指導するが、シャクを取り返しに来た子鬼トリオのキスケに 一目惚れしてしまう。
それからも「おじゃる丸」と「キスケ」を 可愛いと評価し続けている。後に 可愛い者が好きすぎて この2人の事だけが書かれている「かわゆきもの図鑑」という図鑑を自分で書いた 。
エンマ界の子鬼の「クリッキー」に初めて出会った時は、始めは 里帰りして来たおじゃる丸に「特別授業」をするが、修行の成果で 今回も おじゃる丸に甘えられても効果が無かった。しかし、シャクを取り返しに来た クリッキーには 一目惚れしてしまい、クリッキーを「かわいいかわいい クリッキーちゃん」と呼んで かなり気に入ってしまうが、クリッキーからは嫌われていた。また、クリッキーの得意技の「コワ顔」を見ても「コワいい！」と言いながら更に気に入ってしまう。
また、修行の成果があってなのか「納言 ズドーン！」と言うと 空を飛べるようになり、逃げるクリッキーを捕まえようと何度も空を飛んで追いかけ続けた。また、可愛い者を前にすると「体の中から湧き上がる ヘビーなリズムが止まらない」とも言う。スイッチが入ると 自分では制御できない程に暴走してしまう事と、走ると「オカメ姫」と同じくらい かなり速く走れる事も判明した。
里帰りしたおじゃる丸の「怠け心を叩き直している」最中に、ミヤビ大臣と成り行きで「雅争い」する事になった時には、修行の成果があってなのか「みやビーム!」と叫んで「ウルトラセブン」の「エメリウム光線」を出す時のポーズを取る事で、額から何度も「水色の長いビーム」を連発して、おじゃる丸、電ボ、ミヤビ大臣を驚かせた 。
ミヤビ大臣
声‐ 前田剛
初登場回‐ 第22シリーズ第29話 (第1766話)『ミヤビ大臣あらわる』 (放送日：2019年6月6日)
雅か雅で無いかを仕分けて判定する大臣。外見は、真っ白な肌に、縦長の顔に 縦長の長い鼻と鼻の穴、大きな両耳に、大きく見開いても半目の両目と赤色の唇があり、麻呂眉毛から伸びた細長い髭と 鼻の下から伸びた細長い髭が特徴。紫色の着物と 青色の烏帽子を被り、烏帽子の先には長いロープのような物がある。一人称は「マロ」。おじゃる丸を「おじゃる様」と呼ぶ。自分の事を自己紹介された時には「い～か～に～も～!」と返事をする。
おじゃる丸とは、初登場回で初対面となった。初登場回では、おじゃる丸が目を覚ますと 何故か同じ布団で寝ていた謎の男として登場した。初対面となる おじゃる丸の大あくびに対して「ミヤビ 0点」と判定した。その正体は、ヘイアンチョウから「おじゃる丸が妖精貴族として雅に暮らしているかを見極めに来た」妖精貴族の男だった。電ボは、彼の事を既に噂で知っていた。
おじゃる丸の「ご飯の食べ方」「こけ方」「倒れ方」に対して全て「ミヤビ 0点」と判定した。子鬼トリオと出会った時には ミヤビ大臣の迫力に、アカネから「何だい このおじさんは?」と言われており、子鬼トリオは彼の迫力に驚いて逃げてしまった。その後、プリンタイムを優雅に楽しむ おじゃる丸を見て「ミヤビ 100て～ん!」と評価して、生まれて初めて知ったプリンに感動して、愛ちゃんに作ってもらった。愛ちゃんを「愛ちゃん」と呼び、反対に愛ちゃんからは「ミヤザワさん」「ミヤベさん」と呼ばれた。また、月光町で初めて食べた目玉焼きが口に合わなかった為、目玉焼きは苦手な模様。
その後、再登場回では、お清少納言とは既に知り合い同士だった事が明かされた。何故か ヘイアンチョウの屋敷のおじゃる丸の部屋の布団の中で寝ていた。おじゃる丸からは「たいぶ久しぶりじゃの」と言われた。納言の雅を「納言 0点」と評価し続けて、納言の怒りを買う事になった。しかし、彼女が額から出した「みやビーム」に対しては、驚きながらも「あっぱれ納言! 雅 100点!」と評価して褒めながら逃げ続けた。一方で、おじゃる丸が部屋を散らかしている事に対しては 何故か「これも雅 きっと雅」と普通に褒めていた。また、相変わらずプリンを気に入っており、「愛ちゃんの作る あの甘いお菓子」と評価している。
ミヤビ大臣曰く、ミヤビの「ミ」は「見るからに優雅」、「ヤ」は「やんごとなき」、「ビ」は「美の世界」。「自分の やる事なす事 全部まるっと雅」とのこと。
少年貴族たち
初登場回‐ 第23シリーズ第18話 (第1815話)『最強オカメ姫が今日もゆく』 (放送日：2020年5月8日)
声‐ 七緒はるひ、不明、廣川裕希 
ヘイアンチョウの貴族の少年 3人。本名不明。身長が1番高い「2本のツノのような茶髪の髪の毛と水色の烏帽子に青い着物」と、身長が2番目に高い「イガ栗のように尖ってる黒髪と、紫色の烏帽子と着物」と、身長が1番低い「大福のような顔と糸目、麻呂眉があり、黄緑色の烏帽子と緑色の着物」の3人組。
オカメ姫を「オカメ姫様」と呼び、オカメ姫に好意を持っている3人組であり、これまでも何度もオカメ姫をデートに誘っていた。しかし、オカメ姫からは何度もデートを断られており、オカメ姫に許婚(※おじゃる丸)がいる事は 彼女に何度も聞かされていた為に知っていたが、彼らは「ならば その許婚から奪うまで」「ライバルが多いほど燃え上がりまするっ!」と言って、決して諦めていない。逃げるオカメ姫を追いかけるが、牛の牛車に乗ったオカメ姫に逃げられてしまった。オカメ姫からは「何と…話の分からぬオノコ達よの～…」と言われて嫌われている。
おじゃる丸との面識は無い模様。なお、「自称ヘイアンチョウいちイケてるオノコ」トリオとの関係性は不明。
ヘイアン女子たち
声‐ 廣瀬千夏、十時莉音、種﨑敦美、森嶋優花
初登場回‐ 第26シリーズ第54話 (第2031話)『なごんVS式部』 (放送日：2023年11月22日)
おじゃる源氏を愛する読者で、ヘイアンチョウの 4人組の女性たち。4人とも、かぐや姫に似ている外見の女性。背の低い女性は「やたら じゃれてくる猫」を飼っている。
全員が おじゃる源氏の「続編」や「スピンオフ作品」にも期待している大ファン。赤紫式部を「式部さま」と呼び、彼女に恋愛相談をする。「恋の歌の読み方」が分からなくて困っていた読者は、赤紫式部の書いた「歌集」を勧められた。その後、突然現れた お清少納言の「恋は戦!」「腕ずく、罠、不意打ち 何でもあり!」という過激な 恋愛相談に驚かされたり、土下座までする。
その後、納言の怒りを静める為に 赤紫式部が「かわゆきもの」の話を開始した時に「お手玉」「雛人形」「カタツムリ」を可愛いと言う女性達だが、納言から「かわゆきものとは おじゃる丸とキスケ」だと教えられる事になり、納言の物真似に驚かされたり、納言の「かわゆきものとは?」の質問攻めに遭う事になった。
父上の父上
声‐ 沼田祐介
初登場回‐ 第20シリーズ第44話(第1661話）『父の手習い』 （放送日：2017年11月9日）
おじゃる丸の父の父。つまり「祖父」。坂ノ上家の屋敷で暮らしている。一人称は「ワシ」と「ワシャ」。外見は父上に似ているが、口髭が少し太めで、顎髭もある。赤紫式部から「手習い」の宿題を出された おじゃる丸が、自分の父上の手習いを丸写しさせてもらおうと考えた時に、手習いが嫌いな 父上が「父の父がやった手習いの本を借りて 父上が やったことにして提出した」とのことで、父上が おじゃる丸に「手習いの本の行方は『父上の父上』に聞かないと分からない」と教えたので、おじゃる丸に 手習いの本の場所を質問された。しかし、『父上の父上』は 手習いをした事があるのを完全に忘れていて おじゃる丸に説明されて思い出すが、息子（おじゃる丸の父上）と同じく 手習いが嫌いだったので、息子と同じく 自分の父（父上の父上の父上）の手習いの本を丸写しして提出したとのこと。手習いの本の行方は『父上の父上の父上』に聞かないと分からない事を おじゃる丸に伝えた。
その後、再び戻って来た おじゃる丸に「父親から もらった手習いの本」の行方を質問されて、自分の息子（おじゃる丸の父上）に この前渡した事を おじゃる丸に教えた。
父上の父上の父上
声‐ 森訓久
初登場回‐ 第20シリーズ第44話(第1661話）『父の手習い』 （放送日 : 2017年11月9日）
おじゃる丸の父の父の父。つまり「ひいおじいちゃん」。まだ現役で生存しており、坂ノ上家の屋敷で暮らしている。一人称は「ワシャ」。外見は 「父上」と「父上の父上」に似ているが、眠たそうな半目に、口髭が繋がっていて、顎髭が少し大きめ。息子と同じく手習いが嫌いで、当時は息子と同じ やり方で 手習いの宿題を提出して、手習いの本の行方は『父上の父上の父上の父上』に聞かないと分からない事を おじゃる丸に伝える。
その後、再び戻って来た おじゃる丸に「父親から もらった手習いの本」の行方を質問されて、自分の息子（父上の父上）に 渡した事を おじゃる丸に教えた。
父上の父上の父上の父上
声‐ 津田健次郎
初登場回‐ 第20シリーズ第44話(第1661話）『父の手習い』 （放送日 : 2017年11月9日）
おじゃる丸の父の父の父の父。つまり「ひいひいおじいちゃん」。まだ現役で生存しており、坂ノ上家の屋敷で暮らしている。一人称は不明。外見は、「父上の父上の父上」と同じく 口髭が繋がっており、眉毛と顎髭が大きめで、両目を閉じている。息子達と同じく 手習いが嫌い。
その後、再び戻って来た おじゃる丸に「父親から もらった手習いの本」の行方を質問されて、自分の息子（父上の父上の父上)に この前渡した事を おじゃる丸に教える。
父上の父上の父上の父上の父上
声‐ 竹本英史
初登場回‐ 第20シリーズ第44話(第1661話）『父の手習い』 （放送日 : 2017年11月9日）
おじゃる丸の父の父の父の父の父。つまり「ひいひいひいおじいちゃん」。まだ現役で生存しており、坂ノ上家の屋敷で暮らしている。一人称は「ワシャ」。坂ノ上家の住人の中では最年長と言える存在。外見は 眉毛も繋がり口髭も大きく、顎髭が 腰に届く程に長く、両目を閉じている。おじゃる丸の身内の中では、唯一「手習いが大好き」であり、子供の頃に 手習いの宿題をした事も ちゃんと覚えていた。しかし「手習いの本」が どこにあるのかを忘れていたが、「もういらないから この前 息子(父上の父上の父上の父上)に 渡した事を思い出して おじゃる丸に教えた。
公家
声‐ うえだゆうじ
初登場回‐ 第27シリーズ第22話 (第2059話)『赤紫式部 スランプになる』 (放送日：2024年5月20日)
ヘイアンチョウの公家の男性老人。本名不明。顔は、白色の長い眉毛、白色の大きな口髭があり、糸目。大きな赤い烏帽子に、青色の着物を着ている。
「ヘイアンチョウ絵巻物大賞 授賞式」の会場で、赤紫式部に「おめでとうございます」と言って笑顔で賞状を渡した。
記者たち
声‐ 山口茜、十時莉音
初登場回‐ 第27シリーズ第22話 (第2059話)『赤紫式部 スランプになる』 (放送日：2024年5月20日)
「ヘイアンチョウ絵巻物大賞 授賞式」の会場で、絵巻物大賞に授賞した 赤紫式部に「感想」「執筆する時 こだわっている事」「おじゃる源氏の続編は どうするのか?」とインタビューをした。男性、女性の数人がいる。

#### 自称ヘイアンチョウいちイケてるオノコ
ヘイアンチョウの妖精貴族、3人の貴公子。ヘイアンチョウではオナゴからの人気は絶大。3人ともオカメ姫に好意を持っているが、おじゃる丸に対して勝手にライバル視している。おじゃる丸に炊きもの合わせで勝負を挑んだが、おじゃる丸が烏帽子から取り出した現代の香（カレーやプリンなどの香り）に敗れてしまう。百人一首対決ではおじゃる丸だけでなく子鬼トリオのアオベエ、キスケとも対決し、高い瞬発力を発揮した。
梅丸
声 - 種﨑敦美
丸目で赤の衣を着ている。会話が得意。百人一首対決では細目のキスケに対して有利な丸目により優勢するが、開眼したキスケに敗退する。
蓮丸
声 - 三瓶由布子
ツリ目で青の衣を着ている。舞が得意。百人一首対決ではアオベエ相手に華麗に振舞うが、養成ギプスを装着していたアオベエに敗退する。
菊丸
声 - 七緒はるひ
垂れ目で黄色の衣を着ている。お金持ち。

#### 妖精界の森の住人
ケー子
声 - 岩男潤子
初登場回 - 第10シリーズ第43話（第853話）『あじゃり くずれる』（放送日：2007年6月1日）
メスの毛虫。体色はピンク。ヘイアンチョウの川で溺れかかっているところを、あじゃり丸に助けられたことがきっかけであじゃり丸のことが大好きになる。激しくアタックするようになり、あじゃり丸を追って月光町までやって来た。しかし、あじゃり丸は毛虫が嫌いで、うまく行かない。電ボに「横恋慕」された。

### エンマ界の住人
エンマ大王
声 - 小村哲生
初登場回 - 第1シリーズ第1話『マロがおじゃる丸でおじゃる』（放送日：1998年10月5日）
おじゃる丸が持つシャクの元々の持ち主。シャクが無いと「亡き者達」を効率よく裁くことができない（本作では「極楽」「地獄」は、それぞれ「天国」「お説教部屋」と表現されている）。また、シャクが無かった若い頃は、聖徳太子のように一度に10人の「亡き者達」の言葉を聞き分けて裁くことができたが、現在は自力では閻魔帳を用いることで1日で5人を裁くのが精一杯のため、裁かれるのを待つ「亡き者達」が日に日に増えていて困っている。ただし時間を気にしなければ、生前は金持ちで傲慢だった社長を改心させ涙を流させるなどして側近らしき鬼たちにさすがと言わしめる徳がある。恐妻家で妻の尻に敷かれ、「朝のゴミ出し」などの家事をさせられている。黒い雲に乗って空を飛ぶことができる。
かなり驚いた事がある時に、頭髪や顎鬚が白色になって驚く事もある。
自身がヘイアンチョウと現代世界をつなぐ満月ロードをくぐることができなかったため、子鬼トリオを遣わせる。なかなかシャクが返ってこないので、ミドリオニを遣わしたり、森の呪文屋の呪文で子鬼トリオや電ボと入れ替わった（時には入れ替わる時に電ボ子と勘違いをした）が、効果はなかった。挙句の果てにシャクやおじゃる丸と入れ替わったこともあったが、結局シャクの奪回に失敗している。シャクが熱を出したと子鬼トリオから聞き見舞いに来て田村家に直接訪問した所、カズマが学校から帰宅。その時「エンマ大王」とは言えず、咄嗟に「おじゃる丸の叔父さん」と名乗った。その時エンマは、シャクの看病をした。その甲斐あってシャクの熱が下がって元気になった。しかし、シャクを自らの手で奪回出来るチャンスだったにも係わらずシャクが元気になったのがよっぽど嬉しかったようで、シャクを奪回する事をすっかり忘れて手ぶらで帰路に付いてしまう。帰宅後、子鬼トリオにシャクを奪回出来ていないと指摘されてシャクを奪回出来た事に気付き、奪回し忘れた事に対し、悔しがった。しかしながら、シャクが無いことからエンマ界が「亡き者達」に溢れ続けるということは無いようである。これはシャク自身がおじゃる丸の了承を得て、定期的にエンマ界へ里帰りをして「亡き者達」を裁いているからである。尚、シャク自身は自分の持ち主である主人を「エンマ大王」「おじゃる丸」の二人と認識している。
エンマ夫人
声 - こおろぎさとみ
初登場回 - 第7シリーズ第22話（第562話）『エンマパパ来る』（放送日：2004年5月4日）
いわゆる鬼嫁で、エンマがシャクを失ってバリバリ仕事が出来なくなって以来、夫を尻に敷き、「朝のゴミ出し」などの家事でこき使う。いつも天蓋付きのベッドで横になってカーテンを引いて自堕落に過ごしており、シルエットや後ろ姿しか見えず、滅多に素顔を見せないが、中々の美人。一度義父であるメンマ元大王がやって来た時に美しい姿を見せたが、エンマは「誰じゃそちは？」と言っており、またこの時にタエコと名乗っているが、エンマはその名前だったかどうか不安になった。エンマがゴミ出しを忘れたり、裁きを待つ「亡き者達」が家の庭に溢れかえると怒ることもある。シルエットでツノが3本出たことがある。
メンマ元大王
声 - 青野武
初登場回 - 第7シリーズ第22話（第562話）『エンマパパ来る』（放送日：2004年5月4日）
エンマ大王の父。おじゃる丸にシャクを奪われたと知って、満月ロードを通り月光町に行き、取り戻そうとする。しかし、おじゃる丸の口車に乗り、シャクを取り戻すことを忘れてヘイアンチョウへ戻る。
ミドリオニ
声 - 岡村明美
初登場回 - 第2シリーズ第7話（第97話）『アカネへのラブレター』（放送日：1999年4月13日）
子鬼トリオの様子を調べるべく、エンマ大王に遣わされ、月光町に来た子鬼。それ以降、何度か月光町を訪れるようになる。語尾に「だぁ〜」とつけることが多い。アカネに惚れていて、彼女を「アカ様」と呼んでいる。いまだに告白はできていない。アカネが休暇をとったとき、交代で子鬼トリオに加わったこともある。一人称は「ボク」。
第22シリーズ エンディングテーマ『やだな～ いいな～』でも再登場するが、映像の最後では、外見が瓜二つな「薄ピンク色」の子鬼がいた。
クロノシン
声‐ 松井菜桜子
初登場回 - 第14シリーズ第65話（第1235話）『クロ』（放送日：2011年10月28日）
鬼の中ではビジネスマン的存在。メガネを掛けている。一人称は「わたし」。子鬼トリオの合体がだめと判断して、コンピューターで新しい合体を提案したが、失敗した。ブレインズ並みの頭脳を持つ。
金銀銅トリオ
金オニ（声 - 高橋伸也）、銀オニ（声 - 新子夏代）、銅オニ（声 - 矢島晶子）
初登場回 - 第15シリーズ第45話（第1303話）『金銀銅』（放送日：2012年7月27日）
4年に1回しか会えないという有名な子鬼トリオ。がんばっている人を見ると応援（表彰）したくなる。
ダーク鬼
声 - 古田うた
初登場回 - 第18シリーズ第36話（第1524話）『ダーク鬼と13人のコワい仲間たち』（放送日：2015年10月9日）
テンマ
声 - 三森すずこ
エンマの甥。カズマによく似ている。マイペースな性格。
クリッキー
声 - 井澤詩織
初登場回 - 第26シリーズ29話 (第2006話) 『おじゃる丸ききいっぱつ』（放送日：2023年6月6日）
薄紫色の体をして、紫色の角が2本ある子鬼。両目は黒の楕円形に白いハイライトがある。普段は 赤ん坊のような可愛らしい見た目をしており、白色の前掛けを着けている。しかし、実は「怖い顔が得意」であり、「エンマ界で一番『コワ顔』が得意」。唇が分厚い キバが鋭い顔に変化する。
ただし、コワ顔をしすぎると、ほっぺが攣（つ）ってしまう弱点がある。
「コワ顔」を使い、おじゃる丸を脅かしてシャクを取り返そうとした。しかし、おじゃる丸とデートの約束をしていたオカメ姫の 迫力ある怒り顔のせいで邪魔されたり、うすいさちよ が散らばしてしまった「新作マンガの原稿」を見て 怖がりながら大号泣して エンマ大王の所へ大急ぎで「月光町 怖かったです～！」と帰ってしまう。
一人称は「おれさま」または「オレ様」で、語尾に「ぞ」「だぞ」と言う。
再登場の話では、おじゃる丸が ヘイアンチョウへ里帰りしていると知り、おじゃる丸の屋敷へ来て 今度こそシャクを取り返す事と、前回のリベンジをしようと企む。しかし 可愛い者が大好きな「お清少納言」に気に入られてしまい、納言に「かわいいかわいいクリッキーちゃん」と呼ばれてしまう。納言を「何だか怖いぞ…！」と言いながら逃げるも、彼女に抱かれて可愛がられてしまい 何とか逃げ出そうと「コワ顔」を披露するが、納言からは「コワいい！」と ますます気に入られてしまい、彼女に抱きつかれながら かなり嫌がっており 必死に逃げ出そうとしていたが 逃げられずに「エンマ大王」の名を叫んでいた。
それ以降も「どうすれば最高にコワ顔になるか?」の色々な研究をしており、月光町で見つけたびっくり箱をヒントに、段ボールに隠れて「おじゃる丸が開けた時にコワ顔を見せながら飛び出してシャクを取り返す作戦」を実行しようとした事もある 。
第28シリーズ エンディングテーマ『GO!でおじゃる』で、歴代エンディングテーマ初登場となり、星野ファミリーを コワ顔で怖がらせたり、「人間の少女姿の貧ちゃん」と笑顔で仲良く握手をする。

#### エンマ界の森の住人
森の呪文屋
声 - 小和田貢平
初登場回 - 第2シリーズ第35話（第125話）『エンマ キスケになる』（放送日：1999年5月21日）
エンマ界の森にある、自宅である呪文屋で 一人暮らししている 人間に近い外見の老人の男性。ウシやエンマなど、満月ロードを通れない者が現代世界へ行くために必要な呪文を授ける。いつも糸目で、ウサギの被り物を被っている小柄の身長の外見が特徴。彼の呪文の力は ヘイアンチョウでも評判が高いが、呪文を唱えて月光町に送ってもらう時には 彼といっしょにヘンテコな踊りを踊りながら呪文を言う必要があるのが定番。
一度だけ、エンマ大王と共に 坂田マンションへ直接 行った事もある。
17歳になったおじゃる丸を月光町に送ったこともある。
ある日、「ヘイアンチョウと月光町を簡単に繋ぐ新しい呪文」を思いついて唱えて「大きな満月ロード」を開いた時に、知らぬ間に「赤紫式部」を月光町へタイムスリップさせてしまった事もある。
涙岩を通る事が出来ないエンマ大王の為に「直接 月光町へワープさせる呪文」を忘れてしまい、その呪文を思い出そうと 何度も『ゴゴゴーゴー』と言いながら様々な呪文を唱えたせいで、月光町やヘイアンチョウの大勢の人々の眉毛が太くなったり 消えたり 元に戻ったりした『眉毛ボ～ン』事件を起こしてしまった事もある。

### 電ボ一族
電ボ子（でんボこ）
声 - 岩坪理江（4、5）→麻生かほ里（6〜10）→佐藤なる美（11〜）
初登場回 - 第4シリーズ第49話（第319話）『電ボ子』（放送日：2001年10月4日）
オカメ姫に仕える電書ボタル。口うるさい性格で、道徳観や行儀作法などに厳格。電ボと外見と声（4、5、11〜）が瓜二つで、しかも彼女と電ボが入れ替わりに現れることが多く、二人が一緒にいる場面が見られないため、多くの人物から単に電ボがリボンをつけて変装しただけと認識されている（おじゃる丸は未だに疑っている様子）が、まつ毛の形状と目の色が電ボと異なる。リボンを外して「電ボ」に変装しておじゃる丸の前に現れたこともある。
しかし、電ボとは お互いに ちゃんと面識がある事は、彼らの台詞でも判明しているので、同じ一族同士 知り合いである。
子鬼トリオが「電ボを人質(虫質)にする」計画を久しぶりに実行した時に、電ボと間違えられて 子鬼トリオに捕まった事がある。
自身が男顔の電書ボタルであることに悩んだ末、電ボ塚歌劇団に入団し男役のトップスターになった。
電ボと同じ画面に映るのは、第4シリーズ エンディングテーマ「恋をいたしましょう♪」だけである。
電ボ五郎（でんボ ごろう）
声 - うえだゆうじ
初登場回 - 第2シリーズ第58話（第148話）『月光町だよおいちゃん』（放送日：1999年10月13日）
電ボの叔父（おじ）さん。眼鏡をかけている。電ボには「おいちゃん」と呼ばれている。若干いい加減な性格だが、落ちこぼれだった電ボを、「教育係」として貴族である坂ノ上家に仕えられるまでの一人前の電書ボタルに育て上げた。時には電ボが問題を起こした際に、自ら責任を取って目上の電書ボタルから厳しいお叱りを受けることもあった。
真面目が取り柄な電書ボタル族としては珍しく、旅から旅への風来坊であり、決まりごとが苦手な性格でもある。
子鬼トリオとは、初登場回の時点で既に知り合い同士であり、とても仲が良い。他にも、旅先で出会った友達が多い。
一二三（ひふみ）
声 - 七緒はるひ
初登場回 - 第4シリーズ第33話（第303話）『にぶいの電ボ』（放送日：2001年5月16日）
電ボの幼馴染。一人称は「わたし」で、電ボを「お兄ちゃん」「電ボお兄ちゃん」と呼ぶ。電ボとは近所付き合いの仲だったが、電ボが一二三の世話をしているうちに妹のような存在となった。一六六・五と付き合っていたが、電ボの方が本当は好き。一六六・五にプロポーズされた事があるが、電ボを一途に思っている為に断った。成長してからは電ボも少し恋心を抱いているが、電ボ本人はそれに気づいていない。二三（ふみ）という名の祖母がいる。
一六六・五（ひろむ ごー）
声 - 小西克幸
初登場回 - 第5シリーズ第12話（第372話）『一二三ちゃんふたたび』（放送日：2002年4月16日）
一二三のボーイフレンド。眉毛が太い。欠点が全くない完璧な電書ボタル。名前は郷ひろみの逆読み。一人称は「ぼく」。
後に、別の電書ボタル「七七三（ななみ）」(声‐ 不明)と結婚し、電書ボタル界の女性を嘆かせた 。
その後、再登場回では 彼の元ネタとなる『郷ひろみ』と アニメで初共演となる。また、この時は「森の呪文屋さん」のせいで 眉毛が消えてしまったが、無事に再び元に戻る。
第28シリーズ エンディングテーマ『GO!でおじゃる』でも 郷ひろみ と共演しており、最後に右手を上げながら「ゴーゴー」と楽しそうに叫んでいる。
電ボ八老（でんボ はちろう）
声 - 山崎たくみ→高橋ひろし
初登場回 - 第3シリーズ第6話（第186話）『電ボ八老やってくる』（放送日：2000年4月10日）
ホタル界の長老。108歳。月光町にて電ボ十四にプロポーズしようとする。
電ボ十四（でんボ とよ）
声 - 荘司美代子
初登場回 - 第7シリーズ第44話（第584話）『108年目のプロポーズ』（放送日：2004年6月3日）
108歳。電ボ八老の気持ちを知っている。
電ポー
電ボ一族の郵便屋。
電ボ四十郎（でんボ しじゅうろう）
声 - 大平透
初登場回 - 第12シリーズ第78話（第1068話）『しじゅうろう』（放送日：2009年12月29日）
電ボの弟分。声が重い。おじゃる丸には気に入られていない。
ひかる
初登場回 - 第13シリーズ第29話（第1109話）『たがめちゃん』（放送日：2010年5月18日）
電ボの友人。かなり陽気な性格。電ボが田んぼで出会ったたがめと一緒にいる時に偶然現れた。電ボに敬遠されて逃げられたたがめと一緒に電ボの家（田村家）に行く途中話し込む内に意気投合し、恋仲となる。
電モモ
声 - 岡村明美
初登場回 - 第14シリーズ第1話（第1171話）『さよなら電ボ』（放送日：2011年3月28日）
電ボが一族の昇進試験に合格し「副一族長補佐」に出世して郷に帰る際、後任として派遣された新人。頭にリボンを付けており、よく気がつく明るい性格のメス。非常に能力も高く、電ボが居ない寂しさにうなされるおじゃる丸を見て電ボにおじゃる丸のおつきに戻るよう勧める。それでも戻らない電ボに呆れ、猛勉強の末に同じ昇進試験を受け「副一族長」へスピード出世をした。上司として元の世話係へと戻るよう電ボに命令する。
子電ボ（こでんボ）
声 - 佐藤なる美
初登場回 - 第14シリーズ第44話（第1211話）『子電ボ』（放送日：2011年5月24日）
電ボ子の弟。電ボに似ているが、電ボより一回り小さい。パンツをはいている。また、子電ボは第3シリーズでもまったく別のキャラクターとして複数体登場しており、この話は本編とは別物の話であった。その声は西村ちなみ、小松里梨。
電さん（でんさん）
声 - 冨永みーな
初登場回 - 第14シリーズ第67話（第1237話）『ブキヨウな虫です』（放送日：2011年11月1日）
一二三のボーイフレンド。本人曰く非常に不器用であり、飛ぶ事もモノマネもあまりしない。
電ボ初恵（でんぼはつえ）
声 - 新子夏代
初登場回 - 第15シリーズ第5話（第1263話）『電ボ 入会する』（放送日：2012年4月6日）
電書ボタルの出逢い所(いわゆる結婚案内所)のメスの電書ボタル。電ボにいい電書ボタルをしょうかいする。
むつこ
声 - かかずゆみ
初登場回 - 第15シリーズ第5話（第1263話）『電ボ 入会する』（放送日：2012年4月6日）
電ボが電書ボタルの出逢い所で会ったメスの電書ボタル。
とみえ
声  -  儀武ゆう子
初登場回 - 第15シリーズ第5話（第1263話）『電ボ 入会する』（放送日：2012年4月6日）
電ボが電書ボタルの出逢い所で会ったメスの電書ボタル。
電ボ七郎
声  -  松山鷹志
初登場回 - 第15シリーズ第44話（第1302話）『ヘイアンチョウより愛をこめて』（放送日：2012年7月26日）
電ボのおじ、電ボ五郎の弟分だと思われる。電ボからは『セブンおじさん』と呼ばれている。ロンドンの仕事帰りに月光町にやってきた。仕事は煙突掃除をしている。ロンドンで集めたひみつ道具をみんなに配って帰っていった。
電ボ握郎
声 -  名塚佳織
初登場回 - 第15シリーズ第88話（第1346話）『おにぎりの鉄虫』（放送日：2012年11月28日）
年に一度行われる電ボ一族恒例行事『おにぎりの鉄虫』の前年の王者。
電ボ太郎
声  - 新子夏代
初登場回 - 第15シリーズ第88話（第1346話）『おにぎりの鉄虫』（放送日：2012年11月28日）
おにぎりの鉄虫の出場者。
MC虫、解説虫
声  - 森訓久（MC虫）、沼田祐介（解説虫）
初登場回 - 第15シリーズ第88話（第1346話）『おにぎりの鉄虫』（放送日：2012年11月28日）
名前通りのおにぎりの鉄虫の司会の虫と解説および判定の虫。
電ボ三十一郎（でんぼさんじゅういちろう）
声 - 福山潤
初登場回 - 第17シリーズ第22話（第1440話）『電ボ 飛ばない』（放送日：2014年4月30日）
電ボのいとこでメガネをかけている。
電ボ十五夜郎
声 - 吉野裕行
初登場回 - 第27シリーズ第32話（第2069話）『わたくしもムカシはたいそうワルにございました』（放送日:2024年10月1日）
大きなリーゼントヘアーのヤンキー (不良少年)の格好をしている、電ボの ワル時代の後輩で 弟分。
一人称は「オレ」。語尾に「す！」「っす～！」「やす」と付けて喋る事が多い。
いつも両目を閉じて、しゃくれ口をしているのも特徴。
かつて学生時代に 電ボに「男惚れ」して、当時は いつも電ボとコンビで行動していた。
電ボが 生まれ故郷の「ホタルが池」に里帰りした際に再会を果たす。
現在では、黒のジャージを着用しながら 母校の「ホタルが池中学校」の先生を務めている。
しかし、下記の「タガメ中学校」の番長連合が よく喧嘩を売りに来て、生徒を守るためにガツンと説教をかまそうとするが、タガメの迫力に何も言えず 困っており、電ボに事情を説明して助けてもらう。最終的には、電ボのおかげで改心した タガメ番長2人と仲良くなれた模様。

### その他
蝉丸（せみまる）
声 - 高橋克実
初登場回 - 第17シリーズ第65話（第1483話）『セミマロン』（放送日：2014年10月31日）
歌人。千年前の大阪から月光町に1日だけやってきた。うすいさちよと仲良くなる。
ニセサン・タクロウ
声 - 坂本頼光
サン・タクロウになりすまし、子供たちをおどかしていたが、ある日、死んでしまいエンマ界で、お説教部屋に行くはずが、事情を知ったエンマの計らいで、特別に一日だけ月光町に戻ることになる。
山鳥
百人一首の読み札から現れし、柿本人麻呂が詠みし和歌に登場する山鳥。
竜田川
百人一首読み札から現れし、竜田川。
鹿
声 - 沼田祐介
ホタル中学生
声-生駒治美
ホタル中学生
渕崎ゆり子
ホタル中学生
七緒はるひ
初登場回‐ 第27シリーズ第32話  (第2069話)『わたくしもムカシは たいそうワルにございました』 (放送日：2024年10月1日)
電ボの母校「ホタルが池中学校」に通う 現役のホタルの生徒 3人。
ホタルだが、電ボ一族なのかは不明。「タガメ中学校」の番長連合の内の「2人のタガメ」に絡まれていたが、電ボに助けられた。最終的に、改心したタガメ達と仲良くなれた模様。1人1人の名前は不明。
電ボが「伝説のワル」という事も 電ボの武勇伝の事も 噂で耳にしていた生徒達でもある。
1人は茶髪のモジャモジャヘアーにピエロのような両目があり、もう1人は大きく見開いた目と 分厚い唇があり、もう1人は 半目の青い瞳と茶色の まゆ毛がある。
タガメ
中務貴幸
タガメ
金子隼人
初登場回‐ 第27シリーズ第32話  (第2069話)『わたくしもムカシは たいそうワルにございました』 (放送日：2024年10月1日)
「タガメ中学校」の番長連合の内の2人組のタガメ。
ホタルよりも高身長で、強力な両腕に 全身が茶色で 青い目をしているが、その青い目のままで目を閉じる事もある。
1人は金髪ヘアーに白い歯があり、もう1人は黒いリーゼントヘアーで 歯が無い。
「ホタルばかりが雅と言われるのが気に入らない！自分達の方が ずっと雅だ！」という理由で、電ボの母校「ホタルが池中学校」に来て、ホタルである生徒達に「二度とお尻を光らせるな」と絡んでいた。
電ボが「伝説のワル 電ボ三十郎」だという事を知っている2人組でもあり、始めは電ボを怖がる様子も見せる。更には、電ボが「おじゃる源氏」の式神である方の「電ボのモデル」となった事まで知っていた。電ボの伝説技である「かわら煎餅 10枚割り」に怖がりつつも、電ボと戦おうとする。しかし、「ホタルにあってタガメに無い物」を、電ボに説得力のある事を言われまくり、電ボ特技の「あいうえお作文」で、見事に立て板に水の しゃべりで 負けを認めさせられた。
しかし タガメ2人組も、本当は始めから「タガメは雅じゃない」と分かっていたとのこと。しかし、電ボに「ホタルに無いがタガメにある物」を言われて、「タガメは強くて かっこいい侍だ！」と褒められた事で改心した。

## 現代のキャラクター

### 田村家（現代）
田村愛（たむら あい）
声 - こおろぎさとみ
初登場回 - 第1シリーズ第2話『月からおとうとふってきた』（放送日：1998年10月6日）
カズマの母親。32歳。旧姓・青木。夫より長身。実年齢よりも若く見える容姿をしている。近所のスーパー「はしもとや」でパートタイマーをしている。お菓子作りが好きでおじゃる丸達のためにプリンを作ることが多い。おじゃる丸とマコトからは「愛ちゃん」、電ボからは「ママ上様」と呼ばれている。ちょっとおっちょこちょいで強引な一面もあり、彼女が主役のエピソードでは一つの事に嵌まり始め、それがエスカレートして周囲に迷惑をかけたり失敗したりする描写が多い。声調変化のある声である。夫婦仲が良く一緒に買い物に行くことも多い。いつもピンク色のエプロンをしている。スイカの皮を包丁でリンゴのように剥くことができる。
大学生時代は アパート(※または学生寮)で1人暮らしをしていたが、当時は「料理をした事が1度も無かった」事が明かされた。
田村マコト（たむら マコト）
声 - 一条和矢（少年時代：岡村明美）
初登場回 - 第1シリーズ第2話『月からおとうとふってきた』（放送日：1998年10月6日）
カズマの父親。36歳。ごく普通のサラリーマン。顔は四角く簡単に言うとカバを模った顔立ちや妻より背が低くかなりの肥満体型と、父・富美男とはあまり似ていない。むしろ祖母（富美男の母）と似ている。おじゃる丸からは「パパ上」、電ボからは「パパ上様」、妻からは「マコトさん」と呼ばれている。おっとりしており、家族思いで愛妻家である。物を捨てられないタチで、これは妻や息子も同様である。料理を作るシーンもあり、「マコト焼き」という名のお好み焼きや、祖母直伝の竹輪の入った味噌汁をふるまっている。
カズマと初めてキャッチボールをしたのが カズマが五歳の時であり、愛ちゃん曰く マコトは「カズマが まだ生まれたばかりの時から カズマと2人でキャッチボールするのが夢だった」とのこと。カズマがボールを初めてキャッチ成功したのも この時だと明かされており、それを聞いた電ボからは「夢が叶って ようございましたね～！」と祝福の言葉を言われた事もある。
妻との出会いは大学のダンスサークルで、当時はスリムだった。
おじゃる丸とアオベエが「約10年前の月光町」へタイムスリップしてしまった時は、本来なら「愛と初めて出会う事になる日」だったが、おじゃる丸が この当時の大学生だった愛に「プリン作ってたも～」と おねだりした事で 愛は おじゃる丸を連れて自分の家へ帰ってしまった為に ダンスサークルの場所が分からずに困っていたマコトは 愛に出会う事が出来ず、愛と同じダンスサークルに通う「愛の女友達(声‐石山真理恵)」と出会い その人にサークルの場所を教えてもらう時に「まだサークルの時間まで早い」という事で、真横にある「喫茶 一服」で2人でお茶をする事になり「同じ歌手が大好き」という共通点があり 趣味が合って仲良くなってしまい 過去が大きく変わってしまう所だった  。
夫婦で「愛とマコト」になる。
田村富美男（たむら とみお）
声 - 上田敏也（1～24）→小柳基 （25）（若い頃：うえだゆうじ、少年時代：生駒治美）
初登場回 - 第1シリーズ第2話『月からおとうとふってきた』（放送日：1998年10月6日）
通称「トミー」。カズマの祖父（マコトの父）。70歳。カズマの家の近所にログハウスの自宅を構えている。オシャレな外見をしているが、息子・マコトや母（マコトの祖母）は全く似ていない。鼻は髭で隠れている（ように見える）。子鬼トリオを庭に住まわせていて料理を振舞うこともある。常に敬語で話し、端々に得意な英語を混ぜて会話をする。温和な性格で家族を初め多くの人達から慕われている。博識でさまざまなことに興味があり、おじゃる丸や子鬼の存在・生態や月光町の歴史などについて調べている。子供の頃から人一倍の努力家。手先が非常に器用でからくりロボットからオタマを使ったエンジンの宇宙ロケットまで造りあげてしまうほどである。体を鍛えている時もあり、50Kg以上のダンベルを持ち上げることができる。子鬼トリオに対しても、出会った当初から彼らを気にかけていた希少な人物である。
一服らと組んでいるバンドではクラリネット担当。小学生の頃に、父が大切にしていたクラリネットをプレゼントされた想い出がある。おじゃる丸と同様、乙女先生に惚れており、彼のバンド友達（たまにおじゃる丸も参加している）と意気投合したり、乙女先生を守ったり格好良くアピールしようとする場面があるが、最終的には疲れてしまう。
若い頃、月光町で7年に一度行われている伝統行事「星祭り」のメインイベントである「星の王子様・お姫様コンテスト」で星の王子様に選ばれたことがある。お姫様に選ばれたのが後の妻であるサリーこと小百合であった。その時に叶えて欲しい願い事を言うことになっており、それは「これからもずーっと二人でいられますように」であった。
10歳の時に埋めたタイムカプセルには宝物として「クラリネットの楽譜」を入れた。掘り起こしたタイムカプセルには「からくりめがね拭き人形」の設計図を入れて埋め戻した。
休日には、時々マイク、エド、サム、ピーターと共に「地べた師活動」をしている 。

#### からくりリスト
- からくり音楽人形
その場の雰囲気に合わせて色々な音楽を出してくれる。
- からくり缶蹴り人形
ぎっくり腰のマイクに代わって、コーヒー仮面の衣装を着て町を掃除するために出動する。トミーの手違いにより、からくりお掃除人形ではなくこちらが使われた。
- メカ電ボ
声 - 今井由香
電ボそっくりのロボット。トミーが「長年の研究の成果」を見せてほしくて製造した。メカだが、失敗すると顔を赤らめて照れる様子も見せた。頭部にコックピットがあり、電ボが乗り込んで操縦する。羽根を動かして車輪で走行する。空は飛べないが、電ボがレバーでマニピュレーターを操作して物をつかむことが出来る。コックピットにはヘッドアップディスプレイも装備されている。体を高速回転させる事も可能。登場時のBGMは映画『ターミネーター』のそれを意識したものになっている。電ボから見れば「巨大ロボット」だが、大きさはマリーと同じくらいである。電ボはこれに搭乗し、月光町の困っている人達を助けている。
余談だが、この「メカ電ボ」登場回では 電ボは 一言も台詞を言わない 珍しい回となり、電ボの名前と声優名が「ノンクレジット」回となる。
- 警備用からくりロボット
怪しい人を捕まえるために作られたが、平和な月光町には必要ないとしまわれていた。猛スピードで走るラーメン屋を止めるのに使われるが、引き離されてしまう。
- からくりめがね拭き人形
設計図がタイムカプセルに埋められる。
- 屋根直しロボ
下からのハンドル操作で、屋根が壊れてもいちいち屋根に登らなくてすむ。
- からくりアニキ人形
- からくり解説人形
- からくりおじゃる人形
- からくりせんたく人形
自ら洗濯物を見つけて洗って干してくれるが潔癖症であり、富美男が寝ている時に涎を垂らしたアームチェアまで洗おうとした。
- 栗やクルミ割り人形 
栗やくるみを台にセットしてぜんまいを巻くと割ることができる。割れるとくるみ割り人形を演奏しながら踊る。後の話でも再登場した。
- からくりお買いもの人形
- からくりデザート人形
- カラクリお手伝い人形
性格や癖までその人に似せて、月光町全ての人のからくり人形も作ったため町中がカラクリ化し、みんなを困らせた。息子のマコト一家は自分のからくり人形に家を追い出されてしまった。マコト一家がからくり人形作りを止めてもらおうと富美男のログハウスへ行った所、からくり人形を作っていたのはからくり人形の富美男だった。
- からくり めざまし時計

声- 不明
富美男曰く「絶対に寝坊しない めざまし時計！」。
緑色のボディーに 人間のような顔、可愛い手足がある 赤い針付きのアナログ時計の からくりロボット。
普段は 目を閉じて眠りながら現在時刻を示しているが、時間になれば リズミカルに歌いながら踊る。
明日は 月光町の住人達が大勢参加の「月光町ピクニック」があるため、絶対に寝坊できないからと発明された。
しかし、背中にある「特別な仕掛けのスイッチ」を押してからセットすると、スイッチを止めようとする人々から 走ったりジャンプしたり、空を飛びながら逃げ続けてしまう機能が発動してしまい、そのせいで ピクニックに寝坊しないために「この時計で楽しく起きたい！」と富美男の家にお泊りしたカズマ、電ボ、本田一直、子鬼トリオと追いかけっこになる。そして、おじゃる丸以外が全員、烏帽子の世界へ吸い込まれて 何とか本田一直がスイッチを止められたが、烏帽子の中が「からくりめざまし時計のお腹の中の世界」となっており、数えきれない程の からくりめざまし時計の大群が登場してしまい 全員のスイッチを止められるまで 烏帽子の外へ出られなかった本田一直やカズマ達。無事に外へ出られた時には 既に夕方であり、結局カズマや本田一直や子鬼トリオ達は、楽しみにしていたピクニックへ行く事が出来なかった。
- 早歩きからくり『大股（おおまた）くん』

次々と色々な人々に追い抜かれて悔しい思いをした ちっちゃいものクラブのメンバー達に頼まれて発明した。
名前の通り 大股で歩く、4足歩行の乗り物メカで、脚が かなり長い。リフトの部分は緑色で、それ以外は銀色。
これで多くの人々を追い越しながら 高い場所から人々を見下ろしながら移動できる上に、高い景色も楽しめる。しかし、乗っているクラブのメンバー達は、木に ぶつかった時に落とされてしまった。しかし、大股くんだけが そのまま歩き続けながら勝手に行ってしまい、そのまま行方不明となった。
- 一万歩からくり（声 - 種﨑敦美）
- パワーすいとりからくり
- 言われたものだしますからくり（声‐諏訪部順一）
「こういうものがほしい」とリクエストすると、言ったとおりのモノを出してくれるからくり。後にグレードアップされた。
- メカ冷徹斎（声‐竹本英史）

「公ちゃんの恋占い」だけじゃなく「冷徹斎の『普通の占い』がよく当たるようになったと何故か評判になった！」とのことで、大勢の人が占ってもらおうと来て、疲れてヘトヘトになって大変な冷徹斎のために「占いを科学的に研究した」と開発された。「未来予想からくり」として開発されて、「冷徹斎の役に立てれば！」という事で「何だか ぽや～っとして 今一つ はっきりしなかった占い」に「科学の光を当てた」という経緯で誕生した。冷徹斎が疲れて休んでる間は 「代わりに占いをしても 他のお客さんに分からないように！」と冷徹斎に そっくりに開発された。外見は、冷徹斎の顔が「そのまま銀色になった」見た目で、脚が無い代わりに「タイヤ付きの台座」で移動が出来て、背中には「大きなゼンマイ」がある ゼンマイ式からくり人形。普段は「メカ メカ！」としか言わなくて 両目を閉じているが、客を占う時は 普通に言葉を話せて、両目を開けながら占いを始めて 眼鏡から出る光で「その人の過去の膨大なデータを分析して 確かな未来を導き出せる」能力を持つ。その占いの結果を「○○パーセントの確率で…！」と言いながら正確に細かく分析可能。しかし、おじゃる丸から「メカ冷徹がおれば 冷徹は もう要らぬの。」と言われた事で、冷徹斎は 自分が「取って代われる」のが嫌で 占い師の 誇りにかけて、冷徹斎は「メカ冷徹斎」に占い勝負を挑む事に。プライドを賭けた勝負に、富美男は「これは興味深い！」と言うが 客からは「どっちも似たり寄ったり」と言われてしまう。電ボの提案で、「お互いを占い合う」事になった。夕方に勝負となる。しかし、メカ冷徹斎は ゼンマイが切れた事で倒れてしまい、それを見た冷徹斎は ズッコケてしまった。富美男は、ゼンマイが切れて「ソーリー！テヘペロ！」と困り笑いしていた。
- からくり さわやかな朝人形
子供のような姿をしている人形。目覚まし時計の機能が付いている。なかなか朝起きる事が出来ない おじゃる丸の為に発明した。
時間になると、お腹の扉が開いて 茶色の小鳥からくり(声‐ 十時莉音)が出て来て 可愛い鳴き声で朝を知らせる。それでも目を覚まさない場合は、後ろを向いて、背中の扉が開いて ニワトリからくり(声‐ 内藤玲)が出て来て 大きな鳴き声で朝を知らせる 。
- からくりグッドモーニングベッド
富美男が、発明家の「エジさん」(声‐浦山迅)と力を合わせて、おじゃる丸の為に発明した。外見は、大きなツバメの形のベッド。大きなお腹の部分がベッドになっている。上記の「さわやかな朝人形」を改良した形で発明された。右目の部分にあるスイッチを押すと、お腹のベッドが 自動的に作動するトランポリンになり、寝ている人を何度も跳ね上げる。更に、くちばしが開くと「さわやかな朝人形」と同じニワトリからくり(声‐ 内藤玲)が出て来て、大きな鳴き声で朝を知らせる 。

田村小百合（たむら さゆり）
声 - 生駒治美（若い頃：今井由香→寺田はるひ）
初登場回 - 第2シリーズ第8話（第98話）『カズマ 石に好かれる』（放送日：1999年4月14日）
通称「サリー」。富美男の妻で、マコトの母、カズマの祖母に当たる。すでに故人で他界しており、富美男の回想などで現れる。若い頃、月光町で7年に一度行われている伝統行事「星祭り」のメインイベントである「星の王子様・お姫様コンテスト」で星のお姫様に選ばれたことがある。王子様に選ばれたのは富美男であった。現代、約束を交わした木の下で待つトミーの前に現れて一緒にサンドイッチを食べ、最後は修理を頼んでいたペンダントを受け取り、立ち去った。十文字麻璃子とは友人で富美男好き同士だったが、麻璃子が小百合の為に身を引いた。富美男を諦めた後も友人関係は良好だった。
越吹雪ジュン（こしふぶき ジュン）
声 - 斎賀みつき
初登場回 - 第4シリーズ第XX話
小百合の姉でトミーの義姉、マコトの伯母、カズマの大伯母に当たる。カズマに「ジュンコおばあちゃん」と呼ばれていたことから、「ジュン」は通称と思われる。一見男性に見える上、本人も男性的な言動をすることがほとんどであり、カメとトメから惚れられたこともある。名前の元ネタは越路吹雪と風吹ジュン。
アリサ
声 - 寺田はるひ
初登場回 - 第4シリーズ第78話（第348話）『ドキドキしない館長さん』（放送日：2001年11月14日）
小百合の姪でマコトのいとこに当たる。小百合に似ている。

### カズマのクラスメイト
小野小町（おの こまち）
声 - 西村ちなみ
初登場回 - 第1シリーズ第13話『小町ちゃんにメロリンコ』（放送日：1998年10月21日）
通称「小町ちゃん」。カズマと同じ小学校に通う少女。自宅が美容院の「KOMACHIヘアーサロン」で、第4シリーズ以降オカメ姫が居候している。ナルシシズムでいつも黄色い手鏡を持っている。少し忘れっぽくて、うっかり者な面もある。
虫が大嫌いで、電ボのことも最初は嫌っていたが、現在は普通に接している。1度だけ、電ボをデートに誘った事もある。
また、寝る時には寝相が悪い所もある。
彼女が魅力を感じたものを「ビバ!○○!」と絶賛すると○○が月光町で大流行する。これまでに小石、しりとり、マント、やかんなどを流行らせている。中には「相撲」のように「ビバ」と評しただけで終わったもの、「不幸」のように、一部しか流行しなかったものもある。流行は彼女の気まぐれにより途中で変わったり唐突に終了したりする。嫌いな食べ物は食パンの耳。
かなりのクセ字である。「いよいよ」→「しはしは」、「いいてんき」→「りりとんま」、「むだ」→「おてご」、「こまち」→「ニおら」、「しよう」→「しおへ」、「がんばります」→「がしぼります」、「こんにちは」→「ニんにちは」など。日記を満願神社で公開し、町で流行する。
坂田金太郎（さかた きんたろう）
声 - 生駒治美（3以外）、小松里歌（3のみ）
初登場回 - 第1シリーズ第11話『金ちゃんは恐竜マニア』（放送日：1998年10月19日）
通称「金ちゃん」。田村一家の住む坂田マンションの最上階に建つ豪邸の息子でカズマの友人。昔話の金太郎と同じ「金」と書かれた菱形の腹掛けをしている。おじゃる丸からは「金」、電ボから「金さま」と呼ばれている。語尾に「ですー」を付ける。
見た目は3本の髪の毛にかなりの下膨れな顔立ちをした小太りの少年。大金持ちのおぼっちゃまであり、「お金がありすぎて、使うのが大変」と豪語し、カズマからうらやましがれた。
無邪気、わがままな食いしん坊でまるまると太っている。よく「ぐるぐるあめ」（いわゆるペロペロキャンディ）を舐めているが、健康のため、飴は一日一本しか舐めない。嬉しい時には舐める速度が速くなる。風邪を引いた時には「のど飴キャンディ」を舐める。
ツッキーが大好きでツッキーの縫いぐるみを持っている。その縫いぐるみは、かつては金ちゃんの曾祖父の物であった。恐竜の着ぐるみを着て寝ている（おじゃる丸やカズマが坂田家に泊まる際にも着させている）。『金持ちパワー』のある父親とは違い、「貧ちゃん」に『やる気』を吸い取られてしまう。
石清水健太郎（いわしみず けんたろう）
声 - 岡村明美
初登場回 - 第1シリーズ第16話『いつも正しい石清水くん』（放送日：1998年10月26日）
通称「石清水くん」。学級委員。口は「へ」の字型でスキンヘッドが特徴。父親（声 - うえだゆうじ）はタクシーの運転手。おじゃる丸からは「石頭」と呼ばれているが、石清水本人は後述の性格ゆえ、そのあだ名で呼ばれるのを嫌っている 。「やめたまえ!」が口癖。
生真面目で、ルールやスケジュールなどなんでもきっちりしないと気が済まない。また落ち着きがない他、人の特徴的な部分を指摘し、「きっちりかっちりしたい」ことで慌ててパニックになるなど、細かい所を気にする一面もある。ウソをつくのが苦手で、「月光町うそつかなきゃいけないデー」で面白いウソをつくことが出来なかった。なお、スケートが苦手な所もある。
金ちゃん28号という、女の子の金魚（金太郎からのもらいもの）を飼っており、彼女の前では、デレデレになってしまう程に純愛している。寝る時には、金ちゃん28号の形の枕で寝る。また、金ちゃん28号が人間の女の子フヤミ（声 - 佐藤聡美）となったこともある。三角定規をコレクションしている。
コーヒー仮面を尊敬し強く憧れているが、その正体については全く知らない。また、コーヒー仮面に弟子入りした事もある 。

### 月光町ちっちゃいものクラブ
月光町に住む小さい生き物達で結成されたグループ。会長は会員番号1番のおじゃる丸。電ボは会員番号2番 。ファンクラブがあり、会長はオコリン坊が務めている（初代はニコリン坊）。主な活動は、満願神社で集会を開き愚痴をこぼすことだが、時々遠足に行ったり、『月光町ちっちゃいものクラブ新聞』を作ったり、カズマの家で「ゴルフコンペ」を行ったこともあり、『相撲大会』や『フリーマーケット』を気まぐれで開催する。
メンバー達が おじゃる丸に対して堪忍袋の緒が切れて、おじゃる丸に「クラブ会長を辞めてほしい」と言い出した事で、誰が「次期会長」に相応しいかを決める選挙を、カズマのアイディアと協力で行われた事がある。次期会長になりたい「亀姉妹」と「おじゃる丸」の真剣勝負となったが、おじゃる丸が 他のメンバー達4人に「賄賂の『豆』」をあげようとしたのがカズマにバレて おじゃる丸は失格となり、結局は亀姉妹の勝負となるが、最終的に おじゃる丸が再び会長という形で解決してしまった。
おじゃる丸はクラブの会長であるにもかかわらず集会に遅刻する事が多く、その上遅刻を咎められると明らかにうそと分かる言い訳をするため他の会員達から顰蹙を買っている。
会員番号については上記によらず、おじゃる丸の気まぐれによりその時々で変わる。ケンにより、「クラブの会員カード」が出来た時には、カードに書く事が多すぎた為、おじゃる丸の好物を間違えて、亀姉妹のカードは写真の貼り間違えがあり、他のメンバー達のカードにも書き間違えがあり、改めてケンに作り直してもらう時に、カタピーを始めるメンバー達が「会員番号を1つ上げてほしい」と提案した時に、上記のように「クラブができたばかりの当時の会員番号」を電ボが説明した時にも、メンバー達は おじゃる丸に対して「『会長』と『会員番号 1番』の2つもあるなんて!」「会長なら会長、1番なら1番で良いから 1つで良い!」と言い、おじゃる丸に「会長だけに戻せば良い」「そうすれば全員が 1番ずつ上がる」と言うが、結局 番号は変わらなかった 。
貧ちゃん以外のメンバー全員に 会長のおじゃる丸から「会長の座を譲ってやってもよいでおじゃる！」と書かれた手紙が届いた時には、全員が「次期会長になりたい！」という野望が（特に電ボ、トメが）前々からあった事が判明した。
北斗七星の公子（ほくとしちせいのきみこ）
声 - 名塚佳織
初登場回 - 第1シリーズ第42話『公ちゃん、幸せになる』（放送日：1998年12月1日）
通称「公ちゃん」。会員番号3番（当初は2番）。冷徹斎の相棒で、彼の占いを手伝うハムスター。誕生日は1月7日。
恋愛占いを得意とする。背中に七つの星の模様がある。ひまわりの種が好物。普段は「ピッピッ」「ギッギッ」「ポキュ」「ポキュポキュ」としか鳴かないが、心の中で人間の言葉を喋ることがある。冷徹斎とちっちゃいものクラブのメンバーは、彼女の言葉が理解できる。ネズミ呼ばわりされることを嫌う。通常の名は、北斗の公（きみ）。
電ボの通訳では、一人称が「わたし」だと判明している。初期はおじゃる丸に惚れていたが、話が進むにつれ その様子を全く見せなくなった。
意外な事に 日記を書いており、冷徹斎が部屋の掃除中に初めて見つけて中身が気になって あの手この手で見ようとして 最終的に転んでしまった時に見れたのだが、文字は絵文字ばかりの「公ちゃん語」で書かれており、文字が読めなくて冷徹斎が号泣していた。
ケンによって作られた「クラブの会員カード」が出来た時には、自分の誕生日を間違えて書かれていた事を怒っていた 。
カタツムーリ・ピット
声 - 内藤玲
初登場回 - 第1シリーズ第44話『マロが座れば都でおじゃる』（放送日：1998年12月3日）
通称「カタピー」。会員番号4番（当初は3番）。カタツムリは雌雄同体だが、男性として扱われている。誕生日は10月9日。
一人称は、字幕でも「ワターシ」で統一している。
フランスからやってきた。フランス語混じりの喋り方をする。男性には「ムッシュ」を、女性には「マドモアゼル」と敬称を付けて呼ぶ。「トレビアーン」が口癖。同じくカタツムリであるフランソワと結婚を前提に付き合っている。小林茶の相棒で共に旅をしながら俳句を詠む。俳句にもフランス語が入る。
ちっちゃいものクラブの相撲大会が満願神社で気まぐれで開催された際には、カタツムリらしく「お塩が苦手」と言っており、クラブの仲間達は 彼の為に「清めの小麦粉」を用意して相撲大会を開催した。
亀姉妹の誕生日プレゼントに、ヒマワリの種をプレゼントした事がある 。
ケンによって作られた「クラブの会員カード」が出来た時には「ガタムツーリ・ピット(ガタピー)」と名前が書かれており、かなり落ち込んでいた。
背中の殻の家が だいぶ傷んできたので、新しい家を探そうと考えた時に偶然出会った「ヤドカリ不動産」の「ヤドカリの案内人（声‐ 入野自由）」 に色々と家を紹介してもらった事もあるが、最終的には 元の家（殻）で引き続き暮らす決意をする。なお、この時に カタピーは 殻の着脱ぎが自由自在で、殻を簡単に脱ぐ事が可能だと明かされた。
電ボが カタツムリのマイマイ(声‐ 十時莉音)に惚れて、彼に頼まれて「ダブルデート」をする事になった時に、フランソワに「最近あな～たとのデートもマンネリだったから～」と言われてしまい、「グサッ!」と言いながら顔を青ざめさせて大ショックを受けていた。
亀田カメ
声 - こおろぎさとみ
初登場回 - 第1シリーズ第47話『白犬にのった王子さま』（放送日：1998年12月8日）
亀。会員番号5番（当初は4番）。おばあさん口調。1111歳。トメの妹。誕生日は11月1日。初登場時はトメと共にペットショップにいたが、狛犬ツインズの賽銭を使っておじゃる丸が買ったことで自由の身となり、以降月夜ヶ池に住んでいる。1000年以上生きているということもあり、おじゃる丸のことをヘイアンチョウにいた頃から知っている。
「さ」行の音を、「し」に拗音を付けて発音する。例「トメしゃんや」。トメ同様 背中の甲羅には 小物入れがあり、トメ同様、いろいろな物を収納できる。トメ同様、月夜ヶ池で寛ぐ時には 甲羅を「オープンカフェ」風に開いてティータイムを楽しむ事が多い。
頭のリボンの色はイエロー。口は「逆ヘの字」。甲羅の下には フリルの付いた黄色い服を着ている事が多い。
電ボの事は「あんな振られ虫」とも呼んで、彼の惚れっぽい性格に呆れる事もある。
トメ同様に、おじゃる丸は 未だ2人の区別が ついてないので、相撲大会の時には「呼出」を務めた おじゃる丸から「名前と年齢」を 逆に呼ばれてしまい 2人とも怒っていた。
電ボは、2人の区別が ちゃんと ついている時もあれば、全然ついていない時もある。
亀田トメ
声 - こおろぎさとみ
初登場回 - 第1シリーズ第47話『白犬にのった王子さま』（放送日：1998年12月8日）
亀。会員番号6番（当初は5番）。おばあさん口調。1112歳。カメの姉。誕生日は11月1日。
「さ」行の音を、「し」に拗音を付けて発音する。例「カメしゃんや」。頭のリボンの色はピンク。口は「への字」。甲羅の下には フリルの付いたピンク色の服を着ている事が多い。
以前、会長のおじゃる丸が電ボと電ボ子を見分けられなかった時に、「すかぽんたん」と侮辱したことがある。
カメ同様に、電ボの惚れっぽい所には呆れており、おじゃる丸に「もっと良い虫を従えれば良いのに」と言った事もある。
姉妹揃ってトミー（田村富美男）にタッチすることが長生きの秘訣らしい。1111歳のカメと1112歳のトメ姉妹からすると70歳のトミーも若者である。
カメ同様に「1歳という年齢差は大きい！」とアピールする事も多く、「次期会長になりたいという欲望」の野心を メラメラ燃えながら激しく出した時は、自分が「クラブで1番の年上だから自分が会長になるべき！」と勝手にルールを決めて、妹のカメに対しても「1.111歳の ひよっ子」と言いながら カメの事や他のメンバー達を「若造の あんたら」と呼んで見下す様子も見せて、いつになく目つきをギロリとさせていたが、最終的に冷静さを取り戻す。
妹のカメに、シワが(カメより)多い事を指摘される事も何度かある。
貧乏神
声 - 齋藤彩夏
初登場回 - 第1シリーズ第54話『満願神社に神さまあらわる』（放送日：1998年12月17日）
通称「貧ちゃん」。会員番号7番（当初は6番）。17歳。おじゃる丸には「貧」、ニコリン坊には「貧ちゃん神さん」と呼ばれる。一人称は「私」。
両親(声‐2人とも 齋藤彩夏)が満願神社を訪れた際に、名前は「貧タロー」と明かされた 。誕生日は8月8日。
神様ゆえ性別は無い（本人曰く、「どちらでもあり、どちらでもない」）。
普通の人間には姿が見えない。
長らく不明だったが、誕生の経緯は 満願神社の柱に生えた「赤い玉のタマゴ」から生まれた。貧ちゃんも、わずかながらも 自分が赤い玉の中にいた事を多少は覚えており、満願神社に新しい赤い玉が生えていたのをニコリン坊が見つけた事で 正式に思い出す事が出来て、これから生まれる新しい貧乏神を歓迎する準備まで行う。貧乏神を早く育てさせるには、『さびれダンス』を踊る事で成長が早まり 早く誕生できる。そして「新しい貧乏神」（声‐ 齋藤彩夏）が生まれてしまったが、その場にいた全員に「こんにちは。」と挨拶すると なぜか自分から貧ちゃんと合体してしまった 。
空を飛んだり、巨大化することができる。自分が住み着いたことでどんどん傾く神社や怒るオコリン坊を気にしている。とてもネガティブな性格。趣味は裁縫で、裁縫に使う「ボタン」をコレクションしている。
か細い声である。ちっちゃいものクラブの集会には出ないことが多いが、休む際は事前に「欠席届け」を出す事も多いため、その辺りは しっかりしている。参加する際に、愚痴を言い出すととても長い（一日では収まらないくらいの長さ）。
ケンによって作られた「クラブの会員カード」が出来た時には、カードに貼られた写真が 何故か「継ぎ接ぎのあるボロボロのマフラー」のような外見の写真となっていた。また、この時の 電ボによれば 貧乏神は「自分の会員番号が もう少し上だったら クラブの会合にも参加する気がするんですけどぉ…」と言っていたとのこと 。
同じ ちっちゃいものクラブのメンバーの電ボの事を「どんなに毎日オナゴに振られまくっても気持ちの切り替えが早い前向きな所もある！」という理由で 心の中で電ボの事を「お師匠」と呼んで 密かに尊敬している。
人や動物から「やる気」を吸い取って板チョコのような形の「板やる気」として蓄える 。「やる気」を長期間吸い取らないでいると、体の色が金色に変わり、性格や口調が不良っぽくなる。
誰からも「やる気」を吸い取れるが、「貧乏になりたい」という大金持ちの坂田一家の願いをかなえるため、坂田家へ出向き、「金パパ」から「やる気」を吸い取ろうとしたところ、金パパの「金持ちパワー」に負け、体が金色になり固まってしまい、これは一大事だと狛犬ツインズ（一大事だと思っていたのはニコリン坊だけ）が神社に連れ帰った所、元に戻った。オコリン坊は、金色ならば「神社が立派になる」と期待したが、元に戻った途端、室内の物が次々に壊れて思惑通りには行かなかった。
細胞分裂のように体を何体にも分裂させることができる。日本を立て直すために「分身」を全国に送り込んで、日本じゅうを貧乏にしようとして、オコリン坊・ニコリン坊と子鬼トリオによって阻止されたが、一体だけ分身を阻めず、どこか遠くに飛んでいってしまった。時々、「伸びた〜い」と言ってテントのように大きく伸び上がることがあり、帰って来た子鬼トリオが知らずに入って一時、ダラダラしたやる気のない性格になってしまった。時々満願神社にお参りに来る漫画家の「うすいさちよ」が大好きで時々彼女に取り憑いて、まったりしている。商店街の福引きでうすいがハワイ旅行を当てた際、うすいにくっついてハワイに行き、うすい以上にハワイを満喫していたが、うっかり「やる気」を吸い取る呪文を唱えてしまったため、ハワイ中の「やる気」を吸い取ってしまった。
相撲が大好きという意外な一面もあり、気まぐれと運動不足解消のために満願神社で開催された「ちっちゃいもの相撲大会」に いつになく やる気満々で現れたが、貧ちゃんに「やる気パワー」を吸い取られてしまう事を恐れたクラブのメンバー達により行司を任されたが、最終的に 相撲がしたくて「足を出して巨大化」してしまい、その場にいた人々の やる気パワーを吸い取って、本人だけは「ごっつぁんです!」と満足気にしていた。
貧ちゃんと同じ貧乏神の仲間には「長老」「貧たん」「貧どん」がいる。
いつもつぎはぎの服を着ており、その下に耳がある。耳かきや歯磨きやお風呂に入る日が年に一度決められており、その日に道具を用意（準備）して儀式として行っている。歯が一本しか残っていなかったが、その最後の一本も抜け落ちてしまった。
その服を裏返しに着てしまうと「やる気」と「幸運」が取り憑かれた者に与えてしまうため、福の神として崇められた時期もあった。
雨を降らすことも出来るので、てるてる坊主の「テルオ」（声‐ 花澤香菜）と雨対晴れで争って勝負した事もある。
思うように やる気にありつけない事もあり、人々が「やる気を出した」と思えば すぐに「やる気を引っこめてしまう」せいで、全然 やる気を吸い取れなくて「月光町の住人達は まったりしすぎです…。まったりするにも 程がありますよ…。」と、ストレスが爆発して大声で叫びながら怒り、 いつになくハイテンションに早口で しゃべりながら元気に動きすぎてしまい、ついに 力つきて倒れてしまうが「自分の体から出た やる気」のおかげで元気が回復して、体も いつになく「少しだけテカテカに光りながら」喜んでいた。そのため、その気になれば「自分の やる気パワーを吸い取っても元気になれる」事が判明した。
読書も好きだが、人間の本は大きいから読むのに苦労しており「自分サイズの小っちゃい本は無いか?」と考えた事で、自ら 作家デビューして作る事を決意した事もある 。
北島サビレー
声 - 齋藤彩夏
初登場回 - 第9シリーズ第39話（第759話）『さびれ』（放送日：2006年5月25日）
貧ちゃんが演歌歌手としてデビューしたときの姿。ボロ布で作ったてるてる坊主のような姿で、鼻が大きい。満願神社に出現してこぶしの効いた演歌調の歌を歌う。本来、館長さん以外の人間には姿の見えない貧ちゃんだが、サビレーに変身した時は普通の人間にも姿が見える。サビレーの歌を聴こうと満願神社に人が多く集まりレコードまで出すが、元が貧ちゃんであるため歌のヒットとは逆に月光町の住人達はやる気を無くし、町自体も寂れてしまった。また、サビレーの歌のせいで満願神社も崩壊寸前までボロボロになったため、オコリン坊とニコリン坊はサビレーが歌うのを止めさせた。

### 月光町ちっちゃいちっちゃいものクラブ
ファンクラブ会長はニコリン坊。ちっちゃいちっちゃいものクラブ会員達に出会ったことがきっかけで、月光町ちっちゃいものクラブファンクラブ会長の座をオコリン坊に譲った。
ケラ上野之介
声 - 関智一
初登場回 - 第6シリーズ第79話（第529話）『月光町ちっちゃいちっちゃいものクラブ』（放送日：2003年11月21日）
オケラ。月光町ちっちゃいちっちゃいものクラブ会長で会員番号1番。先祖はお侍で強い。常に文房具一式を会長の七つ道具として携帯している。手先が器用でノミ・トミ用のメガホンを作成した。趣味は穴掘り。
清水
声 - 永田亮子
初登場回 - 第6シリーズ第79話（第529話）『月光町ちっちゃいちっちゃいものクラブ』（放送日：2003年11月21日）
ミミズ。月光町ちっちゃいちっちゃいものクラブ副会長で会員番号2番。趣味は読書。
リキエ
声 - 三瓶由布子
初登場回 - 第6シリーズ第79話（第529話）『月光町ちっちゃいちっちゃいものクラブ』（放送日：2003年11月21日）
カエル。会員番号3番。あめんぼのアツシが入ったバケツ型リュックを背負っている。趣味は水泳。
野見山ノミ、野見山トミ
声 - 三石琴乃
初登場回 - 第6シリーズ第79話（第529話）『月光町ちっちゃいちっちゃいものクラブ』（放送日：2003年11月21日）
ノミ姉妹。会員番号は姉が4番で妹が5番。公ちゃんの発案によりケラ上野之介が作ったメガホンにて、初めて他の会員達と会話することができた。
ナメピー
声 - 新子夏代（6〜10）、白雪桜花（11〜）
初登場回 - 第6シリーズ第79話（第529話）『月光町ちっちゃいちっちゃいものクラブ』（放送日：2003年11月21日）
ナメクジ。会員番号6番。話し方がカタピーに似てフランス語風だが、ただ格好を付けているだけで、月光町育ちである。
アツシ
声 - 東野佑美
初登場回 - 第6シリーズ第79話（第529話）『月光町ちっちゃいちっちゃいものクラブ』（放送日：2003年11月21日）
あめんぼ。会員番号7番。あだ名は「あっくん」。リキエが背負ったバケツ型リュックで移動する。趣味は水泳。

### マリーの屋敷の住人
十文字麻璃子（じゅうもんじ まりこ）
声 - さとうあい（若い頃：今井由香→種﨑敦美）
初登場回 - 第1シリーズ第23話『ライバルはマリー婆ちゃん』（放送日：1998年11月4日）
通称「マリー」。73歳。昔は金持ちだった。尖った眼鏡と紫色の帽子がトレードマーク。屋敷の離れにさちよ・ケン・館長・乙女を下宿させている。コーヒー仮面と日本茶仮面に対抗して、お紅茶仮面に扮することがある。オウムのアケミを飼っている。電ボがアケミと恋をしたことがあるが、マリーはアケミと電ボのデートには反対している。ヨシコとは幼馴染の同級生で、「ヨシコさん」または「ヨシコちゃん」と呼んでいる。トミーとは昔からの旧知の仲で、若い頃は彼に思いを寄せていたこともあったが親友のサリーのために身を引いた。しかし、その後も友人関係は続いた。そのことでおじゃる丸に「大嘘つき」と侮辱されたことがある。そのようなこともあってか番外編ではトミーとは夫婦という設定の場合が多い。
かつては、幼き頃から長年仕えていた執事の「二階堂」（声- 中博史）がおり、長年 外国に行っていたが、数十年ぶりに再会を果たす事ができた。
うすいさちよ
声 - 仲尾あづさ
初登場回 - 第1シリーズ第27話『暗いのうすいさちよ』（放送日：1998年11月10日）
28歳独身、売れない少女漫画家。一発当ててお城のような家に住み、パッチワークをすることを夢見る。髪がとても長く、顔に縦線が入り色白で痩せており、見るからに暗い外見をしている。一度小町のアドバイスによって美しくなったこともあるが、表情や容姿を面白おかしく描写されることが多い。うすいが自画像を描く場合、笑顔だけは描けない。
本人は少女メルヘン漫画を描いているつもりだが、本人以外にはホラータッチにみえるイラストを描く。絵柄とは異なり、怖い話やお化けは苦手である。
独特の絵柄からコミック誌の編集長にホラー漫画を描くことを勧められたが、「少女漫画で大ヒット作を出す」という夢へのこだわりから、その話を断った。彼女の描くイラストや漫画を見た者はあまりの怖さにパニック状態になってしまう。だが、さおりや多山さんやハワイの人々のようにうすいの絵を怖がらなかった例外もある。
不調時には素晴らしい漫画を描く。その漫画を編集者が見た際にスカウトされるが、そんなのダメな作品だといって破り捨ててしまう。
妄想癖あり。いつも落ち込んでいて暗い。雨が降ると気分が高揚して、すごい勢いで漫画を書き上げる。たまにささやかな幸運に恵まれると嬉しさの余り自室で側転をすることがある。濃い紅茶は苦手なため、マリーから譲られている使用済みの紅茶のティーバッグを、部屋に干して何度も使いまわす。新品のティーバッグなら香りだけでただのお湯が何杯も飲める。5回使ったティーバッグの紙の部分は、乾かしてメモ用紙として使っている。6回使ったティーバッグで入れる「7回目の紅茶」を好む。
初めて見つけた紅茶屋を訪れた時に、ここで密かに開催されている「うすい紅茶クラブ」に参加した事がある 。
部屋に茸が生えたことがある。
電ボに遭遇すると毎回必ず、「これはこれは、いつの日か少女漫画でどかんと一発当てて大金持ちになることを夢見ていらっしゃるうすいさちよ28歳独身様!」と紹介される。
うすいには姿が見えないが、貧乏神の貧ちゃんに好かれている。貧ちゃんが取り憑いても、なぜかやる気が吸い取られない。
父は、郵便局の配達係をしている。
「くじ運」は強いらしく、商店街の福引きで「しゃぶしゃぶ用豚肉5kg」を当てたり、貧ちゃんがくっ付いていたのに関わらずハワイ旅行を当て、貧ちゃんと一緒にハワイへ行ったことがある。「カンブツさん」と「冷徹斎星月」のことが好き。おなかにシイタケ星人がいたこともあった。
冷徹斎いわく、うすいは『月光町で一番のうなじ美人』らしい。
ケンさん
声 - 沼田祐介
初登場回 - 第1シリーズ第24話『フリーターケンさん』（放送日：1998年11月5日）
次々に仕事を変えるフリーター。25歳。名字は不明。一人称は「俺」。天職を探し続けている。マリー屋敷の離れに下宿している。髪は長く、ゴムで束ねている。
自分の才能を活かせる天職を求めて月光町で様々な仕事を転々とする、さすらいのフリーアルバイター。今までに数多くのアルバイト（本人曰く「自分探しの旅」）を経験してきたが、未だに天職には巡り会えていない（石材店でアルバイトをした際に見本のたぬき像と寸分違わず同じ物を彫り上げる。キスケが本物と見間違える石おにぎりを彫る等、天才的才能を見せるも本人にその自覚はなく、後述のポリシーのため店をすぐ辞めている）。第1シリーズ第43話『最高のお届け物』では、ワゴン車で宅配便を運んでいる、自動車を運転するシーンのある数少ない人物である。第2シリーズ第31話『おじゃる海へ行く』では、おじゃる丸、電ボ、カズマ、金太郎、小町を連れて車で海に遊びに行く。
じっとすることが苦手で、考えるよりも行動が先。困った人を見過ごせない性格で、仕事を放り投げて人助けをすることがあり、それが原因でアルバイトをクビになったことがある。様々なことに興味を持つが、熱しやすく冷めやすい。仕事への情熱はあるが、あきらめも早い。しかし、立ち直るのは早く、過去にクヨクヨせず、明るい未来が待っていることを信じてポジティブに生きている。仕事とは、汗水流して、しかられて身につけるというポリシーは一貫している。それ故、体を動かすバイトが多い。館長さんの依頼でお化けを捕まえるアルバイトをした事もあり、お化けを捕まえる才能があると評価されたが、館長さんが作成した「バケたく（お化けの拓本）」を見て以降辞めてしまった。
おじゃる丸はケンに会うたびに「どんな仕事も長続きしないフラフラのケン」と呼び、それに対してケンは「何度言えば判るんだマッタリ屋、俺はフラフラじゃなくてフリーター」と言うのが定番となっている。おじゃる丸にとって良きからかい相手であり、彼にからかわれたことが原因で仕事をクビになったことがある。毎日をのんびりマッタリしているおじゃる丸が信じられない。
電ボの事は「虫」としか呼ばない事が多い。
ケンはカズマのことを弟のようにかわいがっており、カズマはケンのことを兄のように慕っている。カズマの相談相手になったり、カズマは「将来の夢」という作文の中で「僕はやってみたい仕事が沢山あり、一つに決められない。よって様々な仕事に就けるケンさんのようなフリーターを目指したい」と述べたりと 、実の兄弟以上の関係である。
さくら（声 - 竹達彩奈）という妹がいる。
本田一直は、高校陸上部の先輩。迷いのない本田を尊敬している。本田はケンのことを、フラフラするのも個性の一つととらえている。なお、ケンは個性でフラフラしているわけではないと反論はしている。
1度に「3つのバイト」を同時に熟した事もある 。
バイト先で「会員カード作り」を覚えた事もあり、ちっちゃいものクラブの「会員カード」を制作した事もある 。
現在までに約400のアルバイトに就いている。第6シリーズ第85話「月光町クイズ大会」においてケンのバイトの数が最終問題として出題されている。この時点で378。1度きりというわけではなく、同じアルバイトを何度もしていることもある（ソバ屋・ピザの配達など）。仕事に就いたその日に辞めたりクビになることもしばしば。最初のアルバイトはソバ屋である。
館長さん
声 - 津田健次郎
初登場回 - 第2シリーズ第3話（第93話）『おじゃる オバケやしきへ行く』（放送日：1999年4月7日）
お化け屋敷の館長（夏季限定）。本名は不明。冬は仕事を持たない。一人称は「ボク」。白い顔に、青い目で、吸血鬼「ドラキュラ」を思わせる風貌で、お化けの存在を感じることができ、人間には見えない貧ちゃんと会話をする、人間なのかは不明な人物。人々を驚かすのが好きで、人が「キャー」などと叫んでいるのを聞くと、幸せな気分になれる。お化けの拓本を取ってコレクションにしている。
典型的な夜型人間で、朝に弱い。基本的に恐怖というものを知らない。マントで空を飛ぶ。マントを着た金ちゃんが空を飛んだことがある。マントには意思があるようで、洗濯してもらいに金ちゃんの家に行き、金ちゃんの家から館長の家に金ちゃんを連れてきたり、館長と話をする。
カレーのにおいが大の苦手で川上さんがマリー屋敷にカレー屋を開いた際、庭の木の上に小屋を建てて、避難した。
うすいさちよは彼に惚れたことがあったが、彼に「お化け屋敷キャスト」としてスカウトされそうになったことから、失望して引き下がった。
第25シリーズ55話『ミノルとケンのラッキーびより』にて、今まで全く描写されなかった冬季間の職業がおでん屋台の店主であることが判明した。
カンブツさんが干した「干しトマト」を気に入って好物になった事があり、その際には「トマトのダイヤモンドだ！」と評価しており カンブツさんに「1つだけなら食べていい」と言われ、美味しくて「もう1つだけ欲しい！」と言うが「駄目」と言われ、館長さんは「食べさせてくれたら ボクの名前 教えてあげてもいいよ」と言うと カンブツさんは「それ反則」と困り笑いする…という会話があり、本名は 存在する事が 正式に判明した 。
乙女先生
声 - 天野由梨（1〜2）→今井由香（3〜19）→種﨑敦美（20〜）
初登場回 - 第1シリーズ第25話『バレリーナになりたいでおじゃる』（放送日：1998年11月6日）
22歳。バレエ教室の先生で、現役のバレリーナ。美人でおじゃる丸を始め、老若とわず男性に好かれている。かなりの大食いで、店で行われる大食いのチャレンジを軽々クリアして賞金をもらうほど。普段着は、赤い服と黄色いスカートを組み合わせている。基本的におっとりしてかなりの天然な性格だが、怖い話でうすいやケンを驚かすという側面も持ち合わせている。相撲が好きでよくテレビ観戦している。
苗字は不明。
他の月光町の住民達の ほとんどが知っている「コーヒー仮面」の正体を 全然知らない事が判明しており、空き缶につまずいて転びそうになった所をコーヒー仮面に抱きかかえられながら助けられたことをきっかけに、コーヒー仮面に惚れてしまった。コーヒー仮面を「コーヒー仮面様」と呼び、マイクや富美男達に「私が会いたがっていたとお伝えくださいね」と伝言を残して去る。その後 乙女先生が普通にコーヒー仮面に再会出来たかは不明となる。
ミノル
声 - うえだゆうじ
初登場回 - 第4シリーズ第15話『ケン バイトをあらそう』（放送日：2001年4月20日）
ケンの元バイト仲間の青年。初登場時はケンと食器店のバイトを競っていたが、食器に対する思いやりからケンにバイトを譲られる。その後は優秀な仕事に店長からも客からも褒められていたが、客からの「すごい」という言葉を言われ続けた結果その言葉によるプレッシャーに耐えられずに置き手紙を残して食器のバイトをやめてしまった。そのため「すごい」といわれるだけでプレッシャーを感じて落ちこんでしまう。
第25シリーズ49話で、月光町でバイト中のケンと再会する。その後は行く当てがないと聞いたケンから勧められ、マリー屋敷のアパートにケンと同居する。
食器店のバイトをしていたために料理もできるようで、食事を用意したり第26シリーズ52話ではストロベリーパイを作ったりしている。

### 月光町で働く人々
川上さん（かわかみさん）
声 - モリノリ久（旧名：森訓久）
初登場回 - 第1シリーズ第7話『マロのエボシは宝ばこ』（放送日：1998年10月13日）
普通の平の会社員。いつも「遅刻、遅刻」と急いでいて、遅刻ばかりしている。下の名前は不明。
顔の輪郭は骸骨のような輪郭で萩本欽一のような独特な走り方をする（この走り方は本田一直によるとドッジボールで当たりにくい走り方で、ドッジボールの指導を厳しく行ったが、走り方しかしなかったのでドッジボールのメンバーはかわし方こそ上達し当たらなかったものの、（攻撃の指導はなかった為）攻撃もせずに日没を迎えたので引き分けとなった）。よくバスに乗り遅れるが、たまに奇跡的に間に合って遅刻せずに済む事もある。
引越しが大好きで 月光町の町内で何度も引っ越しており、おじゃる丸とカズマと電ボが その事を初めて知った時点では「13回目」の引越しだと判明した。本人曰く、引越し前は いつも満願神社にお参りするのが習慣とのこと。貧ちゃんも、川上が引越し好きの事と 引越しの事になると テキパキと仕切りまくる川上の事を よく知っているので「引越し奉行」とも呼ぶ。
エンディングで必ず最後に登場する。
仕事の時はグレーのスーツを着ているが、プライベートではグリーンのブルゾンを着ている。
満願神社によくお参りをするが、賽銭箱には小銭の代わりにボタンを入れる。演歌歌手に憧れている。冷徹斎の占いによると、前世はラクダに乗ったアラブの王子。会社で3枚だけコピーするはずが、誤って300枚コピーしてしまうなどのちょっとした失敗をしてもかなり落ち込み、クビにされるのではないかと思ってしまうほどの小心者である。クビになるとお金に困り、今住んでいるアパートを追い出されるため、オコリン坊が神社の掃除などをすることを条件に満願神社に住むことを渋々許す。
カレーライスが好物で、違う銘柄のルーを入れるなどカレー作りにはこだわりを持ち、「カレー作りにはうるさい」と自認する。クビにされてしまうと落ち込み、食べ物に困っていると話を聞いた町内の人達が満願神社に野菜や米などを持って来たが、その材料がカレーの材料だったため、カレー作りを始めてしまう。作ったカレーは、来ていた人達に振る舞われ、「美味しい」と高評価された上、ある人からは「川上さん、カレー屋をやったらどう?」と言われた。マリー屋敷に引越しした際に、マリーとケンさんにカレー屋を薦められ、マリー屋敷内にカレー屋をオープンさせた。初日は大盛況だったが、おいしいけれどあまりにも普通すぎるカレーだったため、次第に客足が途絶え、閉店し、自身もマリー屋敷から退去した。それ以降、美化されるシーンが増えるようになった。時々「アンパン仮面」として働くことがある。
実は「コンタクトレンズ」を着けている事が初めて判明した回もあり、ちっちゃいものクラブのメンバー達も驚いていた。コンタクトレンズが無いと何も見えないので、落とした右目のレンズを カメに無事に見つけてもらう。
「今日1日で 7回もバスに乗り遅れました」と言っている回も存在しており、電ボは ビックリしていたが ケンさんに 励まされて、おじゃる丸達と いっしょに気分転換に日向ぼっこを楽しんだ。
珍しく「余裕余裕～」と言いながらバスに間に合った際には「勝ち誇ったようにブラックに笑っていた」事が判明したが、それを見たのは「貧ちゃん」だけである 。
本田一直（ほんだ いっちょく）
声 - 一条和矢
初登場回 - 第1シリーズ第16話『いつも正しい石清水くん』（放送日：1998年10月26日）
通称「本田先生」。月光小学校の教諭で、カズマの担任。31歳。毎朝ジョギングを欠かさず行っている。
基本的に いつも口を開けたままにしている事が多い。
家で走りたい時は、晴れの日でも雨の日でも 自分で買って「一直2号」と名づけたルームランナーで走っているが、スイッチの調子が悪かったり 説明書を読むのが面倒くさくて捨ててしまったせいで ボタンの押し間違いをしてスピードを加速し続けて止まらなくなった事もあるが、朝子がコンセントを抜いて解決した 。
常に声が大きく熱血タイプ。ケンの先輩。服装は月光小学校ではスーツを着ていることもあるが、普段はオレンジのスウェットを着ていることが多い。キスケと夕刻まで月光町内を一直線に走り続けた事がある。
朝子に比べると 早起きが苦手な所があり、朝子が新聞配達に出かける前に 彼女に起こしてもらうが、一直曰く「朝ちゃんが起こしてくれる声は 優しすぎて甘くて 反って また寝てしまい 朝ちゃんの夢を見てしまって余計に起きられないのだ～！」とのことを 惚気ながら説明する 。
意外とドラマ好きな所もあり、『1001回目のプロポーズ』にハマって その最終回の放送が始まる少し前に 急に月光町中で停電が起こったせいでドラマが見れないと焦りまくる中、同じく このドラマが大好きな「かなえ」と出会い、今まで ほぼ誰も成功する事が出来なかった「早口言葉で願い事を言う」事に何度もトライして 体を鍛えながら気合いで願い事を言う事に成功する。しかし「4回も」願い事を言ったせいで 惜しくも叶える事が出来なかった。その後は おじゃる丸の言うように「見逃し配信」でドラマを見れた模様。
本田朝子（ほんだ あさこ）
声 - 麻生かほ里
初登場回 - 第1シリーズ第81話『めでたいのう本田先生』（放送日：1999年1月27日）
通称「朝ちゃん」。一直の妻。旧姓、早井（はやい）。20歳。月光町の新聞販売店の娘。新聞配達を一生の仕事と決めている。髪型はショートカットで、服装は主に横縞のTシャツに白のショートパンツを着用し、赤い帽子を被り赤のスニーカーを履いている。新聞配達中、ジョギングをする一直にプロポーズされ、結婚した。料理上手な所がある。
新聞配達をしているから当然だが、一直に比べると 早起きは得意。朝の3時には既に起きている。
冷徹斎星月（れいてつさい せいげつ）
声 - 高橋ひろし（旧芸名：高橋広司）
初登場回 - 第1シリーズ第34話『クールじゃの冷徹斎』（放送日：1998年11月19日）
道端に店を構える占い師（辻占い師）。35歳独身。黒い長髪で眼鏡をかけている。未来に迷いを抱く人に明るい道をピタリと示すのが仕事。得意な占いは前世占い。金箔だらけの裕福な家庭で育ったが、親に反抗し、10年前に家を出てこの仕事に就いた。
ファッションや部屋の内装は黒を基調とするものを好む。占いを始めたきっかけは、大学時代にお気に入りの女の子が占いサークルに入っていたから。髪は毎日シャンプーをしている（この時、頭の毛がはねると何故か飼っている公ちゃんの言葉がわからなくなる）。いつも着物を着ている。着物の懐にははさみ・セロハンテープなどの小物が入っている。
本名は苗字は不明だが、下の名前は「ひろふみ」である。本人は本名で呼ばれることを激しく嫌うが、実家の婆やからは「ひろふみ坊っちゃま」と呼ばれている。飼っている公ちゃんに運命の女性を占ってもらったところ、その女性は「うすいさちよ」と言われ、少々へこみ気味。しかし、まんざらでもないというような言動もある。おでこに掛けている事を忘れてメガネを探した事がある。おでこに掛けていたメガネが下がって来て「あった」と言ったのがオチだった。
実は『うなじフェチ』で、おじゃる丸と一緒に通りかかる月光町の女性たちのうなじを品定めした結果、町一番の『うなじ美人』は『うすいさちよ（通りかかったときに偶然突風が吹いて髪がめくれ上がり、うなじが露わになった）』で、点数は『100点満点』であった。
着物の印象が強く、冷徹斎がシャツを着ていた（この時、着物はクリーニングに出していた）間、月光町の人たちは彼が冷徹斎だとは気づかなかった（逆に冷徹斎の着物を着たクリーニング屋の店員は冷徹斎だと思われた。弟子の公ちゃんだけ冷徹斎が分かったが、彼女はメガネで判別していた）。
公ちゃんが 他の占い師の元へ行ってしまうと勝手に勘違いした時には、自分の事を散々悪く言う様子も見せながら動揺しまくって焦っていたが、実際は「冷徹斎の誕生日プレゼント」のアイディアを 色々な占い師に占ってもらっていただけだった  。
水晶占いも始めるつもりなのか、新しく水晶玉を購入したばかりの放送回もある。
初めて月光町へ来た赤紫式部を占って 彼女を怒らせてしまった事もある。
意外な特技の持ち主でもあり、ギックリ腰になった際に 腰を痛めながらでも ロープで器用に縄跳びを連続で飛び続けて、気合を入れて縄を思い切り回し続けていたら そのまま空を高く飛べた事もあった。しかし 晴れ晴れした気持ちで地面に着地すると、またしても腰を痛めてしまった。
ある日には、珍しく「冷徹斎の普通の占いが よく当たると急に評判になった」ので 大勢の人を占う事になり とても疲れていて、おじゃる丸からは「このところ 暇すぎて『公（公ちゃん）の受け付け係』のようなものじゃったからの。」と言われていた。それを知って放っておけなかった富美男は、冷徹斎の役に立てればと「メカ冷徹斎」を造って冷徹斎に紹介する。しかし 成り行きで、占い師の誇りに賭けて「メカ冷徹斎」と占い勝負する事になるが、冷徹斎は「機械を占うのは初めて」だとも言って緊張していた。
「メカ冷徹斎」について詳しくは「からくりリスト」も参照。
小町パパ
声 - 小和田貢平
初登場回 - 第1シリーズ第13話『小町ちゃんにメロリンコ』（放送日：1998年10月21日）
小町のパパ。KOMACHIヘアーサロンを経営している。体型は太めの角刈り。娘の将来を考えると心配で仕事が手に付かなくなる。
娘の髪型を「世界一可愛い髪型」に悩んでいたこともある。
小町ママ
声 - 寺田はるひ
初登場回 - 第1シリーズ第13話『小町ちゃんにメロリンコ』（放送日：1998年10月21日）
小町のママ。目は雫の形である。KOMACHIヘアーサロンで働く。
開干ゑ門（ひらき ほしえもん）
声 - 竹本英史（少年時代：今井由香）
初登場回 - 第2シリーズ第48話（第138話）『色白のカンブツさん』（放送日：1999年6月9日）
通称「カンブツさん」（名付け親はおじゃる丸）。乾物屋「ひらきや」を経営している（3代目）。乾物に人一倍の熱意を持つ。色白の顔が特徴。基本的に温厚な性格ではあるが、はっきり言うタイプで加えて世間の常識に疎く、何気ない一言が他人（特にうすい）を傷つけることがあるが、本人はまったく気づいていない。おじゃる丸のプリンを乾物にしようとした際は膨大な量の計算をして、電ボの羽の浮力が最適という結果を導き出したが、完成したプリンの乾物はマズかった。小町ちゃんからひらりん→ラッキーぱにょぱにょホッシーというあだ名を付けられた際はほとんどの住民からそう呼ばれた。
焼きたて干物のテイクアウトを始めた時には、多くの客達に喜ばれて評判が良かった事もある。
タナカヨシコが凧揚げしてるのを見て 自分も凧揚げをしたくなった時には、自分の店にある「干したタコ」を使って「タコの凧を揚げたら面白いかなと思って」と言って凧揚げをした。見事に空高く揚げる事に成功して「やっぱり干せば揚がるんだね」と言いながら笑顔で楽しんだ。
小心さん（しょうしんさん）
声 - 内藤玲
初登場回 - 第1シリーズ第66話『おじゃる、拾いものをする』（放送日：1999年1月6日）
お巡りさん。すごく臆病で涙もろい性格。一人称は「本官」で、語尾に「であります」と付く。いつも月光町の平和を願っており、「月光町は 今日も平和であります！」とよく言う。
子供の頃に出会った 「おまわりさん」（声‐ 小柳基）に憧れたおかげで、自分も おまわりさんになる事を決意して、「であります」という語尾も この「おまわりさん」をリスペクトして言うようになる。そしてある日、偶然 おまわりさんと涙の再会を果たす事が出来て お互い敬礼をし合い、久しぶりに話を楽しむ事になる。
故郷の母親（声‐ 望木祐子）から リンゴが届くと、懐かしくて嬉しくなる。母親は 息子が名前の通り「小心者」な事を心配して 息子が月光町の生活に慣れていないのではないかと心配しているが、息子想いの良い母親であり いつまでも息子を子ども扱いしている。顔は、息子に似ている事も判明している。
三宅八右衛門（みやけ はちえもん）
初登場回 - 第9シリーズ第5話（第725話）『やけっぱちさん』（放送日：2006年4月7日）
八百屋の店員。通称「ハチ」。顔が稲妻のような形をしている。店に客が大勢来るとすぐヤケになって稲光と雷鳴を出し「エーイやけっぱちだー!! 持ってけドロボー!!」などとやるため、八百屋の店主に怒られる。きゅうりを食べると「やけっぱちパワー」が最大になるが、持っているパワーをすべて出しきって燃え尽きたようになってしまう。
真実撮三（しんじつ とるぞう）
声 - 前田剛
初登場回 - 第3シリーズ第30話（第210話）『スクープ対ツッキー』（放送日：2000年5月12日）
通称「スクープさん」。「週刊特ダネ」の記者。月光町の不思議な事柄をキャッチし、ツッキーや電ボ、子鬼トリオなどを取材し、特ダネにしようとする。しかし、おじゃる丸にうまく言いくるめられたり、写真撮影に失敗したりしたため成功したことはない。ヘルメットを被り、取材のための移動手段としてスクーターに乗っている。
押野一手（おしの いって）
声 - 松山鷹志
初登場回 - 第2シリーズ第5話（第95話）『実演販売はたのしいでおじゃる』（放送日：1999年4月9日）
実演販売士。うるおなどの腹話術人形を操り色々な街の道端で実演販売をしている。うるおを生きた子供と勘違いし、話しかけるおじゃる丸によって、自身もうるおに愛着を持つようになった。そのため、おじゃる丸の勘違いを注意しようとせず、むしろうるおが腹話術人形であることを必死で隠そうとする。
第22シリーズ エンディングテーマ『やだな～ いいな～』にも登場しているが、「ウルオ」は 鞄に仕舞われていて登場しない。
ウルオ
声 - 松山鷹志
初登場回 - 第2シリーズ第38話（第128話）『実演販売人形ウックン』（放送日：1999年5月26日）
通称「ウックン」。商売用の腹話術人形だが、おじゃる丸と電ボは生きた子供だと勘違いしている。
うすい さちよの父
声 - 松山鷹志
初登場回 - 第6シリーズ第8話（第458話）『うすい ふるさとだより』（放送日：2003年4月16日）
郵便局で郵便配達をしている。時々さちよの家に小包を届けに来る。
タナカ ヨシコ
声 - 京田尚子（1〜26）→園崎未恵（27〜）
初登場回 - 第1シリーズ第58話『おじゃる タナカヨシコの店に行く』（放送日：1998年12月23日）
骨董品店「骨董・タナカヨシコの店」を営んでいる老婆で、自称「社長」であり、おじゃる丸が「タナカ」と呼んだ時や カズマやキスケが「タナカのお婆ちゃん」と呼ぶ時には、すぐに「社長とお呼び！」と言う事が多い。
「73歳」。かなり小柄で、おじゃる丸より少し高いくらい程度に背が低い。月光町内にあるガラクタをコレクションとして多数収集し、店で売っている。
幼馴染の同級生の「十文字麻璃子（マリー）」の事は「マリーちゃん」と呼んでいる。星野一家からは「地球の女王」と思われている。若い頃はとてつもなくモテモテで、世界中にボーイフレンドがおり、実際に 50年前のボーイフレンドの1人である フランス人の海の男「フライシア」（声 - 三宅健太→ 一条和矢）が訪ねてきたことがあり、50年前にタナカヨシコが失くした「浮き輪」を わざわざ届けに来た 。恐竜だけは苦手。仕入れなどで外出する時は「ヨッちゃん1号」というキックボードを愛用している。石清水君と同じように「三角定規」が好きで 集めている。
ある日、理由は不明だが 店を すぐ近くの曲がり角を曲がった場所に引越しして、引越しの時には いつものように物々交換をせずに、店番を任せたカズマとおじゃる丸と電ボに「（お客さんが）欲しい物があったら何でも あげちゃって良いよ」と言う。引越しの荷物は、軽トラで来てくれた 上記のフランス人の海の男「フライシア」と、かつてもタナカヨシコの若い頃の過去に関する話題に登場した事がある スイス人の「メルヴィン」（声‐ うえだゆうじ）と アラブ人の「バシール」（声‐ 山本高広）の、タナカヨシコの若い頃のボーイフレンドの3人に運んで手伝ってもらった。それ以降の話でも、移転したまま引き続き 店を営業している 。
風が気持ちのいい日に、久しぶりにメルヴィン、バシール、フライシアの3人が来店して、3人で協力して描いた「現在のタナカヨシコの全身姿の等身大の似顔絵」をプレゼントされて大喜びした時には、タナカヨシコが「ただ飾るんじゃ面白くないねえ…」と言いながら この絵を どうしようかと考えて、これを凧にアレンジする事を思いついて凧揚げをした。タナカヨシコは、自分の絵を描いてくれたメルヴィン達には感謝しており、「3人にも よく見えるように」と高く揚げた 。
フラメンコ春雄（フラメンコはるお）
声 - 内藤玲
初登場回 - 第1シリーズ第46話『月光町大使はだれでおじゃる?』（放送日：1998年12月7日）
通称「春リン」。フラメンコ教室を開いており、月光町主婦の一部で熱狂的なファンを持つ。歩く時も必ずフラメンコを踊っている。本名は不明。
本屋さん
声 - 北村弘一→うえだゆうじ
初登場回 - 第1シリーズ第68話『おじゃる 鬼が島へ行く』（放送日：1999年1月8日）
商店街の本屋の店主で、おじゃる丸の長い立ち読みに困っている。
満月堂（まんげつどう）
声 - 矢部雅史
初登場回 - 第5シリーズ第82話（第442話）『根津 走る』（放送日：2002年11月26日）
占い師。人生に失望し落ち込んでいるところを旅ネズミの根津に励まされ、彼を使って占いをするようになる。冷徹斎と公ちゃんの商売敵。
多山（たざん）
声 - 松山鷹志
初登場回 - 第2シリーズ第51話（第141話）『おじゃる やきものをする』（放送日：1999年10月4日）
鬼が山の奥にある「多山工房」で暮らしている陶芸家。一人称は「わたし」。富美男の昔からの友達。
極度な恥ずかしがり屋で 人見知りが激しい性格だが、ターザンのように 雄叫びを上げながらロープを使って木々を飛び回るのが日課。3匹のサルを 弟子にして従えている。サルのような顔をした、小柄で長髪の男。恐ろしく目がよい。口数が少なく、運動神経が良くて素早く行動する 一面もある。
自分が気に入らない失敗作が完成した時には すぐに全て壊す決意をする、迷いの無い一面もある 。
おじゃる丸と初めて出会った時に、おじゃる丸が生まれて初めて陶芸に挑戦して「プリンのような形の物を作り上げた」のを見た多山は、おじゃる丸の隠れた才能に驚いて おじゃる丸を弟子にして「二代目多山を継いでほしい」と言い渡し、おじゃる丸は多山に弟子入りした。
多山が何か「機嫌の良い事」や「嬉しい事」があった時には、上機嫌になりながら「ごきげん多山焼き」という幻の焼き物を焼く事がある 。
作品の出来が良かったので、展覧会(個展)を開いた事もある。しかし、恥ずかしがり屋なので 会場を 人っ子一人訪れない山奥にしてしまう。結局 会場まで たどり着けたのは、多山と野生動物達だけだった。
生まれて初めて「月光町フリーマーケット」へ行った時に出会った、帽子作家の「テレ子」(声‐ 水瀬いのり)とは 再会する度に お互い何度も照れたり恥ずかしがったりする事が多くなる。
テレ子に頼まれて陶芸を教える事になった時に、テレ子の才能に感動して その時にテレ子に惚れる様子も見せた。それ以降も テレ子の顔を見ただけで顔を赤らめながら照れたり、「わたしの芸術が理解できるのは テレ子さんだけだ」「テレ子さんこそ 芸術の真の理解者」と テレ子の事を評価する所もある。
弟子のサル達
声‐不明 
初登場回‐第2シリーズ第51話 (第141話) 『おじゃる やきものをする』 (放送日：1999年10月4日)
多山の弟子として「多山工房」で暮らしている、3匹の野生のサル。3匹とも、黒くて太い眉毛があり、それぞれ「糸目」「点目」「白目がある目」の顔をしている。大人しい性格で 3匹とも人懐っこくて仲が良い。言葉は話さない。
兄弟なのかは不明だが、人間と話すのが苦手な多山にとっては 心を許す事が出来る 数少ない存在。
おじゃる丸や電ボが遊びに来た時には お茶や茶菓子の用意もする、気の利いた一面もある。
テレ子
声‐ 水瀬いのり
初登場回‐ 第23シリーズ第22話(第1819話)『多山 フリーマーケットへ行く』 (放送日：2020年5月20日)
陶芸家の多山が、生まれて初めて「月光町フリーマーケット」へ行った時に出会った、清楚なお嬢様のような外見の、黒髪ロングヘアーの 目隠れ美人の女性で、月光町の帽子作家。
一人称は「わたし」で、アパートで 一人暮らしをしている。自室の棚には、自作の数々の帽子が飾られている。
多山と同じ位の極度の恥ずかしがり屋で、人見知りが激しくて大人しい性格。多山と同じく「自分の作品の帽子をフリーマーケットに出品して 多くのお客さんに見てもらいたい」と思い フリーマーケット会場へ来たが、恥ずかしくて 会場付近の森の中で隠れていた時に、偶然 多山と出会った。お互い大慌てで走ってしまい、ぶつかり合ってしまった際に うっかり作品を投げてしまう2人だが、大ジャンプで受け取った際に テレ子は間違えて「多山の湯吞み茶碗」を受け取ってしまい、多山も「テレ子の帽子」を受け取ってしまう。お互いに恥ずかしがりながら返すが、多山からは 帽子を「素晴らしいっ!この曲線 この色合いが作者の愛情が にじみ出ている。これぞ まさに芸術っ！」と評価されており、テレ子も多山の湯吞み茶碗を「素敵な作品」と褒める。お互いの作品を交換し合い 和解する2人だが、お互いの顔を見た際に結局恥ずかしがってしまい お互いに大急ぎで走って逃げ帰ってしまった。
お互いに作品を「分かってくれる者」「気に入ってくれる人」がいて良かったと思う2人だが、実際は お互いの作品を勘違いし合っており、テレ子は 多山の湯吞み茶碗を風鈴と間違えて窓際に吊るして「良い音」と言いながら気に入っており、反対に多山は 帽子を腹巻きと勘違いしながら「実に暖かい」と言いながら気に入って愛用している。
その後、再登場回では、相変わらず多山の湯吞み茶碗を 風鈴と勘違いしながら気に入っており、自分も多山に陶芸を習って作品を造りたくて「多山工房」を訪れた。お互いに恥ずかしがりながら距離も取り合い、会話もままならず。無事に作品が完成して 多山に「美しい…素晴らしい作品だっ!」と褒められた際に お互いに手を握り合ったが、やはり恥ずかしがってしまう2人。完成した お互いの作品を交換し合う2人だが、多山からプレゼントされた「黒色のお皿」を塵取りと勘違いして愛用しており、反対に多山は テレ子がプレゼントした「茶色の湯吞み茶碗」を「肩叩き」と勘違いしながら愛用している。
その後の再登場回では、多山と初めて出会った時に渡した 帽子が、多山が「腹巻き」として愛用している事には相変わらず気付いていないテレ子。多山が 木に登った際に、腹巻きとして愛用している帽子を 木の枝に引っ掛かけて破ってしまい、ショックを受けた多山は 遊びに来たおじゃる丸と電ボに「テレ子の元へ届けて 彼女に『直してほしい』と言ってほしい」と頼むと、タイミング良く偶然 多山に会いに来たテレ子が近くにいて、相変わらず恥ずかしくて隠れてしまう。電ボに 会話を手伝ってもらい 帽子(腹巻き)を直す事にしたテレ子。無事に帽子を直して、多山に「(風鈴として愛用している)湯吞み茶碗」が割れてしまったので直してもらった。
その後の再登場では、おじゃる丸が多山に「テレ子が湯吞み茶碗を風鈴として愛用している」事を教えてしまった事で、始めは「あの人が そのような間違いをするはずがない」と言って信用していなかった多山は その目で真相を確かめたくて おじゃる丸に「テレ子のアパート」まで案内してもらい、テレ子が 本当に湯吞み茶碗を 風鈴として愛用している事を知ってしまい 多山は大ショックを受けてしまう。お互いに作品を間違えて愛用されていたという事実を知る2人だが、「それでも幸せそうに笑顔で大切に使ってくれていた」と分かり、テレ子は「もっと多山に喜んでもらえる 綿の飾り付きの赤色の腹巻き」を新たに制作して、お互いに渡し合い「素晴らしい」と評価する。無事に作品を渡せた2人だが、テレ子は「風鈴」とは知らずに「持ち手がある湯吞み茶碗」と勘違いしながら熱々のお茶を淹れて「おいし」と笑顔で飲む 。
おじゃる丸からは「テレ子」、電ボからは「テレ子さま」、多山からは「テレ子さん」と呼ばれており、多山の事は「多山さん」と呼んでいる。
多山と同じ位 運動神経が良い一面があり、恥ずかしがりながらジャンプで移動する事が多く、もの凄い速さで走りながら逃げ帰る様子や、帽子を制作する際に 大声で「男女の声の 一人二役」を演じたり「犬の鳴き真似」を演じながら気合を入れて制作するという意外な一面を持つ。
ぐるぐるさん
声 - 関智一
初登場回 - 第10シリーズ第35話（第845話）『ぐるぐるさん』（放送日：2007年5月22日）
いい“ぐるぐる”を見つけるとぐるぐるの踊りをする謎の人。その正体は金ちゃんがいつも食べているぐるぐる飴を作っている飴職人である。
タッちゃん
声 - うえだゆうじ
初登場回 - 第1シリーズ第85話『うどん屋さんとおさななじみ』（放送日：1999年2月2日）
キーちゃんと一緒にうどんとそば（当初はうどんのみ）の専門店「田舎庵」を営んでいる。体格はふくよか。驚いたりすると耳や尻尾が現れ、正体が人間なのかタヌキなのかは定かでない。
キーちゃん
声 - 高橋広司
初登場回 - 第1シリーズ第85話『うどん屋さんとおさななじみ』（放送日：1999年2月2日）
タッちゃんと一緒に「田舎庵」を営んでいる。体格は細身。驚いたりすると耳や尻尾が現れ、正体が人間なのかキツネなのかは定かでない。
本屋の店主
マコトとおじゃる丸がソースを買う時に寄り道で立ち寄った店。絵本の「黄金のスコップ」に出会う。
屋台の店主
マコトとおじゃる丸がソースを買う時に寄り道で立ち寄った店。マコトとおじゃる丸にアメをくれた。
古時計
声‐長島雄一 
初登場回 - 第21シリーズ第42話（第1719話）『大きな古時計』 （放送日:2018年10月26日）
月光町の自然公園にある、100年間も長生きしながら時を告げて来た 櫓の時計台の お爺さん。
目と鼻と口は無いが、言葉は話せる。12個のロンドン数字に、長針と短針と秒針がある文字盤の顔を持つ。
電ボが「小鳥さん」とデートに向かう最中に たまたま 古時計の秒針に「電ボのタキシードの襟」が引っかかり偶然 出会った。
1秒たりとも遅れる事無く時を刻み続けるのが仕事ゆえに、電ボに「秒針を止めてくださいませ～」と頼まれても 止めなかった。
一人称は「ワシ」であり、少し頑固で冷たい面もあり 意地悪な所もある。初対面の電ボを「小僧」「若造」と呼ぶ。老人ゆえに、喋り方も老人口調で、笑う時には「フォフォフォ」と笑う。
怒ると秒針を早く回転させる事も可能であり、自分に対して生意気な口を利く電ボを付けたまま高速回転させて 電ボの目を回させてお仕置きした。そのため 電ボからは「何て意地悪な時計様」とも呼ばれる。本名は不明。
しかし、自分から脱出できた電ボが急いでデートに向かおうとした際に、電ボに「恋のド素人」と言って 電ボに「ワシを女子（おなご）だと思って告白してみるが良い！」と言って 電ボの告白のテストをする。これまで 100年間も 多くの人の告白を見て来た事が判明した。そのため、電ボの告白がイマイチだったと判断した際に「アウト～！」と言い、電ボを落ち込ませる。
そして、電ボに「恋のアドバイス」をするフリをして、わざと電ボの襟に 長針を引っかける。しかし、それは「自分の寿命」が 終わりを迎えてしまう事が分かっていたからであり、最後に誰かと話を楽しみたかった模様。電ボに「おかげで楽しく過ごせたよ」とお礼を言いながら眠りについて「昼の12時丁度」に「ポーン！」という音と共に死去、殉職した。
ちょうど来た作業員2人が 新しい時計を持参しながら来て、作業員 曰く「時々止まるから困っていたんだよな～」とのこと。状況を理解できた電ボは、寂しそうに古時計に寄り添いながら「時計様…。」と言って悲しむ。
その後、古時計の文字盤は、この古時計が前々から気に入っていた タナカヨシコに引き取られ、「（普通の時計と違って）止まってるんだからね。良いねえ！」と言いながら気に入っているタナカヨシコ。電ボは、古時計と再会した際に 涙を流しながら「時計様…。」と寄り添うが、事情を何も知らないタナカヨシコは 目を丸くしながら驚く。
月光町で古くから働いている新キャラクターだが、初登場回で殉職してしまう人物としては、珍しい人物となる。
作業員
声‐沼田祐介、内藤玲
上記の「古時計」を新しい電気時計に替える為に来た 月光町の 2人の若い男性作業員。
古時計が 前から「時々止まる」事を知っていて困っていたので、新しい時計を用意して やって来た。
1人は茶髪のモジャモジャヘアーで、もう1人は 黒髪で点目。
アフガン犬
声‐浪川大輔
初登場回‐第22シリーズ第7話（第1744話）『オコ坊 バイトする』（放送回‐2019年4月17日）
月光銀座商店街にある『ドッグカフェ』の人気ナンバーワンの 高身長で言葉を話せるイヌで、2足歩行。
本名は『ウィリアム・アンドリュー・アレクサンダー 3世』。
アフガン・ハウンド 犬。とてもイケメンであり、女性の客からの人気も高い。
店長ですら 「様」を付けて敬語で話す程で、まぶしくてキラキラ輝くオーラがある。
一人称は「わたし」で オコリン坊を「君（きみ）」と呼ぶ。風邪で倒れたニコリン坊の薬を買う為に バイトに来たオコリン坊を「今日一日 見習いとして」バイト経験させる事を 店長に提案した。自分の前髪を かき上げる時には「バサッ」と言う癖がある。
紳士的だが、キザでナルシシズムな性格でもある。
店長
声‐高橋良輔
初登場回‐第22シリーズ第7話（第1744話） 『オコ坊 バイトする』（放送回‐2019年4月17日）
上記の『ドッグカフェ』の店長の若い男。本名不明。
濃い目の茶髪のウエーブヘアのイケメン。目のハイライトが大きい。
しかし、性格は少し嫌味であり、風邪で倒れたニコリン坊に薬を買う為にバイトに来たオコリン坊を「愛嬌と気品が無い」と鼻で笑いながら見下す。
その一方で、アフガン・ハウンド犬の『ウィリアム・アンドリュー・アレクサンダー 3世』には頭が上がらず、彼に対しては「様」を付けながら敬語で話す。オコリン坊を「君（きみ）」と呼ぶ。ウィリアムの提案で、オコリン坊を「1日見習い」として特別に働かせるが、結局オコリン坊が客を怖がらせてしまい、その時に怒りながら「まだ雇ってないけど クビ～！」とオコリン坊を追い出す。
余談だが、このドッグカフェは、第21シリーズ第36話（第1713話）『オコの着せ替え人形』で初登場した店と同じ店であり、初登場時は『イヌカフェ』という名前だったが、看板の絵と店の外装と内装は同じだった。その時は、ニコリン坊が オコリン坊の為に「1日アルバイト」として働かせてもらう。オコリン坊が この店でアルバイトをする事を決意したのは、ニコリン坊が自分の為に ここで働いたので、その時の恩返しの為でもあった。
団子屋 店主
声‐ 坂本頼光
初登場回‐ 第22シリーズ第58話 (第1795話)『てんてこ舞い』 (放送日：2019年12月4日）
月光町の団子屋の店主。丸顔で、眼鏡を掛けた中年男性で、鼻の下のチョビ髭と頭の上の1本の髪の毛と、1本の出っ歯が特徴。
「人手が足りない」とケンに泣きついて、ケンを雇った。下記の「蕎麦屋」のバイトと「4匹の犬の散歩」のバイトと掛け持ちで働くケンに「早く団子に串を刺して」と急かす。素早くテキパキ働くケンには 笑顔で感謝していた。
蕎麦屋 店主
声‐ 不明
初登場回‐ 第22シリーズ第58話 (第1795話)『てんてこ舞い』 (放送日：2019年12月4日)
月光町の手打ち蕎麦屋の店主。糸目で分厚い唇、頬とこめかみの部分が出っ張っているのが特徴。
「人手が足りない」とケンを雇った。上記の「団子屋」のバイトと「4匹の犬の散歩」のバイトと掛け持ちで働くケンに、沢山の「蕎麦の出前」の配達を頼み、ケンに「蕎麦が伸びちまうよ」と急かす。素早くテキパキ 出前の蕎麦を配達してくれたケンには感謝している模様。
ヤマモト
声‐ 山本高広
初登場回‐ 第23シリーズ第15話 (第1812話)『さかのうえのおじゃる丸』 (放送日：2020年5月1日)
月光町の 急な坂道の上にあるオープンカフェの「カフェさかのうえ」の店長の男性。顔の下半分の部分の 口が大きくて、口の周りに「ライオンのたてがみ」のような形の黒色の細い髭があるのが特徴。一人称は「わたし」。
常に糸目の笑顔で接客しており、彼が考案した このカフェ特製の「少し大きめプリン」が人気のメニュー。乙女先生は、このプリンを沢山食べながら このカフェでティータイムを楽しんだ。プリンを食べたいが、坂道を上るのが きつかったおじゃる丸は カズマにおんぶしてもらいながら坂道を駆け上がって店に到着するが、閉店時間になってしまい 店のシャッターを閉める前に おじゃる丸とカズマに「ごめんね また明日 材料いっぱい仕入れておくね」と謝りながら店を封鎖してしまい、結局プリンは食べられなかった。

### トミーのバンド友達
サム
声 - 一条和矢
初登場回 - 第1シリーズ第36話『子鬼ハウスへようこそ』（放送日：1998年11月23日）
ギター担当。月光町で医師をしている。いつも着物を着ている。肌が黒く痩せ型。富美男の幼馴染。70歳。本名不明。絵が上手い。乙女先生を守るメンバーの一人。
10歳の時に埋めたタイムカプセルには宝物として青い色鉛筆を入れた。子供の頃から絵が上手で、いつも青い色鉛筆を先に使い切っていた。掘り起こしたタイムカプセルには、今のジャズバンドの絵を入れて埋め戻した。
幼いころに母を亡くしている。若い頃音楽を始めるきっかけとなった花実さんと再会し、出会って半年後に結婚した。
エド
声 - 沼田祐介
初登場回 - 第1シリーズ第36話『子鬼ハウスへようこそ』（放送日：1998年11月23日）
ドラム担当。職業不明。いつもジャージを着ている。富美男の幼馴染。70歳。本名不明。映画好き。乙女先生を守るメンバーの一人。
10歳の時に埋めたタイムカプセルには宝物として、当時初めて母親と見た映画の 憧れの「映画スター」の写真を入れた。子供の頃から映画好き。掘り起こしたタイムカプセルには今憧れている映画スターのブロマイドを入れて埋め戻した。
ピーター
初登場回 - 第1シリーズ第36話『子鬼ハウスへようこそ』（放送日：1998年11月23日）
声 - うえだゆうじ（1〜3）→内藤玲（4〜）
コントラバス担当。月光湯（月光町内の銭湯）の主人。下膨れ気味な顔に小太り体型である。70歳。アイデアマン。富美男の幼馴染。本名不明。乙女先生を守るメンバーの一人。
10歳の時に埋めたタイムカプセルには、宝物として野球帽を入れた。子供の頃からスポーツ好きで、当時は野球少年だった。掘り起こしたタイムカプセルには「ゴルフを最近始めたばかりなので」と ゴルフボールを入れて埋め戻した。
茶畑一服（ちゃばたけ いっぷく）
声 - 西村知道（少年時代：こおろぎさとみ）
初登場回 - 第1シリーズ第31話『走れ! マスター』（放送日：1998年11月16日）
ピアノ担当。通称「マイク」。町内会長。70歳。富美男の幼馴染。乙女先生を守るメンバーの一人。
ジャズ喫茶「一服」を営んでおり、コーヒーにはこだわりがある。マントと仮面を身につけて、コーヒー仮面に扮してごみ拾いなどをして町を綺麗にする。なお、本人はコーヒー仮面の正体を秘密にしているつもりだが、月光町の7割が知っている。午後3時がコーヒー仮面の出動時間。そっくりな実兄がいる。
10歳の時に埋めたタイムカプセルには宝物として竹とんぼを入れた。子供の頃から凝り性である。掘り起こしたタイムカプセルには喫茶一服オリジナルのコーヒー豆を入れて埋め戻した。
コーヒーの「テイクアウト サービス」は行わない事が こだわりの一つ 。
突然 店にやって来た「タナカコシヨ」に「わたしが この店を 流行らせて見せます！」と宣言されて、コシヨにより店を半分乗っとられる形となった時には「デコレーションコーヒー」を「当店の新名物」として大好評となり、マイク曰く「こんなにお客様が いっぱいなのは初めての事で」とのことで、店は満員になり 外には大行列まで出来る 。
後に、再び店が大繁盛した時には、大勢の客で満席になり、注文が多すぎる上に 客の注文の変更の対応も全て1人で行った為に、目を回しながら てんてこ舞いの忙しさに苦労しながら接客した 。
店が休みの日には、時々幼馴染みの富美男、エド、サム、ピーターと共に「地べた師活動」をしている 。
高校生の頃は「月光学園」の生徒で、当時同じ高校だった「ミキコ」(声‐ 榊原るみ)が マイクの初恋の人だった。何十年かぶりに偶然バッタリと再会を果たした。今でも彼女が好きだが、緊張してしまい告白する勇気が出せなかった。しかし、コーヒーに関する話題では2人とも楽しそうに話しており、仲は良い 。

### 宇宙生物

#### 星野一家
月光町の人々は正体を知らないが（ただし、オカメ姫は彼らが「おじゃる丸と敵対する存在である」ことを勘づいている）、UFOに住んでいる宇宙人の一家。宇宙一のお星持ちで、地球を侵略しようとやってきた。おじゃる丸を地球の王だと勘違いしており、地球をもらおうとしているがいつも作戦は失敗に終わる。また、タナカヨシコを地球の女王だと勘違いしている。オカメ姫の事も地球の女王と勘違いしている 。地球のネジが好物で星野ママ曰く「宇宙一美味しい」らしい。色々な星を手に入れた時の星野の回想では、忙しそうにしているサラリーマンや、UFOを奪おうとした宇宙人をマジックハンドで掴んで「この星くれ」と言い、相手がただあげるというだけのやり取りだったため、本当に星を所有しているかは不明。
「森の呪文屋」の呪文の練習のせいで 3人の眉毛が太くなった時には、あまりの姿に 3人とも泣いてしまった。
星野（ほしの）
声 - 山崎育三郎（1〜4）→三瓶由布子（5〜）、山崎育三郎（星野セブンティーン）
初登場回 - 第1シリーズ第77話『おじゃる 地球を救う』（放送日：1999年1月21日）
無口・無表情で感情を抑えた低い声だが気が弱く繊細で、すぐ涙目になる。父親に似て 汗っかきになる事も多い。おじゃる丸のことを「オジャルマール」と呼ぶ。父親似で、子供だが髭がはえている。容貌は殿様のような顔つきで、丁髷がトレードマーク。時々マジックハンドを持ち歩いており、貧ちゃんなど欲しい物を捕まえることがある。一人称は「僕」。
何かを企んで作戦を決意する際には 両目を少し開けながら目を赤く光らせて笑い顔を見せる事がある（星野パパも同様）。星野パパが「地球諦める」と言った際には一人、目と口を大きく開く驚いた表情をした。
他の家族と同様に 硬いねじが大好物で 食べる描写も多い。反対に、柔らかい食べ物が苦手な所がある為にプリンやネギは苦手な所があり、塩を舐めた時には「しょっぱい…」と言って滝涙を流しながら顔を歪ませて嫌う所もあり、コショウが口に入ってしまった際には「顔が丸型に変形して 大きくなって膨らんでしまう」という所や おしぼりを頭に乗せると数秒で顔が熱くなって赤くなるという所がある 変わった体質の持ち主でもあり、風呂に入るのを好む一面もあり 棒読みで鼻歌を歌いながら(無表情のままで)入浴を楽しむ所もある 。
年齢は不明だが、おじゃる丸、電ボ、カズマ、子鬼トリオが 満月ロードを元に戻すために「ヘイアンチョウ（1000年前）より受け継がれし 10個の玉を集めている」時には、頭の 丁髷の「黒い玉」の部分も その玉の1つと扱われており、星野ママのアイディアと、珍しく勇気を出せた 星野パパが「地球、欲しい、地球と交換！」とおじゃる丸に言った事で おじゃる丸は「泥だんご」を作り 勝手に交換してしまい、丁髷の玉を勝手に交換された星野は 泣いていた。そのため、少なくとも 1000年は生きている事が判明した。
星野パパ
声 - 山崎たくみ(1)→内藤玲（2〜）
初登場回 - 第1シリーズ第77話『おじゃる 地球を救う』（放送日：1999年1月21日）
星野のパパ。星野と同じく気は小さい繊細で、おじゃる丸に「地球をくれ」と直接言えず、妻のほうをむいて言っては「私に言ってどうするの」と返される。星野同様、おじゃる丸のことを「オジャルマール」と呼ぶが「オジャマール」と言い間違える事が多いが、その際には息子（時には妻）から間違いを指摘され続けている。丁髷はねじ込むことで長さが調節でき、取り外し可能。髭はマジックで書いている。
足元に落ちた地球儀を拾えないほど体が固い。繊細かつ緊張しやすい体質なためか、汗っかき状態になるシーンが多い。「地球くれ!」と言えずにUFOに帰る事になった際には UFOの隅で体育座りになりながら(全身を真っ白にしながら)かなり落ち込んでしまう事もある。
星野ママ
声 - 三石琴乃(1)→西村ちなみ（2〜3）→寺田はるひ（4〜）
初登場回 - 第1シリーズ第77話『おじゃる 地球を救う』（放送日：1999年1月21日）
星野のママ。顔は丸い輪郭で、頭のちょん髷は2本付いており、曲がっている。眉毛と鼻がなく基本はにこやかな顔つきだが、星野と同じく低い声。しっかり者で、おじゃる丸に「地球をくれ」と直接言えずに彼女に言ってしまう夫に「私に言ってどうするの」と返すのが定番であるが、心では夫のことを愛している。基本的に口が開いていることが多いが、閉じていることもある。
腕相撲が非常に強く、少なくともオカメ姫とは互角に渡り合える 。

#### 諸星
諸星
声 - 山田一郎
初登場回 - 第14シリーズ第39話（第1209話）『星野一家 再び地球を救う』（放送日：2011年5月20日）
宇宙で二番目にお星持ちの宇宙人。関西弁を話す。舐めると諸星化する飴で月光町の人々を諸星にして地球を我が物にせんと画策する。
諸星の父
声 - おいでやす小田
初登場回 - 第26シリーズ第14話（第1991話）『シッパイファミリー』（放送日：2023年5月2日）
諸星の父。関西弁を話す。息子の諸星の結婚相手は面白い人じゃないと許さない。
諸星の母
声 - ゆりやんレトリィバァ
初登場回 - 第26シリーズ第14話（第1991話）『シッパイファミリー』（放送日：2023年5月2日）
諸星の母。関西弁を話す。父と同じで、息子の諸星の結婚相手は面白い人じゃないと許さない。

#### 流れ星
流れ星の兄弟。3人とも女性のような名前だが、性別は男性である。
かなえ
声 - 名塚佳織
初登場回 - 第5シリーズ第63話（第423話）『かなえ』（放送日：2002年10月30日）
3兄弟の次男。一人称は「ボク」。顔に巻き髭のようなものがある。願いを叶える力を持つが、流れ星の言い伝えに倣い、彼が茂みや台座の間など一定の距離を移動する間に（移動速度は光速から、サービスによるゆっくりの速さまである）相手が3回願い事を唱えるという条件を満たす必要がある。おじゃる丸に負けず劣らずのわがままな性格で、尊大かつ頑なな言動が目立つ。また生意気な雰囲気の声である。おじゃる丸が敵わない数少ないキャラクターのひとりだが、神様である貧乏神や高度な科学技術を持つ星野一家には流されがちであり、特に後者はその独特の雰囲気から苦手としている。基本的に態度がでかいが、弟の「たまえ」、兄の「のぞみ」に対してはとても優しい。第10シリーズ以降は強気で活発な性格だが、初登場時は嫌味っぽくやさぐれた性格であり、率直かつ即決に願望を言ってのけるおじゃる丸たちに対して「（その願いは）自分で考えたの？」と問いかけたり、「いいけどね。好き好きだから」と吐き捨てて鼻で笑うなど、願いを叶えてもらおうとする人間を小馬鹿にしている様子さえ見られた。後述の「たまえ」が登場して以降、このやる気のない性格は見られなくなったが、基本的に「願いを叶える」という流れ星としての役目をめんどくさがっている。しょっちゅう降ってくるが、あくまでも弟の修行、もしくは観光のために月光町を訪れているらしい。
地球で大人気のドラマ「1001回目のプロポーズ」に夢中になっており 同じく このドラマ好きな本田先生と気が合い、彼を ちゃんと「本田先生」と呼ぶ。しかし 月光町が停電になってしまい 本田先生と共に焦っていた。この時は 自分の兄の「のぞみ」と弟の「たまえ」に留守番を任せてドラマ最終回を見たくて地球へ来た。苦労の末に、見事に早口で「願い事」を言えた本田先生だが「4回も」願い事を言ってしまったので、停電は直らなかった 。
本人が直接登場しない話では、月光町の「星占いの占い師」が持っていた「タロットカード」のイラストとして さり気なく登場を果たした事もある。
たまえ
声 - 沢城みゆき
初登場回 - 第6シリーズ第54話（第504話）『かなえ たまえ』（放送日：2003年10月17日）
かなえの弟（初登場時は「妹」とされていた）。一見ぼーっとしているように見えるが凄い力を持つ。兄のかなえから「やる気」を根こそぎ吸い取った貧ちゃんの暴走を食い止めた。
オカメ姫のことを気に入っており、「カメタ」と呼んでなついている。
移動速度は兄同様光速だが、「なんでもないただの小石」を「なんでもないただのこぶし」にするなど、願いを正しくは叶えてくれない。
のぞみ
声 - 今井由香（9-）→種崎敦美（25-）
初登場回 - 第9シリーズ第30話（第750話）『のぞみ』（放送日：2006年5月12日）
かなえの兄。「のぞみ兄さん」と呼ばれている。体が弟達と比べ物にならないほど大きく、願いは叶えてくれない。弟たちと違い、「人の願いを叶える流れ星」ではなく、「自分の願いを人に叶えて欲しい流れ星」。のぞみの願いを叶えてあげると「奇跡」がおこるが、おじゃる丸が願いを叶えてあげた時に起きた奇跡は「おじゃる丸の体が巨大化する」という、おじゃる丸は望まないものであった。普段は踊りで意思表示をするが、本当は喋ることができる。
「たまえ」と同じく 名前のみが出た放送回では、かなえから珍しく「のぞみ」と呼び捨てされていた。

#### その他
シイタケ星人
声 - 小田靜枝
初登場回 - 第11シリーズ第65話（第965話）『お腹の中の宇宙人』（放送日：2008年10月31日）
シイタケの格好をした宇宙人。月光町や月光町民のことを何でも知っている。月光町に来た際、間違ってうすいに食べられてしまい、お腹の中で生活したが、最後はうすいが腹痛を起こしてトイレに流されてしまった。
宇宙恐竜
トミーのつくったロケットが宇宙で壊れ、修理しているときに迷子になったケンさんが、とある惑星で出会った。
セカセカ星人
声 - 沼田祐介、室元気
セカセカ星に住んでいる宇宙人。
ウシボシの牛たち
ウシボシに住んでる牛たち
タクハイ宇宙人
声‐小和田貢平
第27シリーズ55話『星野一家 万能ロボットを買う』で登場。
万能ロボット、スゴスギを宅配した宇宙人。
置き配も対応している。どのような容姿の宇宙人なのかは不明。
スゴスギ（バンノースゴスギ）
声‐山崎弘也
第27シリーズ55話『星野一家 万能ロボットを買う』で初登場。
星野ママが、しっかりとおじゃる丸に「地球くれ！」と言えない星野パパのために購入した、宇宙最高峰の技術で造られたロボット。
本名は『バンノースゴスギ』。赤い髪の毛と赤いネクタイと赤い手袋付きの両手があり、三角型の両目に青色の瞳、両脚はタイヤになっている。
値段は不明。段ボールには「生もの注意シール」も貼られており、ロボットながら「宇宙生物」扱いの模様。
一人称は「わたし」で、地球語がペラペラすぎる程に おしゃべりで、ハイテンションな性格。更には自分の事を「万能ロボット」と言い、「うわさもビシバシのバンノースゴスギですからね！」と何度も言い張る程に極度のナルシストな性格。「凄い！」や「凄っごい！」と褒めると、かなりハイテンションに大喜びしながら ご機嫌になる。
その反面で、感激屋な性格でもあり、本人曰く「嬉しいっちゃ泣く、悲しいっちゃ泣く、腹減ったっちゃ泣く！」とのことで、涙が滝のように出まくり、宇宙船の中を水没させてショートさせて故障させてしまう。そして、失敗すると自分の事を「凄すぎじゃない、『凄く無さすぎ』と名前を変える！」とか「ポンコツ～役立たず！」と言い、自分を責めながら宇宙の藻屑（もくず）になろうとする程に自信を無くしてしまう。
しかし、どんなにショックを受けて絶望しても、誰かが「がんば！」と応援すると、すぐにキリッと立ち直りながら「はい！頑張りま～す！」と言う。
腕を伸ばせたり、脚のタイヤで最速のスピードで走れる。
宇宙船を直す事も出来たが、「遠隔操作できるリモコン」を開発したら、そのまま宇宙船を空高くへ飛ばしてしまう。宇宙船は最後まで行方不明となる。
そして、おじゃる丸に勇気を出せない星野パパを励ましてサポートしたり、お腹の中にある「ラジオカセットレコーダー」で、盆踊りの歌を再生しながら「地球くれ 地球くれ 一気に言いましょ地球くれ ハイ！」と歌い、星野パパにも歌わせながら「地球くれ！」と言わせる作戦を実行して、ちゃんと言わせる事には成功したが、肝心のおじゃる丸が最後まで聴いてくれずに帰ってしまい、星野ファミリーを おんぶしながら急いで おじゃる丸を追いかけようとしたが、バッテリーが切れてしまい倒れてしまう。充電式ロボットだと判明した。
その後、スゴスギが返品されたのかは明かされていない為に不明。
星野パパの事は「ご主人様」「星野パパ様」「パパ」「パパさん」と呼び、おじゃる丸を「オジャルマール様」と言う。反対に、星野ファミリーからは「ロボット」としか呼ばれていない。

### カミナリトリオ
カミナリキスケ
声 - 松井菜桜子
初登場回 - 第11シリーズ第11話（第911話）『カミナリキスケ』（放送日：2008年4月14日）
おへそのことを考えてぼーっとしていて雲の上から大事な太鼓を落としたため、雷雨の日に空から降りてきたかみなり様。とらしまのパンツにパンチパーマ姿であるほかは、「キーくんヒヨコじゃないっピ!」と言うなど、キスケにそっくりである。トミーのバンドのドラムをたたくが、ヘタである。
カミナリアカネ
声 - 寺田はるひ
初登場回 - 第11シリーズ第11話（第911話）『カミナリキスケ』（放送日：2008年4月14日）
アカネそっくりのかみなり様。
カミナリアオベエ
声 - 沼田祐介
初登場回 - 第11シリーズ第11話（第911話）『カミナリキスケ』（放送日：2008年4月14日）
アオベエそっくりのかみなり様。アオベエと同じく語尾に「でゴンス」をつけて話す。カミナリトリオの話では、「カミナリ大王」がいるらしい。

### 仮面
コーヒー仮面
声 - 西村知道
初登場回 - 第1シリーズ第31話『走れ! マスター』（放送日：1998年11月16日）
マントと仮面を身につけている。仕事はごみ拾いなどをして町を綺麗にすること。
正体は、マイク。マイクは正体を秘密にしているつもりだが、月光町の7割が知っている。午後3時がコーヒー仮面の出動時間。電話ボックスで着替えることがある。
衣装は、子供の頃のマイクのもとに、満月から降ってきたものである。それはマイクが、満月の夜に月夜ヶ池に衣装を落としてしまい、満月ロードを進む途中で子鬼トリオとぶつかって弾き飛ばされたためで、「コーヒー仮面の衣装は誰が作ったのか?」というタイムパラドックスも生じることになった。
二代目コーヒー仮面をアオベエにしようとしたことがある。月光町・コーヒーを愛する心があり、適役とされたが、子鬼トリオのリーダーという仕事があるため辞退される。
石清水を弟子にした事もある。
日本茶仮面
初登場回 - 第1シリーズ第82話『どのお茶いちばん?』（放送日：1999年1月28日）
マントと仮面を身につけて、コーヒー仮面に対抗する仮面。仕事はごみ拾いなどをして町を綺麗にすること。
正体は、小林茶。小林茶は正体を秘密にしているつもりだが、月光町の7割が知っている。
紅茶仮面
初登場回 - 第5シリーズ第2話（第362話）『お紅茶仮面』（放送日：2002年4月2日）
マントと仮面を身につけている。仕事は花畑に水をやって町をキレイにすること。
正体は、マリー。なお、初登場時は地面に開いた危険な穴を埋めるために登場したが、同じく紅茶仮面を名乗るうすいに役割をとられてしまった。
プリン仮面
初登場回 - 第11シリーズ第83話（第983話）『プリン仮面 現る』（放送日：2008年11月27日）
正体はおじゃる丸。おじゃる丸がコーヒー仮面・日本茶仮面・紅茶仮面にあこがれて自分もなりたいと思い作った。
プリン仮面になっている時は、「おじゃ」「まろ」「じゃの」などといった言葉は使っていない。仮面はつけていない。
ほとんど人任せでコーヒー仮面・日本茶仮面・紅茶仮面に迷惑をかけている。
おじゃる丸は、たった1日で飽きてしまった。
アンパン仮面
初登場回 - 第12シリーズ第61話（第1051話）『アンパン仮面あらわる』（放送日：2009年11月30日）
正体は川上さん。お腹が空いている人がいたらビニール袋に入っているあんぱんをあげたりしている。きっかけは懸賞であんぱん1年分があたってしまい食べきれないため。
おフロ仮面
初登場回 - 第17シリーズ第25話（第1443話）『おフロ仮面 現る』（放送日：2014年5月2日）
正体はカズマ。なかなか、お風呂に入らないおじゃる丸に風呂に入らせようと奮闘する。コーヒー仮面ことマイクに相談し、おフロ仮面になった。
ミルク仮面
初登場回 -第15シリーズ第57話『ミルク仮面』
おじゃる丸の「牛友」のウシが月光町に来た時に、正体がバレないようにミルク仮面になった。
コーヒーミルク仮面
初登場回 - 第23シリーズ第34話『衣装をなくしたコーヒー仮面』
衣装無くした時、交番に届けられた衣装をマイクが取り戻すために一時的に、コーヒーミルク仮面になった。

### 電ボの恋の相手
ゴキちゃん
声 ‐ 不明
初登場回‐ 第1シリーズ第17話『電ボ、恋をする』（放送日 : 1998年10月27日）
月光町に来てから、電ボが初めて恋をした相手。田村家の台所に現れたゴキブリの少女。濃い目の茶色の体に 赤いリボンがトレードマーク。ゴキブリだという点を省けば、体型と外見は 電書ボタル族に似ている。しかし、ゴキブリゆえに素早く移動可能。なお、電ボは「ゴキブリ」という種族の虫を今まで知らなくて、最後までゴキちゃんが ゴキブリだとは分からなかった。電ボと恋に落ちるが、残念ながら実らぬ恋となる。名を名乗らずに去るゴキちゃんが 田村家から出ていき 落ち込む電ボだか、ゴキブリを知っているカズマが「あの虫なら他にも沢山いるよ」と言うと、電ボは立ち直り 元気を取り戻す。
第4シリーズ エンディングテーマ『恋をいたしましょう♪』でも再登場を果たし、ちっちゃいものクラブのメンバー達と仲良くダンスを踊っている。
アケミ
声 - こおろぎさとみ
初登場回 - 第1シリーズ第30話『電ボとアケミ』（放送日：1998年11月13日）
マリーさんが飼っている ピンク色のオウム。人などの言葉を繰り返す癖がある。電ボが片思いの相手。マリーさんは 2人がお付き合いする事は認めていないが、後の話でも電ボとアケミは 楽しそうに会話やデートを楽しむ事もあるため、2人は「お友達として」の交流も含めて 良好な関係を築き続けている。
オハギちゃん
声‐ 無し
初登場回‐ 第2シリーズ第4話（第94話）『電ボとオハギ』放送日 : 1999年4月8日）
甘味屋の「オハギ」の宣伝用の人形。茶色の オハギの顔にキラキラした両目と ほっぺ、黄色いリボン、ピンク色の服に 名札まで着いている。しかし電ボは、彼女が人形だと気づかずに「内気で無口なお嬢さま」と信じている。完璧に惚れてしまい 毎日オハギちゃんに会いに行く。1ヶ月が経ち、ついに告白を決意する電ボ。しかし、季節が変わり 牡丹餅の販売が開始される時に 店主により 男の子の「ボタモチくん」に変えられてしまい 服装も 男の子らしく 帽子を被った姿になり、ここでバイトをしている「ケンさん」に「オハギちゃんは遠くへ行ってしまったんだ」と教えられた電ボは、最後まで真相を知らないまま 次に再会できたら 今度こそ告白しようと決意する。
ハチ子
声 - かないみか
初登場回 - 第11シリーズ第4話（第944話）『女王に愛された虫』（放送日：2008年5月29日）
女王蜂。電ボが恋した相手。
カビ子
初登場回 - 第10シリーズ第23話（第833話）『カビ子』（放送日：2007年5月2日）
田村一家のお風呂にいたカビ。電ボが恋した相手。
すずチュン
初登場回 - 第1シリーズ第50話『電ボ 芸をおぼえる』（放送日：1998年12月11日）
旅の雑技団「チュンチュン一座」の マドンナのスズメ。電ボが恋した相手。月光町の公演に来た際に 電ボと出会う。公演を見に行く電ボとおじゃる丸だが、シャクを取り返しに来た子鬼トリオにより 準備中の舞台は壊され 更には父親である「座長」まで病気で倒れてしまう。しかし、富美男により舞台は直され 公演も すずチュンの活躍で大成功。電ボとは とても仲良くなれたが、わずか一日の公演が終われば また次の場所へと旅立たないといけない運命ゆえに、電ボの恋は チュンチュン一座が旅立つ朝と共に終わる。
その後、第10シリーズ第48話（第858話）『電ボの恋はうわっ面』（放送日 : 2007年10月3日）でも再登場を果たし、電ボと再会した。
アゲハ
声‐ 不明 → 夏嶋ひかり 
初登場回 - 第3シリーズ第86話（第266話）『電ボとアゲハ』（放送日：2000年11月27日）
アゲハチョウ。電ボが恋した相手としては、アケミと同様に何度も再登場しているヒロイン。
初登場回では とても恥ずかしがり屋で 奥ゆかしい純情な性格の芋虫だったが、同じ話でアゲハチョウに成長してからは ワガママな性格になり、電ボを こき使った。その後 広い世界を見たくて旅立った。しかし、再登場してからは 何度も月光町で電ボと再会している。ダイヤモンドに興味を持つ一面も見せており、おじゃる丸が 口から出まかせで話した「電ボのお尻には実はダイヤモンドが入っている」という話を信じて、他のヒロインと共に 電ボにラブレターを送り「電ボ様」と呼んでデートに誘い、電ボが「誰にダイヤモンドをあげるのか早く決めて～！」と他のヒロイン達と共に言いながら期待するが、おじゃる丸によるデマ話と分かると あっさり帰ってしまう、少し辛辣な面もある。
てん子(下記の「テン子」とは別人)
声‐ 無し
初登場回‐ 第22シリーズ第46話（第1783話）『電ボ モテる』 （放送日 : 2019年11月6日）
青いリボンを着けている 赤い てんとう虫の女の子。電ボの台詞とイメージだけの登場で、電ボを振ったオナゴの1人。
ローズ
声‐ 無し
初登場回‐ 第22シリーズ第46話（第1783話）『電ボ モテる』 （放送日 : 2019年11月6日）
赤いバラの花の お姉さん。化粧をしている。電ボの台詞とイメージだけの登場で、電ボを振ったオナゴの1人。
ミケ
声‐ 古賀晶子
初登場回‐ 第22シリーズ第46話（第1783話）『電ボ モテる』 （放送日 : 2019年11月6日）
三毛猫。全身が濃い目の青色の 野良猫で、まつ毛がある青い瞳の目を持つ。電ボを「電ボ様」と呼び、彼にラブレターを送ってデートに誘う。しかしながら、それは おじゃる丸が言った デマ話の「電ボのお尻にはダイヤモンドが入っている」という話を信じて 誰に電ボがダイヤモンドを渡すかを期待していただけだったため、それがデマ話と分かると あっさりと他のヒロイン達（上記の「アゲハ」を含めた）と共に帰ってしまう。
灰色の猫(本名不明)
声‐ 不明
初登場回‐ 第22シリーズ第46話（第1783話）『電ボ モテる』 （放送日 : 2019年11月6日）
頭にキズがあり、赤い首輪を着けた 灰色の猫ちゃん。黒色の瞳の目を持つ。電ボを「電ボ様」と呼ぶ。上記の「ミケ」と同様の理由で 電ボにラブレターを送り デートに誘う。最終的に ミケや他のヒロイン達と共に帰ってしまう。なお、ミケとの関係性は不明。
白と茶色の犬(本名不明)
声‐ 不明
初登場回‐ 第22シリーズ第46話（第1783話）『電ボ モテる』 （放送日 : 2019年11月6日）
顔と体の模様が白色と 薄茶色の犬。目が 川上さんに似てる黒い点目で まつ毛もある。電ボを「電ボ様」と呼ぶ。上記の「ミケ」と同様の理由で 電ボにラブレターを送り デートに誘う。最終的に ミケや他のヒロイン達と共に帰ってしまう。
トンボの女の子(本名不明)
声‐ 不明
初登場回‐ 第22シリーズ第46話（第1783話）『電ボ モテる』 （放送日 : 2019年11月6日）
黄緑色の蝶ネクタイを着けている 濃い目の茶色の顔に 薄茶色の体を持つ。上記の「ミケ」と同様の理由で 電ボにラブレターを送り デートに誘う。最終的に ミケや他のヒロイン達と共に帰ってしまう。
女子高生の ヨーコ 
声‐ 不明
月光町の住民としては、お馴染みのセーラー服の女子高生の1人で、おかっぱヘアーの、ぽっちゃり体型の子。太い眉毛に、点目と大きな鼻が特徴。
第22シリーズ第46話 (第1783話) 『電ボ モテる』 (放送日 : 2019年11月6日)にて、上記の「ミケ」と同様の理由で 電ボにラブレターを送り、電ボを「電ボ様」と呼ぶ。最終的に、ミケや他のヒロイン達と共に帰ってしまう。
小野小町／うすいさちよ／乙女先生
声‐ 西村ちなみ／仲尾あづさ／種崎敦美
第22シリーズ第46話（第1783話）『電ボ モテる』 （放送日 : 2019年11月6日）にて、上記の「アゲハ」「ミケ」「灰色の猫」「白と茶色の犬」「トンボの女の子」と同様、おじゃる丸が言ったデマ話を信じて ダイヤモンドが欲しくて電ボをデートに誘った。3人とも電ボを「電ボ様」と呼ぶ。
電ボの方は、小町を「月光町のアイドル」「月光町一 キュート」と評価しているため 今まで虫嫌いだった小町からデートに誘われた上に 手作りのサンドイッチを食べさせてくれて、自分の事を「手足が6本ある所」と、光るお尻を「ツヤツヤしてピカピカしてキュートで 何だかとっても大～好きになってしまった」と褒められた電ボは 完全に小町に惚れてしまう。しかし 同じくデートを申し込みに来た「うすいさちよ」により退散させられた。うすいさちよは「ふ～んだわ～！」と勝ち誇った笑みを浮かべて、すぐに電ボを「運命の王子様」と呼び、電ボに 運命の王子様の絵のモデルになってもらう。電ボは「こんなに真剣に絵を描く うすい様を見たのは初めてにございます…！」と、またしても惚れてしまう。しかし、そこへ「乙女先生」が乱入して来て、電ボをデートに誘いながら2人で野外ステージへ向かおうとする。電ボは、乙女先生を「月光町のマドンナ」と評価しているので そんな素敵な人にデートに誘われて感激する。そして野外ステージでダンスデートを楽しむ2人。すっかりモテモテになれたと思った電ボは、3人を「小町」「うすい」「乙女」と呼び捨てにする。しかし最終的に おじゃる丸により真相が明らかになると デートをしないで 他のヒロイン達と共に帰ってしまう。
テン子(上記の「てん子」とは別人)
初登場回 - 第10シリーズ第68話（第878話）『あじゃり 恋の手ほどき』（放送日：2007年10月31日）
かわいい女の子。電ボに告白した。
タル子
声 - 江森浩子
「電ボ 恋の劇場」（放送日： 2001年11月28日）に登場したキャラクター。
ナツミ
初登場回 - 第7シリーズ第37話（第463話）『電ボ、みつまた』（放送日：2004年5月25日）
夏みかん。電ボが恋した相手。
月光タワーの看板娘
声‐ 無し
初登場回‐ 第7シリーズ第45話（第585話）『眠れる倉庫の美女』（放送日 : 2004年6月4日）
富美男の家の倉庫に大切に保管されていた、富美男やマリーさん達が 学生時代だった当時の 月光タワーの宣伝用 大型看板。看板に載っている女性（看板娘）が誰なのかは 富美男達も知らないため不明。しかし、着物姿が似合う とても美しい女性なので 富美男、マイク、エド、サム、ピーターは 若い頃から 看板娘に惚れており、マリーさんも その美しさを認めて「永遠のライバルですわ！」と評価している。タナカヨシコは「あたしの若い頃の写真」と言うが、おじゃる丸には すぐに「噓をつくでない！」と言われる。電ボは、あっさり看板娘に惚れてしまう。
学生時代、この看板が処分されるという話になり、富美男達が この看板を巡って勝負をした結果、富美男が手に入れる事が出来て 富美男の家の倉庫で保管されていた。富美男の家の前で開催された「ガレージセール」で、富美男が 欲しい方へ譲る決意をした事でマイク、エド、サム、ピーターが欲しがり、 電ボも欲しがるが 残念ながらカズマに「あんな大きいの 家には置けない」と言われ、おじゃる丸にも「ジジらに譲ってやるのじゃ！」と言われ、電ボは「ああ、看板娘様～！」と言いながら落ち込み、この恋は儚く散る。
ルリ子
初登場回 - 第3シリーズ第17話（第197話）『きけんな恋』（放送日：2000年4月25日）
カメレオン。電ボが恋した相手。初めは電ボが餌に見えたが、彼の純粋さに心打たれ彼のためを思って自ら去った。
マリリン
声 - 安原麗子
初登場回 - 第5シリーズ第49話（第409話）『台風マリリン』（放送日：2002年10月10日）
台風。電ボが恋した相手。少々わがままで寂しがり屋で泣くと風雨が強まる。電ボと かくれんぼをしたが、最後は消えてしまった。
クモ美
初登場回 - 第11シリーズ第2話（第902話）『クモの巣電ボ』（放送日：2008年4月1日）
電ボがクモの巣に絡み付いたときに出会ったクモ。クモ美が電ボに結婚を申し込んだが失敗に終わった。
小アジ
声 - 堀江由衣
初登場回 - 第4シリーズ第60話（第330話）『電ボと小アジ』（放送日：2001年10月19日）
寿司屋の水槽にいたのを見掛けたときに出会った小さなアジ。電ボが恋した相手。水槽にいるのを不憫に思った電ボが富美男に寿司屋の店主に頼んでもらい、引き取って海に帰してくれた事に感謝をした。電ボが恋した相手の中では唯一お互い承知の上で電ボとキス（水槽のガラス越しであるが）をしたキャラクターである。
クラウディア
声 - 小清水亜美
初登場回 - 第7シリーズ第61話（第601話）『クラウディア』（放送日：2004年10月26日）
雲の女の子。電ボが恋した相手。穏やかな性格。雲故にどんな形にもなれ、雨雲と交じると雨となってしまう。
モンシロ
電ボが恋をしたモンシロチョウ。ちっちゃいものクラブにデート現場を見られる。しかし、モンシロちゃんは電ボをデート相手ではなく、お話をするだけの相手だと思っていた。
たがめ
声 - 清水香里
初登場回 - 第13シリーズ第29話（第1109話）『たがめちゃん』（放送日：2010年5月18日）
田んぼで出会ったタガメ。積極的な性格で電ボにアプローチしまくるも電ボに迷惑がられた。最終的には電ボの親友のヒカルと恋仲となる。
カナヨ
声 - 麻生かほ里
電ボが恋をした、カナブンの女の子。
チョウ子
声 - 寺田はるひ
イモ子
声 - 宮本佳那子
かげよ、かげヒコ
声 - 佐藤なる美
初登場回 - 第16シリーズ第44話（第1392話）『かげよ』（放送日：2013年10月10日）
共に電ボの影。かげよは電ボ自身が恋をして、かげヒコはそのかげよに恋をした。声は電ボの影であるので電ボ役の佐藤なる美が三役担当。
ミツヨ
声 - 宮本佳那子
初登場回 - 第16シリーズ第44話（第1392話）『かげよ』（放送日：2013年10月10日）
電ボが恋をしたミツバチ。電ボが告白する前に彼氏のミツバチ（声 - うえだゆうじ）がいて、電ボがふられた。
ナナ
声 - ゆりん
初登場回 - 第16シリーズ第53話（第1401話）『ナナ』（放送日：2013年10月23日）
電ボが恋をしたうすいさちよが使った七回目のティーバックの女の子。
あるみ
声 - 種﨑敦美
初登場回 - 第16シリーズ第63話（第1411話）『ゴミと虫けら』（放送日：2013年11月6日）
電ボが恋をした南の国のトロピカルフルーツジュースが入っていたアルミ缶の女の子。
プリン
冷蔵庫の隅に置かれていたプリン。プリンの願いを叶えるために、電ボが美味しく食べて恋は終わった。
シャボン玉子
声‐ 高橋李依
初登場回‐ 第24シリーズ第14話（第1871話）『シャボン玉子さま』（放送日 : 2021年4月29日）
体が本物のシャボン玉である少女。顔だけしか無いが、まつ毛がある点目があり 体はスケスケの虹色。一人称は「わたし」。
電ボは あっさり一目惚れしてしまい、さっそくアプローチする。しかし彼女は、触れたら割れてしまう程に か弱い体質の為、電ボは 好きなのに近寄ることが出来ないため「何と切ない恋の始まりにございましょう！」と頭を抱える事になる。彼女を守るため、飛んでくる茶色の鳥をホイッスルで追い払い、飛んでくる葉を「あちょ～！」と粉砕したり、木の枝からも雨からも しっかりと彼女を守る電ボ。その時、女子高生の「ヨーコ」が友人と話していた「鬼が山の方の綺麗な花畑」の話を聞いた2人は 花畑へ行ってみて、仲良く過ごす。しかし シャボン玉子は「自分は ただフワフワ飛ぶことしか出来ない」と寂しそうに言う。しかし、シャボン玉子は「フワフワ飛んでいるだけで誰かを笑顔にする事が出来る」事が明かされた。すっかり自信を取り戻し、電ボと仲良くなるシャボン玉子。しかし、先ほどの雨のせいで葉っぱについていた雨粒がシャボン玉子に落ちてしまい、あっという間に割れて消滅してしまうシャボン玉子。消滅後に「電ボさんと会えて とっても楽しかった」と言い残しながら消え去る。号泣して、またしても恋は はかなく散った、、、、と思われていたが、夕方に テントの前でシャボン玉遊びを楽しむ子鬼トリオにより、たくさんの数え切れない程のシャボン玉子が現れ 驚く電ボだが、全てのシャボン玉子が 笑顔で「電ボさ～ん！」と言うと 電ボも「は～い！」と嬉しそうに返事を返しており、この世にシャボン玉がある限り 何度でも生まれ変われる為、電ボが失恋しなかった 珍しい回となった。
小鳥
声‐ 生駒治美
初登場回‐ 第21シリーズ第42話（第1719話）『大きな古時計』（放送日 ： 2018年10月26日）
薄茶色の体に 太い茶色の まゆ毛があり、まつ毛がある点目の小鳥の女の子。電ボとのデート当日に遅刻しそうになり「電ボさんとのデートに遅れちゃう～！」と慌てて飛んでいた。その電ボが「古時計台のおじいさん」の秒針に スーツの襟が引っかかってしまって困っていた事に気づかずに、時計台の横を大急ぎで通り過ぎていく。電ボとは良好な模様。電ボは 今日のデートで 小鳥にプロポーズしようと考えていたが、成功したかは明かされていない。
太陽（朝日ちゃん／夕日）
声‐ 佐倉綾音
初登場回‐第22シリーズ第2話（第1739話）『月と電ボと太陽と』 （放送日 : 2019年4月4日）
電ボが坂田マンションのベランダで夕日を見ていた時に出会った 本物の夕日の女性。黒い つぶらな瞳のオレンジ色の顔の とても お淑やかな性格。電ボは 夕日が話しかけてきたので驚くが、「太陽様とお話できるとは光栄にこざいます！」と喜ぶ。電ボは 夕日に「あなた様のオレンジ色の やわらかな光に包まれると とても幸せな気持ちになりましてございます～！」と褒める。そして再会の約束をして次の日の朝に会うと、噓のように元気いっぱいな ハイテンションな性格の「黄色い顔の朝日」になっており、高笑いしたり 大声で「おっはよ～！朝だよ～！イエーイ！」と叫んだり、かなりまぶしく輝くので 電ボはサングラスを掛けながら朝日との楽しい会話時間を過ごす。始めは電ボも、同一人物とは思えない変化に驚きを隠せなかった。本人曰く 表面温度は「6.000度」とのこと。
しかし昼になり 姿が「白い顔の太陽」になると 急に大人しい性格になり、「今からお昼休みです。しばらくお待ちください。」としか言わなくなり、空に浮かびながら休憩時間を過ごす。そして再び「夕日の姿」の太陽と再会した時に「どんな あなた様も好きです」と太陽を褒める。
それからも電ボは数日間は 明るい朝日と おしとやかな夕日の2つの姿の太陽との交流を深めていたが、ある月夜には 下記の「お月ちゃん」と出会ってしまい、2人は知り合い同士だと判明。電ボが お月ちゃんとも付き合っていると誤解して怒る「朝日」に「太陽と月 どっちを選ぶの?」と言われた際に、電ボは とっさに「ど…どっちも好きにございます～！」と言ってしまい、2人は呆れてしまい 朝日は雨雲に隠れながら怒って「さよなら！」と言って どこかへ行ってしまう。
一人称は 夕日の時は「わたし」、朝日の時は「あたし」。電ボの事は 夕日の時は「電ボさん」→「電ボ」と呼び、朝日の時は「電ボ」と呼ぶ。お月様を「お月ちゃん」と呼ぶ。なお、電ボからは「朝日ちゃん」「夕日様」と呼ばれる。
お月ちゃん（三日月）
声‐ 真木ちはる
初登場回‐第22シリーズ第2話（第1739話）『月と電ボと太陽と』（放送日 : 2019年4月4日）
上記の「太陽」とは知り合い同士である 三日月の女性。夕日に似ている つぶらな瞳を持ち、お淑やかな性格。電ボが 夜に坂田マンションのベランダで 同じ太陽である「朝日／夕日」の恋を考えていた時に出会い、元気がない電ボに「そんな つらそうな顔をしないでください、夜は短いわ。あなたの笑顔が見たい」と言って励ます。すると電ボは嬉しくなり「あなた様の光を浴びていたら 疲れていた心が す～っと楽になってまいりました！」と彼女を褒めて またしても惚れてしまう。しかし、太陽に「太陽と月 どっちを選ぶの?」と言われた電ボは、とっさに「ど…どっちも好きにございます～！」と言ってしまい、呆れた2人は 雨雲に隠れながら怒ってしまい、お月ちゃんも「さようなら！」と言って どこかへ行ってしまう。
一人称は「わたし」。電ボを「電ボさん」と呼び、電ボからは「お月様」と呼ばれる。
クギ子 
声‐ こおろぎさとみ
初登場回‐ 第23シリーズ第1話 (第1798話)『ウソのようなホントだらけの月光町』 (放送日：2020年4月1日)
電ボが出会って一目惚れした、道端に落ちていた 茶色の錆びた釘の少女。まつ毛が1本ついた丸型の両目がある。
電ボからは「何とも お可愛らしいサビサビのクギ子さま」と呼ばれて「あら嬉しい」と喜んでおり、2人で仲良く話を楽しんでいた。
イモコ
声‐ 無し
初登場回‐ 第23シリーズ第2話 (第1799話) 『おじゃる丸 原っぱに子鬼たちを呼び出す』 (放送日：2020年4月2日)
電ボとデートの約束をしていた、イモムシの女の子。イメージのみの登場で台詞は無い。
容姿は、まつ毛がある両目に、6本の手足、電ボに似ている2本の髪の毛があり、ピンク色のリボンを着けている。
電ボからは「イモコちゃん」と呼ばれている。おじゃる丸に「子鬼トリオへの伝言」を頼まれた電ボが 彼らに伝言を伝えた後に そのままデートへと出かけたが、その後 デートが成功したのかは不明。
お花 (下記の「お花さま」とは別人)
声‐ 美山加恋
初登場回‐ 第23シリーズ第24話 (第1821話) 『おじゃる丸 電ボの恋ガタキになる』 (放送日：2020年5月22日)
おじゃる丸が三点セットで寛いでいた付近の山に咲いていた野の草。本名不明。電ボに「お花さま」という名前を付けてもらい、おじゃる丸からは「お花」と呼ばれた。
最初に電ボと出会った時は枯れていたが、電ボがおじゃる丸の為に持参していた水筒の水を分けて貰い、元気を取り戻した。電ボからは「瑞々しくなられて何とお美しい!」「その控えめなお姿に 心を動かされてしまいましたっ!」と褒められて、お花は「お世辞でも嬉しい」と喜ぶ。
最初は緑色の顔の蕾に、頭上には咲きそうな白い花の蕾が見える外見。おじゃる丸は、また恋した電ボに呆れるが、目の前で お花の蕾が綻んで 綺麗な白い花が咲いた顔になると、おじゃる丸も お花に惚れてしまった。本気でお花を好きになってしまった おじゃる丸は、数々の歌を贈る。歌の意味を理解出来る お花は、歌で自分を「可愛い花」と褒めて何度も歌を作ってくれた おじゃる丸に感謝していた。反対に、電ボは歌が上手く思いつかなくて落ち込んでいた 。しかし数日後、歌の事で悩む電ボが号泣しているのを見た おじゃる丸は、自分で作った歌を、「電ボが作った」事にして、自ら身を引いた。電ボは、そんな おじゃる丸の優しさに感謝しながら、お花と仲良くなった。
一人称は「わたし」で、2人を「おじゃる丸さん」「電ボさん」と呼ぶ。まつ毛がある細長い両目に、葉の両手がある。大人しくてお淑やかな性格。
モモ
声‐ 水瀬いのり
初登場回‐ 第23シリーズ第23話 (第1820話) 『ツッキーの背中で恋』 (放送日：2020年5月21日)
天気の良い日に、電ボがツッキーの背中の上で おにぎりを食べている時に出会った、全身のほとんどが桃色で、羽の先が黄色の小鳥の少女。一人称は「わたし」。電ボからは「モモさま」と呼ばれ、電ボの事を「電ボさん」と呼ぶ。
電ボに おにぎりを渡されて、美味しくて止まらなくて大喜びしながら食べた。歌が得意な一面があり、おにぎりのお礼にと、電ボに 歌をプレゼントする。
電ボからは「きっと おモテになるんでしょうね?」「キュートですし歌もお上手ですし」と評価されているが、本人曰く「最近 好きだった方にフラれてしまった」とのことで、「それからは ご飯も あんまり喉を通らなかった」とのこと。しかし、電ボの おにぎりを食べられた事は、モモ本人も不思議に思っていた。失恋したのに 無理に笑顔を作るモモに同情した電ボは、何とかして励ましてあげたくて「自分は占いが出来る」と言いながら虫眼鏡を出して、モモの足を見ながら占う。
モモは、電ボの言う「素敵な出会い」の中には「電ボさんとの出会いも入っているのかな?」と言って、電ボに惚れる。電ボとは両想いになるが、照れくさくて恥ずかしがるモモは「こうやって時々 お会いして いっしょにおにぎりを食べられたら良いな」と言う。電ボは、勇気を出してモモにプロポーズをしようとするが、恥ずかしくて「おつき…おつき…み～、お月見でもいたしませんか?」と言う。それを じれったく思ったツッキーは、わざと自分の背中を揺らして 電ボとモモをジャンプさせて、その拍子で2人を隣り合わせに くっつけさせる。お互いに照れ合う2人だが、モモは照れながら「お月見…はいっ」と嬉しそうに言い、電ボも喜ぶ。2人の背中を押したツッキーから見ても、分かりやすい程に両想いと言える関係となった。
ヒロミ
声‐ 山口茜
初登場回‐ 第25シリーズ第7話（第1924話）『シャクがほしくばツノをくれ』（放送日 : 2022年4月18日）
上記のアゲハチョウの「アゲハ」とは 別人の チョウの女の子で、茶色の大きな瞳の目と 黒色と白色の羽を持つ。電ボとは既に知り合い同士であり、電ボとのデートの約束の日に 坂田マンションまで電ボを迎えに来る。電ボを「電ボさん」と呼び、反対に電ボからは「ヒロミちゃん」と呼ばれる。電ボとの仲は かなり良好な模様。その為、電ボが珍しく振られていない回となる。
お花さま (上記の「お花」とは別人)
声‐ 白石晴香
初登場回‐ 第26シリーズ第11話（第1988話）『崖の上のお花さま』 （放送日 : 2023年4月25日）
電ボが、上記のアゲハチョウの「アゲハ」を追って遠くに来た時に出会った白色の花。本名不明。少しツリ目な美しい花で、両手の葉がある。電ボにデートに誘われて あっさり「デート? は?無理!」と断る。しかしそれは、自分が「この場から動けないから」という理由だった。それを聞いた電ボは「毎日ここへ通う」事を約束する。しかし お花さまは、ここを「こんな何もない辺鄙で 町から すっごく遠い所」へと言い、電ボが こんな所へ毎日来る事を「どうせ口から出まかせ」だと、始めは信じていなかった。しかし次の日、約束通り 本当に電ボが来てくれて、更には自分を喜ばせたい為にプレゼントももらう。電ボは、ここは「静かで良い所」「毎日の しんどい生活に比べると ここはパラダイス」「まったりし放題」と評価する。しかし お花さまは「そんなの たまに来るからよ、毎日いたら うんざりするわよ。何も無いし誰もいないし超～退屈！」と言う。しかし電ボが そんな自分に「笑顔になって欲しい」と お友達の ぬいぐるみや、明るい音楽を持って来てくれたと分かると 電ボの事を見直し、ここは「本当は良い所もある」事を教える。その次の日も 電ボが張り切ってお花さまに会いに行こうとするが、電ボは 毎日遠くまで飛んでいたために 体に力が入らなくなり 羽も ぐったりしてしまう。すっかり疲れがたまってしまった電ボは、なんと「4日間」も爆睡してしまい 大急ぎで お花さまに会いに行くが、ここの所カラカラ天気が続いたために 気を利かせたおじゃる丸は、電ボに水筒を持参させた。おじゃる丸の予想通り 電ボが お花さまに会いに行くと、ぐったりと枯れてしまっていた。涙ぐむ電ボが 水筒の水をかけてあげると、何と「おっしゃ～！」と叫びながら 元気いっぱいな明るい性格になり生き返った。すっかり大喜びした2人は お互い抱き合いながら笑い合う。
一人称は「わたし」。電ボの事は「あんた」→「電ボさん」→「電ボ」と呼ぶ。電ボからは「お花さま」と呼ばれる。電ボが失恋しなかった 珍しい回となった。
ギリ子
声‐ 十時莉音
初登場回‐ 第26シリーズ第41話（第2018話）『迷子の虫』 （放送日 : 2023年10月24日）
キリギリスの黒ギャルで、ガングロ肌に金髪ロングヘアーとオレンジ色の服とピンク色のスカートに白色ブーツを着用してメイクもしており、4本の手と 羽と 茶色の長い尻尾がある。黒い瞳がある大きなツリ目で、顔は人間に似ている。「ギ～ギギギ～！」という笑い方も特徴の1つ。電ボが行方不明になり、おじゃる丸とカズマと子鬼トリオが 電ボを探す手がかりを聞くために会った。本人曰く「あたしが電ボを振るなんて ないない そらないでしょ！」とのことで、電ボとは けっこう良い感じで 話も合うので また会う約束もしているとのこと。ギリ子は「電ボが見つからなかったら予定をキャンセルしないといけないから教えてよね」と、カズマ達に伝言を伝える。
一人称は「あたし」で、電ボを「電ボ」「電ちゃん」と呼ぶ。珍しく 電ボが振られていなかった回となる。
バー子
声‐ 伊駒ゆりえ
初登場回‐ 第27シリーズ第58話（第2095話）『そらとも』 （放送日 : 2024年12月2日）
電ボが恋した バッタの女の子。ピンク色の服を着て 手が4本ある。バッタなのに空を飛べる。
電ボにプロポーズされたが「タイプじゃないの！」と言って あっさり電ボを振って どこかへ行ってしまう。少し きつい性格。なお、電ボと どのようにして知り合ったのかは不明。
カラフルな色の小石
声‐ ユリン千晶
初登場回‐ 第28シリーズ第9話 (第2106話)『個性あふれる小石様』 (放送日：2025年4月16日)
カズマが いつも小石を拾いに行く河原で 電ボと出会った、ハート型の小石の女の子。右目の付近にはピンク色、左目の付近にはオレンジ色、顔の下側には水色の模様がある、個性あふれるカラフルな体が特徴。電ボからは「個性あふれる小石様」「小石様」と呼ばれた。
1度も河原から出た事が無いらしく、楽しそうに空を飛ぶ電ボを呼び止めて、電ボに「空飛ぶって どんな気持ち?」「空から何が見えるの?」と聞いて、この町には「月光タワー」を含めて色々な場所がある事を聞かされ、興味津々になる。電ボとは、色々な話を通じて仲良くなる。電ボからは「表情が くるくると変わって何と お可愛いらしい…」「明るくて よく喋り よく笑い 飾らぬ所が何とも お可愛いらしい」「お色もお綺麗」と評価された。
浮かれる電ボに対して、おじゃる丸が「その者(小石)に決まった相手は おらぬのかの?」と言った事で、不安になった電ボは 念のため小石ちゃんに「好きな人はいるか?」と質問した結果、実はカズマに惚れていた事が明らかとなった為、電ボは この恋を1度は諦めようと考えたが、小石に会いたくて 行きつ戻りつしている内に 無意識に再び河原に来てしまう。小石ちゃんは、電ボに教えてもらうまでは「カズマが何でもない普通の小石が好き」という事は知らなかった。小石ちゃんは、カズマに振り向いてほしくて電ボに「灰色のペンキで顔の模様を消してもらう」事と「セメントで体を丸い形にしてもらう」事を頼んで手伝ってもらい「何でもない ただの小石」になる事を決意した。普通の小石の振りをした事で カズマに拾ってもらう事が出来たが、残念ながらカズマは 別の小石の方を持ち帰ってしまい、小石ちゃんは再び河原へ戻されてしまう。失恋してショックを受ける小石ちゃんだが、翌日、再び元の姿に戻った小石ちゃんは、失恋した事は「これで良かったんだ。自分じゃないみたいな自分になって あの人に好かれても嬉しくなかったと思うから」と諦めが付いており、電ボから話を聞いて色々な物を見てみたくなった為に旅に出る事を決意した。電ボに頼んで川まで運んでもらい、電ボに別れを告げながら川の上を嬉しそうにジャンプしながら旅立った。電ボは、涙ぐみながら彼女を見送った。
一人称は「わたし」。電ボの事は「君」→ 「電ボくん」と呼んだ。
てんとう虫
声‐ 七緒はるひ
初登場回‐ 第28シリーズ第14話 (第2111話)『それがモンダイでゴンス』 (放送日：2025年4月29日)
おじゃる丸の顔や頭を自由に移動していた赤色のてんとう虫。アオベエは、最初は おじゃる丸の顔の「ほくろ」だと勘違いしてしまった。
いつになくシャクを取り返す気が満々だったアオべエは、おじゃる丸が全然てんとう虫に気付いていない様子なので「教えてあげた方が良いのか?」「おじゃる丸の鼻の穴に入ってしまいそう」と何度も気になってしまい、シャクを取り返すのに集中出来なくなる。
しかし、てんとう虫は 電ボとは既に知り合い同士であり、おじゃる丸の顔の上を歩き回っていたのは「ここで電ボとデートの待ち合わせをしていたから」だと判明した。電ボと てんとう虫は、「おじゃる丸の顔を待ち合わせ場所にしていただけ」だった。おじゃる丸は、てんとう虫がいた事は最初から知っていたので、それを知ったアオべエは腰が抜けてしまう。
電ボとは とても仲が良いようで、電ボとは ほぼ両想いな関係。電ボからは「てんとう虫様」と呼ばれており、電ボの事は「電ボさん」と呼ぶ。本作の昆虫キャラクターとしては、両目と口の描写が全然無い。電ボが失恋しなかった 珍しい回となる。
マイマイ
声‐ 十時莉音
初登場回‐ 第28シリーズ第23話 (第2120話) 『ダブルデート』 (放送日：2025年5月20日)
電ボが出会った、大きな水玉模様がある黄緑色の殻のカタツムリの女の子。電ボは「今度こそ運命のオナゴさまと出会えた」と喜ぶ。月光町で暮らしているが、カタピーとフランソワとは初対面となり、電ボを通じて仲良くなる。カタピー達とは異なり、鼻は無い。2本の まつ毛がある大きな瞳がある。カタツムリらしく「雨が大好き」で、おやつには殻を丈夫にする為に「野菜の切れ端」と「卵の殻」を食べる。
生まれて初めてカタツムリとデートする事になった電ボは、カタピーとフランソワに頼んで「ダブルデート」をする事になった。マイマイは、電ボが「カタツムリの気持ちを分かろうとしてくれた」事に感謝しており、電ボに「カタツムリにならなくて良いの」「自分も電書ボタルにはなれない」「電書ボタルとカタツムリ それでいいんじゃない?」と優しく言う。そんなマイマイに励まされて感謝した電ボは、セロハンテープを外して マイマイを乗せて夕焼け空の散歩を楽しむ。
しかしマイマイは、電ボの事を「いいお友達が出来た」と言って喜んでおり、「マイマイとの初デート」だと思っていた電ボは ショックのあまり「お友達…」と何度も呟きながら、マイマイを乗せたまま落ちていった。
一人称は「わたし」。電ボからは「マイマイさま」と呼ばれ、フランソワからは「マイマイちゃん」と呼ばれる。電ボの事は「電ボさん」と呼ぶ。

### となり町
ユリ
きらまとは同じく石マニアであることから、親しくなったガールフレンド。二人の仲をおじゃる丸に羨望され、おかめに憧れられる。半面、カズマを好きな小町は彼女に対して反感を持っている。
田村きらま
小心似のおまわりさん
室井
小心似のおまわりさんが言ったセリフに出て来るキャラ。
子鬼トリオに似た3人
アオベエ、キスケ、アカネに似た3人。顔の色と身長が似ていない。
タナカヨシコ似の人
うすい さちよ似の人
うすい さちよ似の人の旦那
館長似の女
開干ゑ門似の女
川上似の人
オカメ似の人
顔だけが似ていない。おじゃる丸が告白して「タイプじゃない」と断る。
その他大勢のとなり町の住人
マリン
声 - 伊駒ゆりえ
初登場回‐ 第27シリーズ第57話（第2094話）『オコの子』 （放送日 : 2024年11月27日）
いつものように賽銭集めをしていた狛犬ツインズの前に急に現れた迷子の白い子犬。
男の子。耳の中の色と ほっペの色は少し濃い目の水色で、目は濃い目の青色で オコリン坊よりも少し大きい目をしている。目をキラキラさせて泣く事もある。狛犬ツインズと同じく 2足歩行もできる。しかし 狛犬ツインズとは違い、渦巻き ほっぺ は無い。
まだ幼いため、「パパ！」「パパ…」「パパ～！」としか しゃべれない。
顔と姿がオコリン坊に似ているため、電ボからも「そっくり」と言われ、亀姉妹からも「ここまで瓜二つ」と言われ、オコリン坊の子供と勘違いされる。オコリン坊は「赤の他人」と否定するも、やはり信じてもらえず、更にはニコリン坊まで信じかけてしまった。
オコリン坊は、小心さんの交番へ届けようとするが、結局 放ってけず 満願神社に連れ帰る事になる。オコリン坊に ご飯を食べさせてもらう事になるが、小さな体に似合わず、意外と大食いな所もある。
しかし その正体は何と 狛犬であり、お腹いっぱいになり うたた寝した時に狛犬になった事で判明した。
自分と同じ狛犬だと分かったオコリン坊により、「コマ太」という名前を付けてもらい「どこに出しても恥ずかしくない立派な狛犬になるための 三ヶ条」を教えてもらい、仲良く寝たり、手作りの台座も作ってもらえたり、本当の親子のように仲良くなる。
しかし、行方不明だった息子を探しに来た父親の犬が迎えに来て 本名が「マリン」だと分かり、「となり町の神社の狛犬親子」だと明らかになり 親子仲良く帰ってしまったので、オコリン坊は 寂しくて落ち込んでしまった。
親犬
声 - 逢坂良太
初登場回‐ 第27シリーズ第57話（第2094話）『オコの子』 （放送日 : 2024年11月27日）
上記の『マリン』の父親。息子のマリンや、その他の人々に対しても敬語を使う礼儀正しい性格。となり町の神社の狛犬である、黒と白の体の大型犬。
行方不明だった息子を心配しており、無事に再会できた。息子の面倒を見てくれたオコリン坊に 感謝しており、親子仲良く帰って行く。
一人称は「わたし」。目は オコリン坊に似た形の濃い目の青色。紫色の大きな丸い ほっぺがある。

### うすい紅茶クラブ
うすいさちよが参加したクラブ。本名は隠して「紅茶ネーム」と仮面を付けてみんな参加している。
うすい紅茶好きが集まり うすい紅茶を飲み比べて楽しむ会。
初登場回‐第27シリーズ第3話（第2040話）『うすい紅茶クラブ』 (放送回：2024年4月3日)
紅茶屋の店長
声‐福山潤
うすい紅茶クラブを主催している。うすいさちよをクラブに誘った紅茶屋の謎の男性店長。
2本の立派なヒゲがある。表向きでは「普通の紅茶屋の店長」だが、裏では こっそり「秘密の うすい紅茶クラブ」の主催者の顔を持つ。
うすいさちよに 仮面を渡して「これは秘密のクラブなので 決して他の人には言わないで」と忠告する。
そして後日の紅茶クラブにて、セイロンの「7回目のティーバッグの紅茶」を飲む事になり、始めは「ワクワクしますね」と期待していたが 飲み終えると「な～んの味もしない」と評価しており、セイロンの好みを理解出来なかった。
ダージリン
声‐野津山幸宏
本名は不明。緑色の仮面を着けた 黒髪リーゼントヘアーの男性。
新入りの セイロン（うすい）に「4回使ったティーバッグで入れた5回目の紅茶」を ごちそうする。アッサムの乾かしたティーバッグを使っての紅茶を入れた事で セイロンからは「確かに香るけど邪魔にならない感じ」「飲み終わった後に かすかに残る ちょっと強めだけど優しい味」と褒められた事で セイロンを「自分達と同じく かなりの うすい紅茶好き」と評価する。
ティーバッグは 6回使ったら捨ててしまうので、セイロンに勧められて「6回使って乾かした『7回目のティーバッグの紅茶』」を 後日の紅茶クラブで飲む事になり、始めは期待していたが 飲み終えると「味…しませんね」と評価して、残念ながら 「やはり6回目までが良い」という事になる。
アッサム
声‐沖野晃司
本名は不明。赤色の仮面を着けた茶髪の男性。
仲間からは「乾かしの天才」と呼ばれており、セイロンに「4回使ったティーバッグは特に 香りの失われ方が早いので 使い終わったら すぐに乾かすのがコツ」と教えた。
他の仲間と同じくティーバッグは6回使ったら捨ててしまうので、セイロンに勧められて「7回目のティーバッグの紅茶」を 後日の紅茶クラブで飲む事になり、始めは期待していたが 飲み終えると「お湯…ですね」と評価しており、セイロンの好みを理解出来なかった。
アールグレイ
声‐塙英子
本名は不明。青色の仮面を着けた 灰色の髪の女性。
「5回使ったティーバッグで入れた6回目の紅茶」を用意する。そして「5回使ったティーバッグの中に 4回しか使ってないティーバッグの葉っぱを ちょっとだけ混ぜている」事をセイロンに教える。セイロンからは「だから この深みが出るのね」と褒められる。
他の仲間と同じくティーバッグは6回使ったら捨ててしまうので、セイロンに勧められて「7回目のティーバッグの紅茶」を飲む事になり、始めは「楽しみですね」と期待していたが 飲み終えると「味が全くしない」という評価であり、セイロンの好みを理解出来なかった。
セイロン
うすいさちよの紅茶ネーム。ピンクの仮面。
店長により「セイロンティー」に ちなんで名付けられた。
いつもはおじゃる丸と電ボに紅茶を入れても「相変わらず 薄々」とおじゃる丸に言われ、電ボにも「全く味がいたしません」と言われ、誰も うすい紅茶の味の良さに気づいてくれないが、このクラブなら 大好きな うすい味の事を思い切り話し合えると、クラブを「何て素晴らしいクラブなの！」と気に入って、今まで このクラブを知らなかった事を疑問に思う。
ダージリン、アッサム、アールグレイが「6回使ったティーバッグ」を捨てようとしたので、自分は「いつも7回ティーバッグを使って飲んでる」事を伝える。3人は「さすがに7回は無理じゃないですか？」と疑うが、3人に「かすかに味が残っていて ふわ～っと体の力が抜けて幸せな気持ちになる」と教えると、興味を見せた3人に頼まれ 後日のクラブで、店長も含めて4人に ごちそうする。しかし残念ながら 4人にも この味が理解してもらえず、クラブを辞めて、「7回目のティーバッグの紅茶の味が理解できるのは自分だけ」と再認識させられた。

### その他（現代）
小林茶（こばやし ちゃ）
声 - 塚田正昭（1〜15）→山崎大輔（16）（青年時代：内藤玲、山崎たくみ(第16シリーズ56話)）
初登場回 - 第1シリーズ第44話『マロが座れば都でおじゃる』（放送日：1998年12月3日）
俳句を詠みながら月光町内を50年間旅している。茶をこよなく愛する。俳句と茶道の先生をしている。コーヒー仮面に対抗して、日本茶仮面に扮することもある。相棒のカタピーと一緒に旅をしている。子鬼トリオに俳句を、オコリン坊・ニコリン坊に茶道を教えたことがある。
詠んだ俳句の例
- はるのみち ゆくやふたりの かげぼうし
- つゆぞらに まぶしきともの えがおかな
- なつのひに さそいこまれし めいろかな
- あきのよの とおきいこくの ものがたり
- ふうせつや たびじんせいも これまでか
- ふうせつを ものともしない こどもたち
- しょたいめん リズムひびきて なつえがお
- こいはなび うたへうたへば すべて わするる

金パパ
声 - 山崎たくみ
初登場回 - 第1シリーズ第70話『金パパ 健康にはげむ』（放送日：1999年1月12日）
金太郎のパパ。会社社長。坂田マンションのオーナー。太っていて鼻の下にひげが生えている。息子同様下膨れだが、息子ほどではない。金持ちで息子の言うことは何でも聞いてしまう。また、貧ちゃんが月光町の住民でやる気を吸い取れなかった数少ない人物である。
マンションの屋上には「ジャングルのように広い庭」があり、ここに放し飼いにしている動物たちに餌をやりに行き、16時間48分も出てこられなかったので、「もう金パパが迷わないように」と金太郎が地図を作ってくれたが、途中で似たような木が多く、カズマが「目印」に置いた小石が ややこしいせいで、結局夜まで迷子になってしまう 。
金太郎に普通の小学生がもらう額を遙かにしのぐ金額の小遣いを（札束で）あげている。ヘリコプターを操縦できる。
自分の太った体の事を気にして 健康のためにフィットネスクラブ(ジム)に通ってフィットネスバイクに乗って運動する事もあるが、わずか5秒で止めてしまい「運動したらおなか減ったよ」と言って すぐにレストランに向かいお子様ランチを食べる事が明かされた 。
また、金パパの会社には 黒メガネを着用している大勢の社員がいて、金パパの頼み事は トランシーバーで連絡を取り合いながら聞いている。金ちゃんが青い鳥と遊びたがっているために 金パパに「探偵ごっこの仕事」として頼まれ「青い鳥」の見張りをする事になった「社員達3人（声‐今井涼雅、三宅貴洋、閻子丹)」は「この会社の仕事は色々あって楽しいな！」と言いながら 夜中なのにも関わらず、3人とも「あんぱん」と「牛乳」を飲みながら楽しそうに見張っていたので、社員達は「金パパ親子」の頼みには とても協力的で 楽しく働いていると分かる。金パパの事は「社長」と呼び、金ちゃんの事は「金ぼっちゃま」と呼んでいる。
金ママ
声 - 寺田はるひ
初登場回 - 第1シリーズ第11話『金ちゃんは恐竜マニア』（放送日：1998年10月19日）
金太郎のママ。非常に若々しく、いつもにこにこしている。洗濯好き。目は息子や夫同様点々だが、体型は普通で顔も普通の丸い輪郭である。
ウクレレさん
声 - 内藤玲
初登場回 - 第1シリーズ第6話『トミー爺の大発見』（放送日：1998年10月12日）
いつも色々な場所でウクレレを弾いている。本名は「鈴木さん」。両利き。ナマズのような顔が特徴。
更には、パイナップルの絵が描かれたアロハシャツと、麦わら帽子も特徴。
アニメでは、場面転換の際に必ずウクレレを鳴らす。
冬でもアロハシャツと半ズボンを着ているので、いつものように笑顔でウクレレを弾きながら、月光町に降り積もった雪のせいで ブルブル震えて寒がっていた事がある。
自転車おじさん
声 - 森訓久
初登場回 - 第2シリーズ第57話（第147話）『愛のあかし石』（放送日：1999年10月12日）
いつも自転車に乗っており、「ちりんちりーん」と口で言いながら通り過ぎていく。チューリップハットをかぶっている。本名は不明。
タコ
声‐ 無し
初登場回‐ 第1シリーズ第24話 『フリーター ケンさん』 (放送日：1998年11月5日)
フリーターのケンが、おじゃる丸、電ボと初めて出会った時のバイト先だった「月光町銀座商店街」の鮮魚店で売られていた赤色のタコ。ケンが、バイト代の代わりに現物支給として 店主から貰う。両目が点目の、可愛い外見。ケンが「無事に海に帰れるように」と川に放してくれた事に感謝していた。言葉は話せないが、腕(または足)の動きや表情で感情を表現する。
その後、ケンが おじゃる丸、電ボ、カズマ、小町、金太郎を連れて海へ遊びに来た時に 感動の再会を果たし、無事に海に帰れた事が明かされた。命の恩人であるケンと再会出来て、お互いに目を潤ませながら喜び、笑顔で抱き合う。しかしケンが 嬉しさのあまりに強く抱いてしまった為、口から墨を吐いてしまって ケンの顔を真っ黒に汚してしまった。
ワラシ
声 - 今井由香
初登場回 - 第3シリーズ第79話（第259話）『ワラシちゃんの家』（放送日：2000年11月16日）
座敷童（ざしきわらし）。一時期タナカヨシコの家に居候していた（ワラシがいる間、店は繁盛していた）。天邪鬼である。髪の色はピンクであり、髪型はおじゃる丸に似ている。その場所をパッと繁盛させる不思議な力がある。月光町から引っ越していく家族について行き姿を見せなくなったが、タナカヨシコの家に戻ってくることもある。
根津（ねづ）
声 - 堀江由衣
初登場回 - 第5シリーズ第48話（第408話）『長靴をはいたネヅ?』（放送日：2002年10月9日）
さすらいの旅鼠だったが、ハムスターの公ちゃんに一目惚れして月光町に留まっている。まだ告白はできていない。尻尾をハート型や星型にする特技を持つ。占い師の満月堂と出会ったのがきっかけで、冷徹斎と公ちゃんの商売敵となる羽目になった。
前田（まえだ）
声 - 石井康嗣
初登場回 - 第3シリーズ第25話（第205話）『おじゃまろくん』（放送日：2000年5月5日）
別の町からやって来た男性。職業は不明。歩くときもしゃべる時も常に上を向いている。月光町の人たちを、間違った名前で呼んでいる（例えば、おじゃる丸なら「おじゃるまろくん」「おんじゃがくん」、月光町なら「健康町」など）。おじゃる丸などが「違う」と指摘しても間違い続けるが、自分の名前を間違われると激怒する。
小石
声 - 名塚佳織
初登場回 - 第1シリーズ第65話『カズマ 石を手ばなす』（放送日：1999年1月5日）
カズマがお気に入りの小石。
まんまる君
声 - ピストン西沢
小野小町のボーイフレンド。いつも言葉の語尾に、「〜だぽよ」と言う。
田辺(たなべ)ユリ
声 - 今井由香
初登場回 - 第3シリーズ第9話（第189話）『カズマ 石をおくる』（放送日：2000年4月13日）
カズマの隣のクラスの女の子で、カズマと同じように石が大好き。石を通してカズマと心が通じ合うも、引っ越してしまう。最後の別れは川原で、列車のユリに向かってカズマが手を振って送る。よくカズマと手紙交換をしている。また、手紙を送る時、石に伝えたいことをこめて送っている。
明子（あきこ）
声 - 永野愛
初登場回 - 第4シリーズ第78話（第348話）『ドキドキしない館長さん』（放送日：2001年11月14日）
冬場はスキーのインストラクターをしている。夏場は仕事がないので、館長さんのお化け屋敷でアルバイトをすることになる。暗闇の中で館長さんに密着して歩くことになり、館長さんの胸をはじめてドキドキとときめかせる。
ペンちゃん
声 - 無し
初登場回 - 第7シリーズ第77話（第617話）『ペンギン』（放送日：2004年11月17日）
ペンギン。人間のように行動し、ゴルフなどに関する知識もあり、ペンちゃんの頼みで、子鬼トリオがシャクを取り返さずに引き上げるほど人気が高い。しかし普通のペンギンとは異なり、身体にチャックがついており、正体は不明。この事はおじゃる丸しか知らず、その上チャックは登場するたびに場所が変わり、おじゃる丸が周囲に以前の場所を指摘しても見当たらなくなるため、聞かされても誰も本気にしない。
黒ヒゲさん
声 - 勝矢
初登場回 - 第10シリーズ第75話（第885話）『黒ヒゲさん』（放送日：2007年11月9日）
泥棒。赤い頬かむりをしている。「おいらはドロボー やりてなドロボー」と、歌いながら登場。月光町民の温かさにふれ、「月光町の皆さん、もうしません」と、泣き出してしまう。
フランソワ
声 - 生駒治美
初登場回 - 第5シリーズ第61話（第421話）『カタピーとフランソワ』（放送日：2002年10月28日）
カタツムリ。カタピーのガールフレンド。カタピーのキザなところが好き。水色地に黄色の模様がある殻をかぶっている。
カタピーとの関係は良好だが、電ボが カタツムリの「マイマイ」(声‐ 十時莉音)に惚れて、電ボに頼まれて「ダブルデート」をする事が決まった時には、カタピーに対して「最近あな～たとのデートもマンネリだったから～」と言っていた。また、「カタツムリの気持ちを理解したい」という電ボに、「形から入っては どうか」とアドバイスもした。
二階堂
声‐ 中博史
初登場回 - 第7シリーズ第20話（第560話）『マリーさんの執事』（放送回 : 2004年4月30日）
かつて、マリーさんの屋敷の十文字家に仕えていた執事だった、眼鏡を掛けている老人の男性。
灰色の髭と顎髭に 灰色の髪の毛がある。マリーさんの事を「マリー様」と呼び、「可愛らしく スミレの花のように清らかで 鳥のさえずりのごとき美しい声のお嬢様」と評価している。マリーからは「二階堂」と呼ばれている。
一人称は「わたくし」。誰にでも紳士的な性格。下の名前は不明。
長い事 外国に行っており、随分と久しぶりに 数十年ぶりに月光町へ来て、マリーの屋敷へ向かおうとするが道に迷って困っており、ちょうど屋敷へ行こうとしていたおじゃる丸、電ボに出会い、案内してもらう。
そして マリーとの再会を機に、再び「1日だけ執事」になる事を決めた。本人曰く「マリー様に仕える事が 自分の喜び」とのこと。
マリーは、二階堂が入れる紅茶を「やっぱり格別なお味」と評価して気に入っている。
マリーが幼い頃には 既に執事をしていた。
マリーが この広い屋敷で「1人で寂しいと感じている」と思い、再びマリーさんの執事になろうと思ったが、ケン、うすいさん、乙女先生、館長さん が現れて、みんなと楽しくテラスでお茶を楽しむマリーを見て 安心した二階堂は、マリーと再会の約束をして再び旅へ出た。
ウシ丸
声 - 岡村明美
初登場回 - 第5シリーズ第90話（第450話）『ウシ丸』（放送日：2002年12月6日）
月光町の牧場にいる、ウシの子孫。ウシ丸の家にはおじゃる丸が1000年前に書いた落書きが残っている。ウシの事を「ウシおじいちゃん」と呼んでおり、初対面となる おじゃる丸の事も ちゃんと知っていた。電ボやカズマとは会えなかったが、おじゃる丸だけが 偶然ウシ丸に会う事が出来た。
ジョニー
声 - 山口祥行
初登場回 - 第11シリーズ第32話（第932話）『やぶれ傘ジョニー』（放送日：2008年5月13日）
古いやぶれ傘のオバケ。館長がオバケ屋敷によぼうとした。
シルバー
声 - 三ツ矢雄二
初登場回 - 第11シリーズ第35話（第935話）『まいぞう金掘る』（放送日：2008年5月16日）
自称海賊の男。相棒はヒスパニオラ号。満願神社の宝を探しに来た。
ヒスパニオラ号
声 - 日髙のり子
初登場回 - 第11シリーズ第35話（第935話）『まいぞう金掘る』（放送日：2008年5月16日）
ブタ。シルバーの相棒。満願神社の宝を探しに来た。
さおり
声 - ささきのぞみ
初登場回 - 第11シリーズ第40話（第940話）『うすいと少女』（放送日：2008年5月23日）
ずっと入院していた少女。うすいが少女漫画を描いてあげた。彼女は今まで漫画というものを読んだことが無く、うすいの漫画を怖がらずに楽しんで読んだ。うすいの漫画の結末を読む前に、遠く南の方へ引越していった。
ゴージャス
声 - 堀川りょう
初登場回 - 第11シリーズ第50話（第950話）『ゴージャス来て去る』（放送日：2008年10月10日）
辻占い師。月光町に来た際、冷徹斎のとなりで占いをしていた。美形であるがゆえに小学生や女子中高生はもとよりお年寄りまで様々な年代の女性を虜にしてしまう。飽きられるとすぐに別の町へ移動する。本名は不明。
新井
サラリーマンの川上さんの会社の後輩。川上さんを慕っており、クビになると落ち込んでいた時も満願神社まで呼びに来た。
福の神
声 - 松山鷹志
初登場回 - 第2シリーズ第41話（第131話）『満願神社がピッカピカ』（放送日：1999年5月31日）
満願神社に一度だけやってきた神様。性格は怠け者。最終的に満願神社に住み着いた貧乏神の方を選び、福の神を追い出す。
福の神（上記とは別人物）
初登場回 - 第7シリーズ第64話（第604話）『福の神のなやみごと』（放送日：2004年10月29日）
本谷
町の本屋さんを名のる若者。最終的に金持ちになる。
はさまりさん
声 - 唐十郎
初登場回 - 第12シリーズ第45話（第1035話）『はさまりさん』（放送日：2009年5月29日）
常に生け垣の柵にはさまれた位置にいる猫。
雨空オットン
初登場回 - 第7シリーズ第84話（第624話）『父上母上......?』（放送日：2004年11月26日）
最近月光町に住んでいるお公家漫才師。おじゃるの父上にうりふたつ。
夢空オッカン
初登場回 - 第7シリーズ第84話（第624話）『父上母上......?』（放送日：2004年11月26日）
最近月光町に住んでいるお公家漫才師。おじゃるの母上にうりふたつ。
メロンドロン
タナカヨシコのお店にある絵のモデルになっている人。
春将軍
初登場回 - 第14シリーズ第3話（第1173話）『春将軍来る』（放送日：2011年3月30日）
春をもたらす将軍。
春風亭
初登場回 - 第14シリーズ第3話（第1173話）『春将軍来る』（放送日：2011年3月30日）
春将軍の付き人。
だいごろう
月光町の住人が飼っていたカブトムシの名前。
バタミ
月光町の住人が飼っていたバッタの名前。
イモリン
小町が飼っていたイモムシの名前。
ファントム
石清水が持っていた本、「名探偵ファントム」に出てくる探偵。
片山
2丁目に住んでいる月光町の住人。
コーヒージャック
声 - 柿原徹也
初登場回 - 第9シリーズ第65話（第785話）『マイクの心配』（放送日：2006年10月30日）
ジャグラーコーヒーを売っている。玉のりなどをしながらコーヒーを入れる。大人気だった為、同業者の茶畑一服が客を取られてしまうと偵察に行った。しかし、コーヒージャックが喫茶一服に来店し、本当は一服のようなマスターになりたいと言った。また、パフォーマンスを交えた販売方法は喫茶店開業資金をより多く得るためにやっているだけと言った。
くまさん役の人
初登場回 - 第9シリーズ第75話（第795話）『映画が月光町にやってきた』（放送日：2006年11月13日）
月光町に映画の撮影で来た俳優。
ゆうこ先生役の人
初登場回 - 第9シリーズ第75話（第795話）『映画が月光町にやってきた』（放送日：2006年11月13日）
月光町に映画の撮影で来た女優。
監督
初登場回 - 第9シリーズ第75話（第795話）『映画が月光町にやってきた』（放送日：2006年11月13日）
月光町に映画の撮影で来た監督。
助監督
初登場回 - 第9シリーズ第75話（第795話）『映画が月光町にやってきた』（放送日：2006年11月13日）
月光町に映画の撮影で来た監督の助手。
スタッフ達
初登場回 - 第9シリーズ第75話（第795話）『映画が月光町にやってきた』（放送日：2006年11月13日）
月光町に映画の撮影で来たスタッフ達。セリフは一切ない。
おじいさんオバケ
初登場回 - 第5シリーズ第32話（第392話）『花かかえオバケ』（放送日：2002年5月14日）
この世に未練を残していた、おじいさんの幽霊。
羽虫
声 - 矢島晶子
初登場回 - 第15シリーズ第17話（第1275話）『電ボがライバル』（放送日：2012年4月24日）
突如おじゃる丸と電ボの前に現れた虫。最初は電ボに変わりおじゃる丸の世話係になろうとしたが、おじゃる丸が電ボの自慢を始めおじゃる丸と電ボの間に空きいる隙はないと諦め自分のご主人様を探しに去った。
鳥
声 - 井上和彦
初登場回 - 第13シリーズ第6話（第1086話）『100回目』（放送日：2010年4月7日）
おじゃる丸たちが住んでいるマンションのベランダに急に現れた謎の鳥。最初は鳴き声のみだったが途中から人の言葉をしゃべっていた。
- 愛ちゃんが花屋で買ってきた花たち

桃の花
声 - 伊藤かな恵
初登場回 - 第15シリーズ第21話（第1279話）『電ボと春の花』（放送日：2012年4月30日）
チューリップ
声 - 明坂聡美
初登場回 - 第15シリーズ第21話（第1279話）『電ボと春の花』（放送日：2012年4月30日）
菜の花
声 - 佐藤聡美
初登場回 - 第15シリーズ第21話（第1279話）『電ボと春の花』（放送日：2012年4月30日）
雨森照男
声 - 魚建
初登場回 - 第16シリーズ第47話（第1395話）『あめあめふれふれ』（放送日：2013年10月15日）
名前のとおり、自分の頭上に必ず雨が降る、不幸な中年男。とある小学校の教頭。
かげよ、かげヒコ
声 - 佐藤なる美
初登場回 - 第16シリーズ第44話（第1392話）『かげよ』（放送日：2013年10月10日）
共に電ボの影。かげよは電ボ自身が恋をして、かげヒコはそのかげよに恋をした。声は電ボの影であるので電ボ役の佐藤なる美が三役担当。
カワイコハル
声 - 種﨑敦美
初登場回 - 第16シリーズ第48話（第1396話）『エンマ モテる』（放送日：2013年10月16日）
下界のエンマ大王に恋をしたカワウソらしき亡き者の一人。最後は天国行きにされた。
毛虫
声 - 儀武ゆう子
町の掲示板に貼った子鬼トリオの張り紙の募集に応募しようとした毛虫。
黒い冷徹斎、白い冷徹斎
冷徹斎の頭の中に出てきた「悪魔の黒い冷徹斎」と「天使の黒い冷徹斎」のこと。
黒い電ボ、白い電ボ
電ボの頭の中に出てきた「悪魔の電ボ」と「天使の電ボ」のこと。
タナカの店に来た客
タナカの店でフライパンを買った客。
そばかすの笑顔が似合う女性
川上さんの住んでいるアパートの川上さんの部屋の前に住んでいた住人。
トムクルージング
田村一家の夢の中の電話の会話中に出てきた人物。
ハマ野
声 - 浜野謙太
初登場回‐ 第18シリーズ第63話（第1551話）『でっかいちっちゃいもの』（放送日 : 2015年12月11日）
カバの中では一番ちっさいカバ。
ちっちゃいものクラブの噂を聞いて、入部したくて遠くの山から野を越え荒波の海を渡り 雨風に打たれて月光町へ来た。しかし、クラブのメンバー達からは「大きい」「思ってたより大きい」と言われてしまい断わられてしまう。本人曰く 仲間達からは「お前はカバなのに ちっちゃいな ちっちゃいな」と言われバカにされて悔しい思いをしてきたようで、ヤケクソになって入部したくなったとのこと。少々おしゃべりで 器の小さい性格だが、挨拶代わりに「プリン」を持参するなど礼儀正しい所がある。最終的に、初対面となる サイの「サイ藤」と共に「器ちっちゃいものクラブ」を結成する事にして、プリンは持って帰ってしまった。なのでプリンが食えなかったおじゃる丸は、器の小さな文句を カメトメ姉妹に言う。
サイ藤
声 - 前田剛
初登場回‐ 第18シリーズ第63話（第1551話）『でっかいちっちゃいもの』（放送日 : 2015年12月11日）
サイの中では一番ちっさいサイ。
ハマ野とは 完全な初対面。彼も「ちっちゃいものクラブ」の噂を聞いて入部したくて月光町へ来るが、体は大きい。一人称は「ボク」。眼鏡をかけて、青いネクタイを着用している。クラブのメンバー達へ お土産のカップケーキを 箱に入れて持参する。
ハマ野に似て 器の小さな所があり、最終的に「器ちっちゃいものクラブ」を結成するも、ハマ野とは「リーダーは自分がやる！」と お互いに器の小さな口喧嘩をしながら帰ってしまったので、最終的に どっちがリーダーに決まったのかは不明となっている。
スミレ(ムシクイスミレ)
タナカコシヨ
声 - 新井里美
タナカヨシコそっくりな風貌をした若い女性。月光町のいろいろな所で店を開くなどして商売するが、インチキだったりお店のスタイルを壊したりなどで、結局最後は店を畳んで去って行く。
外国人の少女
声‐東山奈央
初登場回‐第21シリーズ第36話（第1713話）『オコの着せ替え人形』（放送日 : 2018年10月12日）
オコリン坊が 着せ替え人形の「マーガレット」で遊んでいる時に突然現れた外国人の少女。
金髪ロングヘアーに、青色の大きな瞳をしている。カズマや小町ちゃんと同年齢くらいの少女だが、本名と年齢と出身国は共に不明。
日本語は全然しゃべれない。月光町の町外れにある3階建ての赤い屋根の家に住んでいる。オコリン坊の人形の マーガレットを「オ～イッツ キュート！ラブリー！」と言いながら気に入ってしまう。しかし マーガレットを貸したくないオコリン坊が、少女からマーガレットを取り返すと 少女は大泣きしてしまい、何だか可哀想に思ったオコリン坊は 少女に「ちょっとだけなら貸してやるよ」と貸すが、少女は日本語が分からなかった為に、「マーガレットを自分にプレゼントしてくれた」と勘違いして「サンキューベリーベリーマッチ！バ～イ！」と言うと マーガレットを持って帰ってしまう。狛犬ツインズは 急いで少女を追いかけるが、もういない。
これまで共に喜びと悲しみと苦労を分かち合ってきた「いつも自分を元気づけてくれていた大事な友達」のマーガレットを取られてしまい 落ち込むオコリン坊だが、ニコリン坊は 前から場所を知っていた 月光銀座商店街にある『イヌカフェ』で 新品のマーガレットを買う為に「1日アルバイト」して無事に購入した。しかし、オコリン坊にとっては「オレのマーガレットは あいつだけなんだ」とのことで、ニコリン坊の提案で この新品のマーガレットを少女に渡して、オコリン坊のマーガレットと交換してもらう事にする。狛犬ツインズは、配達中に少女を見た事がある「ケンさん」に家の場所を教えてもらい 少女の家に行く。少女は マーガレットを完全に気に入り、ほっぺをスリスリしたり 口紅でマーガレットの口をオシャレに塗る。焦るオコリン坊だが、冷静になり 少女に新しいマーガレットを渡すが、少女は「ノン！」と言って すっかり今 自分が持っているマーガレットを「マイフレンド！」と言う。驚くオコリン坊だが、自分以外にもマーガレットの良さを理解してくれる人がいた事を嬉しく思い、言葉が少し通じ合って すっかりオコリン坊と話が弾む事になる。しかし、窓の外から様子を見ていたニコリン坊は 会話が全然聞こえないため「2人が喧嘩していると勘違い」して急いで止めに来る。すると少女は、ニコリン坊の事を気に入ってしまい「チェンジ チェンジ！」と言いながらマーガレットを投げて、ニコリン坊を マーガレットと交換する事を提案する。少女に抱きつかれてしまったニコリン坊は、兄に「そんなん ダメって はっきり言って～！」と叫ぶが、オコリン坊は真剣に悩んでしまった。すっかり少女に気に入られてしまったニコリン坊は「そこ 悩まんといて～！」と叫ぶ。
なお、この少女は かつて 第1シリーズ第72話『オコリン坊に花束を』（1999年1月14日放送）に登場した外国人の少女「ジェシカ」に 瓜二つの外見をしているが 完全に別人の少女であり、オコリン坊も始めに 少女に出会った際に「だ…誰だ?お前」と言っていた。ジェシカの方は 両親（スミス、サラ）も登場したが、少女の両親は登場しなかった。また、おじゃる丸と電ボと亀姉妹も 少女の事は全然知らなかったので、この4人は 少女とは全然会った事が無い。
鳥
声 - 高橋ひろし
意地悪な鳥。過去に出てきた鳥とは別物。第23シリーズの第33話に出てくる。
小石ひろき
声 - 折笠富美子
転校生。ロックバンド好き。カズマと仲良くなるもすぐにまた別のところに転校した。
小石ひろきのお父さん
小石ひろきのお父さん
レーコドジャケットに写っているバンド
小石くんが持っていたレコードに写っていたバンド。ボーカルがカズマに似ている。
ティーバッグの王子様
声 - 島﨑信長
うすいさちよの妄想の王子様
サン・タクロウ
年に一度のイベント、「いい子にしてなきゃプレゼントもらえないデイ」で、赤と白の服を着て、世界中のいい子へプレゼントを届ける。
おまわりさん
声 - 小柳基
初登場回‐ 第23シリーズ第52話(第1849話）『大きくなったらおまわりさんになるであります』 （放送日 : 2020年11月18日）
小心さんが子供の頃に出会ったおまわりさんで、小心さんがおまわりさんを目指す きっかけをくれた人。現代で大人になった小心さんと 涙の再会もする。本名は不明。
迷子になったおばあちゃん
初登場回‐ 第23シリーズ第52話(第1849話）『大きくなったらおまわりさんになるであります』 （放送日 : 2020年11月18日)
小心さんが子供のころに出会ったおばあちゃん。
スイカを落としたサラリーマンらしき人
初登場回‐ 第23シリーズ第52話(第1849話）『大きくなったらおまわりさんになるであります』 （放送日 : 2020年11月18日)
小心さんが子供のころに交番で出会った人。
イモップ
声 - 下野紘
初登場回‐ 第25シリーズ第35話(第1952話）『オイラはバイトのイモップさ』 （放送日 : 2022年10月11日)
イモムシの男の子。電ボにアルバイト兼弟子入りをする。最終的にチョウになった。
しかし、再登場の際は 再び「イモムシ」の姿になっていたが、同じ話で「チョウ」の姿に再びなって、本人も 何故「イモムシ」と「チョウ」と姿が交互に変わる事があるのかは分かっていない模様。
ウソつき王子
声 - 山口勝平
初登場回‐ 第23シリーズ第1話 (第1798話)『ウソのようなホントだらけの月光町』 (放送日：2020年4月1日)
月光町にやってきた王子 。一人称は「ぼく」。「ウソをつく天才」「ぼくのウソは特別」と自称する。ホントのようなウソの作り話で、町のみんなを驚かして楽しませる。そのため、人が困るようなウソや 傷つくウソは言わない善人。おじゃる丸に出会い、自分の作ったウソ話が「噓から出た誠」だという事に感激して、月光町を「ウソが全部ホントの町なんだね」「このぼくも このウソみたいな町には敵わないや」と評価して気に入った。この町の名前を「ウソつき町」にする事を提案したが、おじゃる丸に「それはダメじゃ」と即座に反対された。
自分の「ウソのようなホントのような口から出任せ」な話が本当に現実になった事が分かると、驚きながら感激して とても派手なリアクションをしながら楽しそうな様子を見せる事が多い。
最初に おじゃる丸には、自分の名前を「びっくり王子」と名乗りながら自己紹介して、自分は「世界中を旅した」と何度も言うが、最終的には これは「ウソ」だと おじゃる丸に説明していた。
猫
声‐ 山口勝平
初登場回‐ 第23シリーズ第15話 (第1812話)『さかのうえのおじゃる丸』 (放送日：2020年5月1日)
月光町に住む、昼寝が大好きなトラネコ。半目で、茶色の分厚い唇を持つ 薄茶色の太った体のネコ。本名不明。坂道の上にあるオープンカフェ「カフェさかのうえ」の真下で昼寝をしており、おじゃる丸に出会った。おじゃる丸からは「猫」と呼ばれた。
始めは背中を見せながら寝ていただけだが、何度も頑張って坂道を登ろうとしても、何度も転んで滑り落ちる おじゃる丸を見て「ニャハッ」「シシシシシ…」と あざ笑う意地悪な性格。坂を登る事を決意した おじゃる丸に対して「行くんだ。この坂上るんだ…疲れるよ～。きついよ～何で わざわざ坂道上るの～」と言って笑いながら おじゃる丸に質問する。その後、急いで駆け付けたカズマが おじゃる丸をおんぶしながら坂を駆け上がるのを見て 少しだけ驚く様子を見せた。
しゅうへい
喫茶一服でプリンを頼んだ男の子。
しゅうへいのママ
しゅうへいの母親。
トミーゴ
地球の裏に住んでいて、サンバも踊る。鬼に興味があることから、トミーと友達になった。
客
客
MCワオ
声 - 木村昴
初登場回‐ 第25シリーズ第51話（第1968話）『ばいぶすあげて らっぷでいっく』 (放送日 : 2022年11月16日）
月光町へやって来た ラッパーの男性。濃い目の茶髪と茶色のアゴ髭に、トゲトゲしいツンツンヘアーが特徴で、2本の出っ歯、耳にピアスがある。
右手の親指には「ワ」と書かれて、左手の親指には「オ」と書かれており、両指を立てれば「ワオ」となり、感激した際は両指を立てながら「超クール！」と言う。歌の最中に「YO」と付けて歌う事もある。
月光町へ突然やって来て、「何でもかんでも歌にしちゃうのが生きざまダYO!」と言い、感情を歌と踊りで表現する。
「ラップを歌えば この世は楽し！」と思っており、誰かに自分から名乗って欲しい際は「まず自分から名乗れよ お前のナオ！」と歌いながら言う。初対面の「小林茶」と「カタピー」と出会い、同じく「言葉の響きを愛する者同士」仲良くなり、小林茶に 月光町の案内をしてもらいながら、亀姉妹、おじゃる丸、電ボ、乙女先生に出会い、フレンドリーになれた人とは「メーン！」と言いながらハイタッチし合うのも、彼なりの挨拶となっている。
同じく踊りを愛する乙女先生に一目惚れして、乙女先生を「ついに出会えた運命の人」「何てホットな人なんだ～！」と評価して、照れながらラップと歌でプロポーズして、真剣に交際したいと考えるが、残念ながら断られてしまう。しかし 小林茶や電ボに励まされた事で落ち込まずに済み、再び元気になって おじゃる丸、電ボ、小林茶、カタピー、乙女先生と仲良くハイテンションで楽しそうに「月光町は絶好調！」と笑顔で叫んでおり、月光町が大好きになった模様。
一人称は「オレ」だが、乙女先生にプロポーズする際は「ボク」とも言う。乙女先生からは「ラッパーさん」と呼ばれるが、反対に乙女先生を「乙女さん」と呼び、小林茶を「MC茶」と呼び、カタピーと亀姉妹の事は普通に呼び、おじゃる丸の事を「おジャム・ハム」と呼び、電ボの事を「粘土」「エンド」「テント」「メンゴ」と間違えて呼ぶが、亀姉妹以外は、全員が MCワオと仲良しになる。
退散や
声 - 山本高広
月光町にやってきたオバケをあの世に送る仕事をしている男。
だっちゃ
声 - 上坂すみれ
雷の子。おじゃる丸のことを「かれし」と呼ぶが、「かれし」という言葉の意味をあまり理解できていない。おじゃる丸からは「かれし」ではないが「なぜか一緒に居て飽きぬおなご」であると認識されている。
だっちゃのおとう
声 - 松山鷹志
だっちゃの父。体が濃い緑色で、だっちゃと おじゃる丸から「おとう」と呼ばれる。
うっちゃん
声 - 堀江由衣
月に住んでいるウサギ。月光町へ来て、田舎庵でバイトもした。
さっちゃん
声 - 田村ゆかり
月に住んでいるウサギ。月光町へ来て、田舎庵でバイトもした。
テルオ
声 - 花澤香菜
オコ坊が作ったてるてる坊主。魂が宿る。
虹
空に掛かる虹。しゃべって文句言い出す。
コイ
カメトメが会った2匹のコイのうちの一匹。
コイ
カメトメが会った2匹のコイのうちの一匹。
あ坊
声 - 小倉唯
オコニコにあうん勝負を挑んだ。
うん坊
声 - 石原夏織
オコニコにあうん勝負を挑んだ。
男
日光町へ行くはずが月光町に来てしまった男
客
いぬみみかふぇの客
客
いぬみみかふぇの客
ピエル
占い師。水晶で占う
客
喫茶一服の客
客
喫茶一服の客
こども
喫茶一服の客
こども
喫茶一服の客
金ちゃん38号
声‐ 無し
初登場回‐ 第27シリーズ第44話（第2081話）『金ちゃん38号』（放送日 : 2024年10月29日）
金太郎の家の水槽にいる金魚で、体はピンク色で、おしゃぶりを着けている赤ちゃん。
金太郎曰く「この間生まれたばかりの赤ちゃん」。
石清水君が「金ちゃん28号」を里帰りさせてあげた際に、石清水君と、おじゃる丸と電ボも、初めて「金ちゃん38号」と会う事になり、あまりにも可愛くて 3人はメロメロになってしまう。おじゃる丸は「ちびっこいの～」と言いながら目をキラキラさせていた。でも、まだ上手に泳ぐ事が出来なくて スピードは遅い。石清水君が「きっちりかっちり」と言いながら泳ぎ方を教えてあげると 少し速く泳げるようになったが、石清水君に似て「カクカクした泳ぎ」をしていた。いつも着けている「黄色のおしゃぶり」が大好きなので、口を開けられないせいで 「3時のおやつタイム」のエサを食べれずに困っていた。しかし、金ちゃん28号が金ちゃん38号に、「おしゃぶりを外して」とジェスチャーで教えてあげながら応援して、他の金魚達も応援して 金太郎と石清水君と電ボも応援すると、金ちゃん38号は おしゃぶりを自分で外して エサを食べれた。他の金魚達も 拍手をして、金ちゃん28号は金ちゃん38号の頭を優しく撫でて褒める。すっかり仲良くなれた2人は、他の金魚達と仲良く泳ぐ。石清水君は 金ちゃん28号が、新しい仲間に「良いお姉ちゃん」として面倒を見てあげた事を「流石です！」と褒めており、金ちゃん28号は喜んでいた。
占い師(水晶玉占い師）
声- 七緒はるひ
初登場回‐ 第27シリーズ第48話(第2085話）『公ちゃん 他の占い師の元へ行く』 (放送日 : 2024年11月6日）
冷徹斎さん以外にも存在する、月光町の占い師の1人で、水晶玉を使う占い師の女性。
公ちゃんに、冷徹斎の誕生日プレゼントの事で占いを頼まれて占う。
命よりも大事な水晶玉を空に向かって放り投げて、その後に見事に片手でキャッチして それで結果が分かるという斬新すぎる占いをするのが特徴。そのため、様子を見ていた冷徹斎からも「斬新にも程がある！」と言われていた。
オーブで素顔を隠しているが、茶髪の女性であり、公ちゃんにも友好的に対応していた優しい女性。
占い師(イケメン)
声- 閻子丹
初登場回‐ 第27シリーズ第48話（第2085話）『公ちゃん 他の占い師の元へ行く』（放送日 : 2024年11月6日）
冷徹斎さん以外にも存在した、月光町のイケメンの男性占い師。
タロットカードを使いつつ、そのカードを念力で操りながら宙に浮かばせる事が出来て、それで占いの結果を見事に当てる事が可能。
その様子を見ていた冷徹斎からは、イケメン占い師の事を「何だ?あの やけに美形な占い師は！」と言われており、冷徹斎からは「もし公ちゃんが このイケメン占い師と組んだら どうしよう…！」と不安がられていた。
女性に大好評な占い師。しかし男性の客も列に並んでおり、評判は良い模様。
客たち
声- 佐藤なる美、今井涼雅、渕崎ゆり子
初登場回‐ 第27シリーズ第48話（第2085話）『公ちゃん 他の占い師の元へ行く』（放送日 : 2024年11月6日）
イケメン占い師の客たち。彼がタロットカードを操りながら 見事にカッコ良く占うので、とても感激しながら顔を赤らめていたり、感心していた。
青い鳥
声‐ 無し 
初登場回‐ 第27シリーズ第51話（第2088話) 『金ちゃん 青い鳥と遊ぶ』 (放送日：2024年11月13日)
おじゃる丸や金太郎、子鬼トリオ達が仲良く だるまさんが転んだをして遊んでる時に現れた小さな青い鳥。本名不明。とても人懐っこい鳥。金太郎は「青い鳥さん」と呼んで、友達になってほしいと思うようになる。しかし、金パパと、その部下達にも協力してもらうも、警戒して離れてしまう。金太郎は、自分の事を「嫌いになった」と思い 不安になって泣いてしまう。
風邪をひいて マスクをしている金太郎には警戒して離れてしまうが、マスクを外すと金太郎の頭の上に止まる。これを見たおじゃる丸や金太郎、金パパ、子鬼トリオ達は、「青い鳥は、マスクが嫌！」と声をハモらせながら納得した。
ヤドカリ不動産のヤドカリ
声- 入野自由
初登場回‐ 第27シリーズ第56話（第2093話）『カタピーの家探し』（放送日 : 2024年11月26日）
虫や 小さな生き物達に「どんな希望でも必ずやピッタリな家を探す！」と物件を紹介してくれる、不動産を経営するヤドカリの男。
「物件数 業界ナンバーワン」と自称する。一人称は「わたし」。本名不明。
オレンジ色の巻貝を頭に被り、オレンジ色の服と紫色のネクタイ、灰色の顔と体を持ち、2足歩行で歩ける。なぜか水が無くても元気。
背中の殻の家が傷んできて、新しい家を探そうとするカタピーの前に急に現れて、「222階まである『巻貝タワーマンション』」と「ハチの巣の家」と「鳥の巣」と「おじゃる丸の烏帽子」を紹介するが、結局 決まらず、カタピーは家を買う事を諦める。ショックを受けるヤドカリ不動産だが、今度は 通りすがりの「亀姉妹」に新しい家をオススメしようとするが、2人から「いりましぇん」と言われていたが、諦めずに家を勧めようと追いかけながら話を聞いてもらおうとしていた。
巻貝タワーマンションの住民達
初登場回‐ 第27シリーズ第56話（第2093話）『カタピーの家探し』（放送日 : 2024年11月26日）
高橋
巻貝タワーマンションの住民のカブトムシの男性。
小田
巻貝タワーマンションの住民のてんとう虫の女性。
北原
巻貝タワーマンションの住民のカマキリの男性。
戸田
巻貝タワーマンションの住民の、電書ボタルに似ている男性。しかし電書ボタルかは不明。
相川
巻貝タワーマンションの住民のイモムシ。性別不明。
市村
巻貝タワーマンションの住民のキリギリスの男性。
松本
巻貝タワーマンションの住民のアリの男性。
なお、この「巻貝タワーマンション」の住民達は、エンディングクレジットでは「住民」としかクレジットされず、1人ずつの単独の声優は不明だが、「住民1」中務貴幸、「住民2」佐藤なる美、「住民3」大西弘祐、「住民4」十時莉音、「住民5」山口茜、「住民6」沖野晃司、「住民7」松本湧太 とクレジットされた。
ハチエ 
声- 七緒はるひ
初登場回‐ 第27シリーズ第56話（第2093話）『カタピーの家探し』（放送日：2024年11月26日）
女王蜂の女性。茶髪のツインお団子ヘアーに 化粧をして 金の王冠を被り、手が4本ある。
一人称は「わたし」。ヤドカリ不動産が管理している、空き家かと思われていた「蜂の巣の家」に住んでおり、優しい性格だが、その反面で 新しい入居者のカタピーに「24時間365日」働かせて自分のお世話をさせようとお願いする。ハチエ曰く「他のハチ達が み～んな出ていってしまって困ってたのよ～！」とのこと。カタピーは ハチエを怖がりながら「ブラック ハチの巣は とんでもありませ～ん！」と言いながら逃げてしまう。
キツツキ
初登場回‐ 第27シリーズ第56話 (第2093話) 『カタピーの家探し』 (放送日：2024年11月26日)
上記の「ヤドカリ不動産のヤドカリ」がカタピーに紹介した物件の1つである「鳥の巣」の家がある木の 隣の木に住むキツツキ。言葉は話さない。
自分の住んでいる木を 夢中になって啄み続けていた 。
クモタ
声- 逢坂良太
初登場回‐ 第27シリーズ第58話（第2095話）『そらとも』 （放送日 : 2024年12月2日）
流れ雲の男の子。おじゃる丸に こき使われて、電ボが休憩がてらに空の散歩へ出かけた時に出会った。
しかし、クモタは これまでも何度も しょっちゅう月光町へ来ていた事が判明しており、初対面となる電ボの事も知っていた。風に吹かれて世界中を旅しながら、地球を何周も周っている。
しかし、様々な町や国を見て来たクモタも、月光町が特に 一番大好きな町であり、「ふわ～んって のんびりした空気に包まれて 帰って来た～って感じがする！こんな良い町 他には無いぜ！」と評価して気に入っている。偶然出会った電ボに ずっと気になっていた「コーヒー仮面の正体は誰か?」の事と、「子鬼トリオがシャクを取り返せたか?」の事と、「満願神社は お賽銭集まったか?」や「うすいさんが少女マンガのコンクールで入賞したか?」や「ちっちゃいものクラブは まだ続いているか?」と様々な事を質問して、答えを知れて安心したと同時に、月光町のような面白い町で暮らせる電ボを 羨ましいと思う。
そんなクモタは、できるものなら「満願神社の賽銭箱にお賽銭を入れたい」、「喫茶 一服のコーヒーを飲みたい」、「みんなで一緒に うすいさんの絵を見て怖がりたい」、「おじゃる丸を おんぶしながら子鬼トリオから逃げてみたい」と考えており、出来れば ずっと月光町にいたいとも言う。本人曰く「上から見てるだけなんて つまんないぜ。空なんて たまに来るから良いんだよ」とのこと。
しかし、流れ雲なので それが出来ないゆえに、風に吹かれて再び旅立ち、電ボに再会の約束をして、「おじゃる丸に よろしくな」と伝言を残す。電ボからクモタの話を聞いた おじゃる丸は、寂しそうに「来ておったのかの」と空を見上げており、おじゃる丸とは 以前からの顔見知りである事が判明した。
一人称は「おれ」であり、灰色の太い まゆ毛と、点目と口がある。
新キャラクターながら、おじゃる丸とは既に知り合い同士という、珍しいキャラクター。
ハルちゃん
声 - 山根あん
初登場回‐ 第27シリーズ第59話（第2096話）『貧ちゃんの ちっちゃい本』 （放送日 : 2024年12月3日）
濃い目の茶色の太いまゆ毛と、明るめの茶髪ショートヘアに、オレンジ色の花の髪飾りが特徴の少女。
毎日のように、満願神社にお参りに来る。本が大好きな少女で、貧ちゃんが自分で作った本を見つけて満願神社で読み、すっかり夢中になる。ハルちゃんが夢中になって読むので、創作意欲が湧いた貧ちゃんは 全部で6冊の本を書き ハルちゃんは読破して、姿は見えなくても 貧ちゃんとは本を通じて友達となる。貧ちゃんのおかげで「うすいさん」「川上さん」「館長さん」「電ボ」「子鬼トリオ」「おじゃる丸」の事も知る事になる。
一人称は「わたし」。「本は友達」と言うので、貧ちゃんは「ハルちゃんには 友達さんがいない?」と勘違いするが、実際は3人の女の子の友達がおり、とても仲が良い事が判明。姿が見えない貧ちゃんに「またね」と挨拶しながら帰ってしまうが、貧ちゃんは ハルちゃんに友達がいて「良かった」と言って安心する。
ハルちゃんの友達
声- 永田美海
ハルちゃんの友達
声- 中村杏莉子
ハルちゃんの友達
声- 石内美羽
初登場回‐ 第27シリーズ第59話（第2096話）『貧ちゃんの ちっちゃい本』（放送日 : 2024年12月4日）
上記の「ハルちゃん」と とても仲良しの 3人の女の子。本名不明。
ハルちゃんに、いつも面白い事を教えてもらっているようで、ハルちゃんに誘われて 初めて図書館へ行く事となる。
なお、この3人の内の1人は、カズマの友達の「田辺ユリ」に似ている少女。
静香さま 
声 - 工藤静香
初登場回‐ 第27シリーズ第60話（第2097話）『パリピでおじゃる』 (放送日 : 2024年12月4日）。
期間限定で クラブに変身した館長のお化け屋敷に現れた女性。
おじゃる丸の事を「坊や」と呼び、おじゃる丸のダンスを「可愛いじゃない！」と褒める。スタッフ達や、クラブに来た人々にも人気があり慕われている。スタッフ達、客達からは「静香さん」と呼ばれており、本人曰く「工藤」という苗字だと アニメ中でも判明した。字（あざな）は「しーちゃん」とも自己紹介する。
クラブに来た乙女先生や「ちっちゃいものクラブ」に、「自分らしく楽しめば良いのよ！」と言い、エンディングテーマ「丸」を唄う。
「工藤静香」本人役のキャラクターであり、アニメ中での姿や服装は、第27シリーズ エンディングテーマ「丸」と共通である。
静香さまのお供たち
声- 無し
初登場回‐ 第27シリーズ第60話（第2097話）『パリピでおじゃる』（放送日 : 2024年12月4日）
期間限定で クラブに変身した館長のお化け屋敷に、静香さまと一緒に現れたスケバン風の人たち。
静香さまや クラブに来た客たちと 笑顔でダンスを楽しむ。
4人登場するが、1人1人の台詞は無い。
DJ
声- 中務貴幸
初登場回‐ 第27シリーズ第60話（第2097話）『パリピでおじゃる』（放送日 : 2024年12月4日）
期間限定で クラブに変身した館長のお化け屋敷で音楽を流していたディスクジョッキーの男性。
「DJ」と書かれた帽子を被り、髪の毛が長い。ノリノリに音楽を流しており、その音楽に釣られた おじゃる丸は 体が勝手に動いて踊ってしまう。
その後もノリノリに音楽をながして、静香さまが「丸」を唄う時にも音楽を流す。
スタッフ達
声- 大西弘祐、沖野晃司
初登場回‐ 第27シリーズ第60話（第2097話）『パリピでおじゃる』（放送日 : 2024年12月4日）
館長のお化け屋敷をクラブにしたスタッフ達。
静香さまを「静香さん」と呼ぶ。静香さまのファンが多いために、彼女がウインクすると 全員が幸せそうに「あ～！」と言いながら気絶する。
男性、女性の大勢の人がおり、猫耳を着けた女性スタッフもいる。
クラブに来た客たち
声- 松本湧太、山口茜
初登場回‐ 第27シリーズ第60話（第2097話）『パリピでおじゃる』（放送日 : 2024年12月4日）
期間限定で クラブに変身した館長のお化け屋敷に現れた踊りに来た客たち。
スタッフ達と同様に、静香さまを「静香さん」と呼び、彼女のファンが多くて 彼女が来ると 全員が大歓声で彼女を歓迎して、彼女が唄う「丸」が始まる時にも大歓声を上げる。
パクちゃん
声‐ 不明
初登場回‐ 第2シリーズ第45話 (第135話) 『出動! ちっちゃいものクラブ』 (放送回：1999年6月4日)
坂田金太郎の家の庭の池にいる巨大な鯉。
白い体に 黄色いヒレ、赤と黒の大きな丸い模様が1つずつある。
金太郎とおじゃる丸からも「パクちゃん」と呼ばれ、電ボは「パクちゃん様」と呼ぶ。
とても大きな体だが、金太郎とも仲良しで 優しい性格。おじゃる丸も、始めはパクちゃんを怖がっていたが、再会して以降は友好的になる。
初登場回では、金ママの大切な「洗濯バサミ」を食べてしまい、ちっちゃいものクラブのメンバー達が それを取りに行くために、パクちゃんのお腹の中へ出動した事もある。
また、体から剥がれた鱗が、ニコリン坊の宝物になっている事が明かされた 。
庭の地図を「金パパ」のために作る金太郎が パクちゃんの絵と池も描くが、その間パクちゃんが金太郎に「動かないでください～！」と言われて、大口を開けたまま かなり つらそうにしていたが、描き終わって「もう良いですよ～！」と言われた時は かなりホッとして池の中へ帰っていく。なお、この時も おじゃる丸と電ボ、金太郎にも友好的だった。
金太郎ファミリーによる、おでんのタネを集めてスタンプをもらえる 家族で企画したイベント「おでんラリー」の最初の地点である池で再登場を果たした時は、口の中に「金パパ」を入れながら金パパに協力していた。金パパが「餅巾着」を金太郎に渡してスタンプを押し終えると、再び金パパを口に入れたまま池へと帰って行く。この時も 人懐っこい大人しい性格だった。
ゲーム作品では、なぜか大きな敵キャラとして登場しており、おじゃる丸から「お化けサカナ」と呼ばれ 電ボから「パク様」と呼ばれる。橋を渡ろうとすると こちらを食べようと 橋を食べながら追いかけて来るが、橋を渡り切れれば池の中へ帰ってしまう。どんな攻撃でも倒せないキャラで、逃げるしかない。パクちゃんに食べられるか、池に落ちるとミスになる。
金太郎の家の庭の動物たち
初登場回‐ 第2シリーズ第30話 (第120話)『金ちゃんママは せんたくじょうず』(放送日：1999年5月14日)(シカ、クジャク、巨大なニシキゴイ)、初登場回‐ 第7シリーズ第32話 (第572話)『迷走地図』(放送日：2004年5月18日)(サル、パンダ、カンガルー)
何故かジャングルのように広い庭に住んでいる動物たち。基本的に大人しく、仲の良い動物たち。言葉は話せない。
「シカ」と「クジャク」は仲が良くて、行動を共にする事もある。茶色の体のシカは足が速いのが自慢。青い体のクジャクは、初対面の おじゃる丸や子鬼トリオに出会った時に、鳴き声を挙げながら羽を広げた。シカとクジャクは、後の話でも再登場した。
「紺色の巨大なニシキゴイ」は、パクちゃんと同じく巨大な体の鯉。池に落ちたキスケを餌と勘違いして食べようとした。パクちゃんとの関係性は不明。
再びおじゃる丸達が この庭に入る事になった時に、新たに初登場した、茶色の「サル」と薄茶色の「カンガルー」と「パンダ」は、上記のシカ、クジャクとも仲の良い 大人しい動物たちで、カズマは 新しい動物たちが増えていた事に驚いていた。
クワ子
クワガタ
ギャリーババーム
声 - 種崎敦美
外国の歌手。
郷ひろみ
声‐郷ひろみ
初登場回‐ 第28シリーズ第1話（第2098話）『月光町もヘイアンチョウもゴゴゴーゴー』 （放送日 : 2025年3月31日）
おじゃる丸、カズマ、電ボ、一二三、一六六・五 達が 「森の呪文屋」のせいで 眉毛が太くなったり無くなったりする不思議な事件に巻き込まれて、無事に元に戻った後に 突然 月夜が池の前に ステージごと現れた、太い眉毛を持つ 謎の歌手の男性。歌を披露して そのままエンディングテーマに切り替わった為、普通の台詞は無い。
姿、服装は 第28シリーズ エンディングテーマ『GO！でおじゃる』と共通。　
なお、郷ひろみ のパロディキャラクターの電書ボタル「一六六・五」は、アニメ内でも エンディングテーマでも 郷ひろみと共演している。
犬の福
声‐ 不明 
初登場回‐ 第28シリーズ第5話 (第2102話) 『働く人、ケンさん』 (放送日：2025年4月8日)
ケンが「犬の散歩をする仕事」を始めて、最初に散歩する事になった 茶色のオスの柴犬。大人しい性格。
飼い主の女性が用事で外出するので、ケンが散歩に連れて行く。しかし、福は散歩が苦手なのか、気乗りしなくて 一歩も動かなかった。しかし、「町で働く人達にインタビューをする」という宿題を出されたカズマの為に 後日もう1回 福の散歩に挑戦する事を決めたケンだが、今度も福は歩こうとしなかった。しかしケンに「歩きたくなければ良いさ。お前のペースで良いんだ。あくせく働くだけが犬じゃない。顔を上げて胸を張って歩いて行こうぜ!犬も人も!」と励まされると、ケンの言葉を理解したかのように立ち上がり、ケンと仲良く散歩を いっぱい楽しんだ。福は、ケンと仲良くなれた。「明日も福と散歩をする」と張り切るケンだが、飼い主は用事が無事に済んだ為、明日からは飼い主が福と散歩出来るので、ケンに頼むのは これが最終日となってしまい、落ち込んだケンは この仕事を辞める事にした。
おじゃる丸とケンからは、普通に「福」と呼ばれた。
福の飼い主
声‐ ユリン千晶
初登場回‐ 第28シリーズ第5話 (第2102話) 『働く人、ケンさん』 (放送日：2025年4月8日)
柴犬の福を飼う、丸顔の茶髪、まつ毛が1本ある丸型の両目に、黒い瞳を持つ 瘦せ型の女性。一人称は「わたし」。
用事で外出するので、愛犬の福の散歩をケンに頼んだ。散歩が苦手な福を いっぱい散歩させてくれたケンには感謝していた。福の事を大切にしている優しい女性。
ミキコ
声‐ 榊原るみ
初登場回‐ 第27シリーズ第41話 (第2078話)『おじゃのこうじキミとマロ』 (放送日：2024年10月22日)
マイクの初恋の人で、マイクと偶然 再会を果たした女性。マイクは緊張しながら自分の店の場所を教えたが、彼女の名前を思い出せなくて「ユミコ」と呼び間違えてしまった。
その後 再登場を果たした時に 高校生の頃は マイクと同じく「月光学園」に通っていた事と、マイクと何十年かぶりに偶然バッタリ再会を果たした事が明かされた。短い茶髪のウェーブヘアに、2本のまつ毛がある大きく見開いた目と、ハイライトが無い黒い瞳の美しい女性。お淑やかな性格。一人称は「あたし」。マイクを「マイクさん」と呼び、マイクからは「ミキコさん」と呼ばれる。
マイクは自分の店の場所をミキコに教えていたので、後日 ミキコが来店する。マイクは、現在でも彼女に一途な思いを寄せているが、告白する勇気が出せずに緊張して固まってしまう。マイクの店を「素敵なお店」と褒めて、ブレンドコーヒーを注文した。
コクがあるブレンドコーヒーが好き。また、飲んだコーヒーのブレンドの「キリマンジャロ (コーヒー)」と「モカ」と「ブルーマウンテン」の数を ほぼ正確に判断できる、舌が肥えている 一面を持つ。マイクの気持ちには全然気づいていないが、マイクとの仲は良い。
エジ
声‐ 浦山迅
初登場回‐ 第28シリーズ第28話 (第2125話)『トミーとエジさん』 (放送日：2025年6月2日)
喫茶一服でティータイムを楽しんでいた、「西の発明王と呼ばれた男」を名乗る発明家。一人称は「私」。金髪の髪の毛 、黒色の太い眉毛、黒色の大きな瞳、垂れ下がった大きな鼻、赤色の蝶ネクタイを着けた灰色のスーツを着た 少し太った中年男性。富美男からは「エジさん」と呼ばれ、富美男を「トミーさん」と呼ぶ。自信家で、少しナルシシズムな性格。
初対面となる富美男の「からくり人形」の話に興味深々となり、富美男と知り合う。富美男が前に造った「栗やクルミ割り人形」の事も「実に面白い」と褒めた。エジさんも、数々の発明品を富美男やおじゃる丸達に見せた。
おじゃる丸の為に「朝スッキリ起きられる からくり」を発明する事を決めた富美男に対抗して、スイッチを押すと 寝ている人を無理矢理 体操をさせながら起こすベッドを造る。その後、号泣するおじゃる丸を見たエジさん、富美男は「私は間違っていた」「お互いに張り合って大事な物を見失っていた」と考えを改めて 力を合わせて 2人で「からくりグッドモーニングベッド」を発明した。
エジさんは、富美男とは 同じ発明家同士 話が弾んで仲良くなり、お互い実力を認め合う。
モデルとなった人物は「トーマス・エジソン」。

## 未来にいるキャラクター

### 田村家（未来）
マコティー
働き者。
アイ
料理上手。
カズマックス
未来の田村家の長男。
おじゃルックス
怠け者。
電ボC3PO
電ボの形をしたロボット。

### その他（未来）
オコロボット
スーパー警察メカ犬ロボット。
ニコロボット
スーパー警察メカ犬ロボット。

## 1000年間存在しているキャラクター
亀田カメ & 亀田トメ
声 - こおろぎさとみ
初登場回 - 第1シリーズ第47話『白犬にのった王子さま』（放送日：1998年12月8日）
1000年前は、おじゃる丸の家の池にいた。詳細は月光町ちっちゃいものクラブを参照。
ツッキー
声 - 高橋広司
初登場回 - 第1シリーズ第28話『ツッキーはナゾなやつ』（放送日：1998年11月11日）
月夜ヶ池に生息する謎の巨大生物。人の言葉が分かるらしい。いきなり池から出てくる。ラジカセを操作できる。月夜ヶ池に物を落とすとツッキーがその落とし物を少し大きくして返してくれる。
1000年前、月夜ヶ池はおじゃる丸の住む屋敷の池であった。そのころのツッキーはおじゃる丸が手に持てるほどの大きさであった。ツッキーの腹にはその時おじゃる丸が自分のものという意味で書いた「まろの」という落書きがある（ツッキーの成長と共に落書きも巨大化した）。1010年に一度脱皮をし、以前、その皮が風に乗りタナカヨシコの店に辿り着いた。夏バテで池の水を飲み干し、危うく干からびてしまう危機にさらされた事もある。
喉に木の枝が引っ掛かって、口から体内に入った館長さんにとり出してもらった事もある。
満月の夜に、月夜ヶ池の水面に映った満月を「せんべい」のように かじりながら食べてしまったら、本当に夜空から満月が消えてしまった事もあるが、口から水を吐き出したら 無事に元通りになった 。
ツキミ
声 - ささきのぞみ
2007年5月3日放送の特別番組『おじゃる丸 満月ロード危機一髪 〜タマにはマロも大冒険〜』の登場人物。天女のような少女で頭に2本の丸い角のようなものがある。異常渇水で水位が下がった月夜ヶ池に現れ、月夜ヶ池の水が全部干上がると満月ロードが消滅することと、それを回避するために「1000年前から月光町に伝わる7つの玉」を次の満月の夜までに集めなければならないことをおじゃる丸達に伝え、行動を共にする。最初、おじゃる丸は彼女を「頭ダンゴ」と呼んでいたが、そう呼ばれるたび、おじゃる丸を包帯のような布でミイラのようにぐるぐる巻きにしていた。なお、ツキミという名前は、彼女に名前が無く、「頭ダンゴ」の代わりの名前としておじゃる丸達が付けたものである。正体はツッキーである。
木下（きのした）
声 - 小倉久寛
初登場回 - 第1シリーズ第90話『また会う日まで』（放送日：1999年2月9日）
1000年前におじゃる丸が落とした木の実から生まれた木の妖精。おじゃる丸を「お父さん」と呼びたがり、会う日が来ることを願っていた。1000年ぶりにおじゃる丸と再会を果たし、思い残すことはないと言い残して微笑みながら天に召された。
子鬼トリオが作りかけた雪だるま
声 - 桂文珍
初登場回 - 第11シリーズ第90話（第990話）『おじゃ雪』（放送日：2008年12月8日）
子鬼トリオが作りかけた雪だるまをおじゃる丸が完成させたら喋り出した。1000年前のことも知っているが、雪だるまのときしか出てこられないため、ところどころ記憶が抜けている。関西弁で喋る。

### 満願神社
1000年前に建てられており、現代ではボロボロになっている。狛犬ツインズは普段はその名の通り狛犬の姿で台座に座っているが、時折本物の犬のような姿（「生犬」）になって行動する。一度、子鬼トリオと手を組んで「ザ・シャクカエセーズ」を結成したこともある。
オコリン坊（オコリンぼう）
声 - うえだゆうじ
初登場回 - 第1シリーズ第14話『カズマ、石をこわがる』（放送日：1998年10月22日）
満願神社の狛犬ツインズの片割（兄）。短気で常に眉間にしわを寄せている。一人称は「俺」で、江戸っ子気質のべらんめぇ口調で喋る。満願神社を老朽化させる原因となった貧を嫌い、神社から追い出そうとしている。弟のニコリン坊を「ニコ坊」と呼ぶ。短気な性格ながらニコリン坊にとってはとても良き兄貴である。当初は ほぼ毎回のように神社の物を壊してしまう事があった「子鬼トリオ」を嫌っていたが、次第に仲良くなっていき 良好関係になった。
背中に賽銭箱を背負い、神社を再建するためニコリン坊と賽銭集めに日々励んでいる。オコリン坊にとって背負っている賽銭箱は、背負い始めてから今まで苦労を共にして来た戦友のような関係。背負い始めた頃は、背負う部分が真っすぐで箱ずれを起こし苦労していたが、背負い続けると共に角が取れ背負いやすくなった。壊れても捨てられず、壊れている箇所をリメイクし再び背負っている。趣味は着せ替え人形で、マーガレットという名前の着せ替え人形を いつも大切にしている。月光町ちっちゃいものクラブファンクラブ副会長であったが、月光町ちっちゃいものクラブファンクラブ会長（2代目）にも。耳・頬・前足と尻尾の先が水色で、頬の渦は反時計回りになっている。
ニコリン坊（ニコリンぼう）
声 - 南央美
初登場回 - 第1シリーズ第14話『カズマ、石をこわがる』（放送日：1998年10月22日）
満願神社の狛犬ツインズの片割（弟）。いつもにこにこしており、不幸をもたらす貧ちゃんにも友好的なほど心が広い。滅多なことでは怒らないが、激怒した時はオコリン坊もたじろぐほど怖いキャラクターに豹変（眉間にしわを寄せ、チンピラ風の命令口調で相手を恫喝）する。オコリン坊を「兄（あに）さん」と呼び、京都弁を話す。自分を大切にしてくれているオコリン坊を慕っている。小さいものが好き（貧ちゃんに友好的な理由の一つ）。元・月光町ちっちゃいものクラブファンクラブ会長（初代）、現・月光町ちっちゃいちっちゃいものクラブファンクラブ会長（初代）。耳・頬・前足と尻尾の先がピンクで、頬の渦は時計回りになっている。
貧乏神（びんぼうがみ）
声 - 齋藤彩夏
初登場回 - 第1シリーズ第54話『満願神社に神さまあらわる』（放送日：1998年12月17日）
満願神社に住み着く貧乏神。詳細は月光町ちっちゃいものクラブを参照。
芽（め）
声 - 笹野高史
初登場回 - 第14シリーズ第73話（第1243話）『満願神社は生きている』（放送日：2011年11月9日）
満願神社の柱に新しく芽吹いた芽。980年程ぶりに目を覚ましたらしい。
その昔は見上げる程の大木で、大嵐の日に一度折れてしまった。しかし、1000年近く前にとある子供（おじゃる丸）に「これからもここを見守ってほしい」と言われ、その言葉を守ろうと再生、そのまま満願神社の形に形成された。狛犬ツインズにこの話をしたが、話の節々で「なんてね!」と茶化し、そのまま再び眠りに就いた。
貧貧ちゃん
声 - 齋藤彩夏
初登場回 - 第17シリーズ第29話（第1447話）『貧貧ちゃん』（放送日：2014年5月9日）
満願神社に住み着く貧乏神の貧ちゃんが神社を留守にする時に、自分の代わりとして、鏡の中から呼びだしたキャラ。貧ちゃんとは正反対の性格。

## 烏帽子の中のキャラクター
おじゃる丸の烏帽子の中は、様々なパラレルワールドが存在しており、そこが舞台となったり、そのキャラクターが烏帽子の外へ飛び出したりするエピソードが多々ある。
ムラサキオニ
声 - こおろぎさとみ
ミドリオニが入った世界でのミドリオニとアカネとの娘。
いいおじゃる丸
声 - 西村ちなみ
おじゃる丸とは違い、善行を働くおじゃる丸。おじゃる丸が烏帽子の中へ入ったとき、周りによくされるので、このおじゃる丸やその周りの人間にカズマのことなどを愚痴っていた。また、別の回では、烏帽子の外へ出てきて、現実のおじゃる丸の周りの人間に善行を働く。
おじゃる姫
声 - 西村ちなみ
おじゃる丸がいつのまにか烏帽子の中へ入ったとき、なっていた存在。周りの評価では、現実のオカメ姫のような存在らしいが、おじゃる丸の精神が入っていたため、そういった行動は見られなかった。
あじゃり姫
声 - 折笠富美子
おじゃる姫の友人。
烏帽子が出現させた怪獣（※仮称）
白い空間で子鬼トリオから「気味が悪い」とか「不気味」などの言葉で烏帽子が激怒かつ凶悪化し、たたらせた後の終いにさらに怒りマークが引き締まった時に出現させたティラノザウルスのような凶暴な怪獣で、おじゃる丸達を襲いかかった。その後もう2体出現させたが、地上へ脱出したために事無きを得た。が、しばらくした後におじゃる丸が烏帽子を被り直した直後も中で「ガオーッ」と唸り声を上げていた。

## 昔話・ドラマ・絵本の中のキャラクター
これらは昔話・ドラマ・絵本の中に出てきたキャラを示している。

### おじゃ若丸と電慶シリーズキャラクター
電慶という虫がシャクを1000本奪うことを決めて999本貯まった時、おじゃ若丸が現れたことで、二人は戦う。
おじゃ若丸
声 - 西村ちなみ
「おじゃ若丸と電慶」シリーズに登場したおじゃる丸そっくりのキャラクター。牛若丸がモチーフ。
電慶
声 - 佐藤なる美
「おじゃ若丸と電慶」シリーズに登場した電ボそっくりのキャラクター。弁慶がモチーフ。
エンマ大天狗・大虎
声 - 小村哲生
「おじゃ若丸と電慶」シリーズに登場したエンマ大王そっくりのキャラ。
青天狗・青虎
声 - 一条和矢
「おじゃ若丸と電慶」シリーズに登場したアオベエそっくりのキャラ。
赤天狗・赤虎
声 - 南央美
「おじゃ若丸と電慶」シリーズに登場したアカネそっくりのキャラ。
黄天狗・黄虎
声 - うえだゆうじ
「おじゃ若丸と電慶」シリーズに登場したキスケそっくりのキャラ。

### おじゃずきんシリーズキャラクター
おじゃずきんがお母さんの作ったプリンを病気のおばあちゃんにあげに行ったが、悪い狼たちにシャクを狙われる。『赤ずきん』のパロディだが、『秘密戦隊ゴレンジャー』などの戦隊もののパロディでもある（名乗りのシーンなど）。
おじゃずきん
声 - 西村ちなみ
「おじゃずきん」シリーズに登場したおじゃる丸そっくりのキャラクター。赤ずきんがモチーフ。
石ずきん
声 - 渕崎ゆり子
「おじゃずきん」シリーズに登場したカズマそっくりのキャラ。
金ずきん
声 - 生駒治美
「おじゃずきん」シリーズに登場した金太郎そっくりのキャラ。
桃ずきん
声 - 西村ちなみ
「おじゃずきん」シリーズに登場した小町そっくりのキャラ。
緑ずきん・おばあちゃん
声 - さとうあい
「おじゃずきん」シリーズに登場したマリーそっくりのキャラ。おじゃずきんのおばあちゃん。

### おじゃごくうシリーズキャラクター
サンゾー小町らが、天竺を目指して旅に出る。『西遊記』のパロディ。
おじゃごくう
声 - 西村ちなみ
「おじゃごくう」シリーズに登場したおじゃる丸そっくりのキャラ。猿の妖怪。孫悟空がモチーフ。
サンゾー小町（三蔵小町）
声 - 西村ちなみ
「おじゃごくう」シリーズに登場した小町そっくりのキャラ。お坊さんで三蔵法師がモチーフ。
チョハッ金（猪八金）
声 - 生駒治美
「おじゃごくう」シリーズに登場した金ちゃんそっくりのキャラ。豚の妖怪で猪八戒がモチーフ。
サゴ清水（沙悟清水）
声 - 岡村明美
「おじゃごくう」シリーズに登場した石清水そっくりのキャラ。河童の妖怪で沙悟浄がモチーフ。
扉の番人
声 - 佐藤なる美
「おじゃごくう」シリーズに登場した電ボそっくりのキャラ。天竺の番人。
ウシ魔王
声 - 一条和矢
「おじゃごくう」シリーズに登場したウシそっくりのキャラ。火焔山に住む妖怪。牛魔王がモチーフ。
電悟空
声 - 佐藤なる美
「おじゃごくう」シリーズに登場した電ボそっくりのキャラ。猿の妖怪。
サンゾーカズマ（三蔵カズマ）
声 - 渕崎ゆり子
「おじゃごくう」シリーズに登場したカズマそっくり。お坊さんで三蔵法師がモチーフ。
チョハマコト（猪八マコト）
声 - 一条和矢
「おじゃごくう」シリーズに登場したマコトそっくり。豚の妖怪で猪八戒がモチーフ。
サゴ愛ちゃん（沙悟愛ちゃん）
声 - こおろぎさとみ
「おじゃごくう」シリーズに登場した愛ちゃんそっくり。河童の妖怪で沙悟浄がモチーフ。

### おじゃデレラシリーズキャラクター
ある日、おじゃる丸とカズマが本屋さんで『シンデレラ』を読んだお話でおじゃる丸は空想の世界に入った。
おじゃデレラ
声 - 小西寛子→西村ちなみ
本屋さんでおじゃる丸とカズマが読んだお話のキャラ。シンデレラのコスプレをしている。
カズマ王子
声 - 渕崎ゆり子
本屋さんでおじゃる丸とカズマが読んだお話のキャラ。カズマにそっくり。

### モモマンシリーズキャラクター
モモマン
声 - 小西寛子→西村ちなみ
本屋さんでおじゃる丸が読んだ『桃太郎』に出てくるおじゃる丸そっくりのキャラ。

### おじゃるおじゃるキャラクター
おじゃるおじゃる…
フルネームは「おじゃるおじゃる富士鷹なすびコーヒー仮面に日本茶仮面何でもないただの小石太郎に鯵の開きにイチゴパフェきっちりしたクラース委員熱くさすらう魂は風まかせの介アンパラヒレハレヤルキナエナエ薔薇小路ジョセフィーヌ・アンゲロプロス地球ほしい丸」。子鬼トリオは略して「おじゃる丸」としたが、本名で言わないといけないので「やいおじゃるおじゃる…」と言うがそのすきに逃げてしまう。元ネタは寿限無。

### おじゃぱぱーキャラクター
オジャール
石から現れた願いを叶えてくれる大きな巨人。
カズマ王
石好きの王子
小町姫
わがままな姫
怪獣
電ボに似た怪獣。街で大暴れし、オジャールに吹き飛ばされる。
ランプの精
願いを叶えてくれる精。精は3人いて、赤、黄色、青いものがいる。

### 未来都市月光町・原始家族タムラさん
- 原始ナレーション（声 - ショッカーO野）
- 未来ナレーション（声 - 高橋広司）

### 三びきの子ぶたとおじゃおおかみ
三匹の子豚のパロディ。電ボが解説をしながら登場している。
- おじゃオオカミ（声 - 西村ちなみ）

おじゃる丸にそっくりなおおかみ。プリンを食べると鼻息が出てなんでも吹き飛ばしてしまう。
- 兄さんブタ（声 - 一条和矢）
- 弟ブタ（声 - うえだゆうじ）
- 姉さんブタ（声 - 南央美）

子鬼トリオそっくりなブタ。
- お母さんブタ（声 - 小村哲生）

エンマ大王にそっくりなお母さんブタ。

### 幸福なおじゃ王子
幸福な王子のパロディ。
- おじゃ王子（声 - 西村ちなみ）

わがままな王子さまの銅像。
- ムシ（声 - 佐藤なる美）
- ナレーション（声 - 浜田太一）

他には役名はいつもと一緒だが、小町ちゃん、子鬼トリオ、マリー、ケンさん、乙女先生などが登場している。

### 黄金のスコップ
ソースを買いに行った、マコトとおじゃる丸が本屋で見つけた本のこと。
- 少年

おじゃる丸に似た少年。
- 山賊たち

大王さまの3人の子分。アオベエ、アカネ、キスケに似た山賊。
- 大王さま

エンマに似た大王さま。

### まったり真夏のだいぼうけん
5話にわたる夏休みの特別企画。本田先生に連れてこられてキャンプの最中に、別世界におじゃる丸がさらわれてしまい、カズマ、小町ちゃん、石清水くん、金ちゃんは、友情をどどんと前に助けに行く内容。実は友情を確かめさせるための罠だった。
- おじゃる丸 - 最初と最後にしか出て来ない。最後プリンを食べてまったりまっていた。
- 田村カズマ
- 小野小町
- 石清水健太郎
- 坂田金太郎
- 電ボ三十郎 - 語りを担当。
- タツヒコ - 山の守り神。おじゃる丸を連れ去った張本人。おじゃる丸に似たキャラだが、髪は金髪で生意気。
- 第一の扉 ムッシーランド
  - 虫王 - ムッシーランドの王様。いつも鏡を見て、自分にうっとりしている。
  - 虫の兵隊たち
  - その他の虫たち
- 第二の扉
  - プカプカ浮かぶ大きな木の根っこ - 冗談を言うの好き。くだらないダジャレでもすぐに笑ってしまう。
- 第三の扉 灼熱の砂漠
  - 野菜おばちゃん
- 第四の扉
  - 二匹の番犬

### ちはやぶる
おじゃる丸が百人一首の句、「ちはやぶる」の句の意味を電ボに聞かれ、口をついて出たオリジナルの昔話。
- 菓子職人 - カズマにそっくりな菓子職人。龍田川というプリンにそっくりのお菓子を考案する。
- 千早 - おかめにそっくりな姫。
- 神代 - 小町ちゃんにそっくりな姫。
- 3人の門番 - アカネ、キスケ、アオベエにそっくりな門番。

### おじゃゆび姫
親指姫のパロディ。
- おじゃゆび姫 - おじゃる丸にそっくりな姫。わがまま。
- エンマ子ちゃん -　エンマにそっくりな女の子
- 森の住人- アカネ・アオベエ・キスケにそっくりな虫と、ガマガエル、つばめなどがいる。つばめは、プリンをくれたお礼におじゃゆび姫を城までつれて行ってくれる。
- 王子様 - カズマにそっくりな王子様。おじゃゆび姫と一緒に暮らすことになる。

### めんどくさいアヒルの子
みにくいアヒルの子のパロディ。
- おじゃヒヨ - おじゃる丸にそっくりなめんどくさい鳥。
- 3匹のアヒルとその親
  - カズマヒヨ - カズマにそっくりなアヒル。
  - 金ヒヨ - 金ちゃんにそっくりなアヒル。
  - 石清水ヒヨ -　石清水にそっくりなアヒル。
  - アヒルの親 - 本田先生にそっくりな親のアヒル。
- 白鳥　- 乙女先生にそっくりな白鳥とその仲間達。
- めんどくさい鳥　- 田中のおばちゃんにそっくりなめんどくさい鳥とその仲間達。
- ナレーション

### おじゃレーツ
- おじゃレーツ - おじゃる丸そっくりな海賊の船長。
- カズマ - 財宝が手に入ったら、「なんでもないただの小石に囲まれたい」という夢を持つ。
- 小町ちゃん - 財宝が手に入ったら「服やアクセサリーを買いまくる」という夢を持つ
- 金ちゃん
- 電ボ - 財宝が手に入ったら「おなごに囲まれたい」という夢を持つ。
- 石清水 - 財宝が手に入ったら「キンちゃん28号といっぱいの金魚に囲まれる」という夢を持つ。
- キンちゃん28号 - 岩清水の飼っている金魚。
- 食い辛坊4人組 - 作り過ぎたと言って船でおじゃレーツたちに食事をごちそうしてくれた。
  - トミー
  - エド
  - マイク
  - サム
- 島の住人 - 財宝が眠る島。アオベエ、アカネ、キスケが財宝を分けてくれる。
  - アオベエ
  - アカネ
  - キスケ

### おじゃダ丸
2016年から放送された、真田幸村と真田十勇士のパロディ。同年にはNHK大河ドラマ『真田丸』が放送されていた。
- 上層部
  - おじゃダ丸 - 本名はおじゃ田おじゃ村。おおじゃかのお城で籠城している大将。
  - 電ボ - 足軽大将
  - 冷徹斎 - 軍奉行
  - 川上 - 軍奉行
- おじゃダ十勇士
  - カメとびカメイチ
  - カメとびショノニ
  - ネヅ貧パチ
  - ユリキミノスケ
  - カラがくれカタピー
    - 十勇士だがメンバー募集中。ネヅ貧パチは神様なので人には姿が見えないが冷徹斎は気配だけは感じることができた。
- おじゃダ城の四天王
  - 開干ゑ門
  - お化け屋敷館長の介
  - 小石好きのカズマの丞
  - 風まかせのケンの進
- その他
  - 小町ちゃん
  - 侍女（南央美）
  - 侍女（仲尾あづさ）
  - 侍女（東郷すばる）

### おじゃっちマン
ウルトラマンのパロディ。
- おじゃっちマン - 基本的に3秒で帰ってしまうヒーロー
- かずま隊員
- 電ボ隊員
- トミー隊員
- 小町隊員
- アオドン、アカドン、キイドン - 顔が3つある怪獣。それぞれの顔に名前が付いている。
- エンマゴン
- おかめピンク

### おじゃ太郎侍
桃太郎侍のパロディ。
- おじゃ太郎侍
- 電吉
- 田村屋のカズマ
- 田村屋のあいちゃん
- けんさん
- 小町ちゃん - かみゆい屋のひとり娘
- うすいさん - 少女浮世絵を書く女

### おじゃパイン
- フルーツ村
  - おじゃパイン
  - さくら電ボ
  - キウイアオベエ
  - パパイヤアカネ
  - マンゴーキスケ
  - カメ干しブドウ
  - トメ干しブドウ
- ベジタブル村
  - 石清水ピーマン
  - タナカタマネギ
  - ケンキューリ
  - 金レタス
- ナベ小町村
  - タ小町
  - キノ小町
  - ブロッ小町
  - カマボ小町
  - ブタ小町
  - 糸こんにゃく小町
  - ハマチ小町
  - ハクサイ小町
  - ネギ小町
  - とうふ小町

### シャク侍
- シャク侍と名乗る人たち　- 複数いるが、その中にはおじゃる丸や冷徹斎などもいる。本物は結局出て来ない。
- 元祖せんべい屋
  - エン魔
  - アカネ
  - キスケ
  - キミ
  - オコリン坊
- 本家せんべい屋
  - 田中
  - 電ボ
  - アオベエ
  - ニコリン坊
- めしや
  - カズマ
- その他の町民

### おじゃ砂漠
- カズマーン - 商人
- こいし - ラクダ
- オジャマーン
- コマティア - オジャマーンの子分
- キンバル - オジャマーンの子分
- アオバル
- アカネーヤ
- キスティーヤ
- 金魚

### 塔の上のうすいさちよ28歳独身様
おじゃる丸と電ボが読んでいる本。塔の上のラプンツェルのパロディ
- うすいさちよ - 塔の上の部屋に住んでいる。長い髪の毛で結婚相手を捕まえようとする。
- 館長 - おばけ屋敷の館長
- おばけ - 塔に400年住み着くおばけ
- 開干ゑ門 - 乾物屋の三代目当主

### 金ちゃん太郎
昔話の金太郎のパロディ
- 金ちゃん太郎
- 電ボコウモリ
- 本田花先生
- 子鬼グマトリオ
  - アオベ子エグマ
  - アカネ子グマ
  - キスケ子グマ
- ウシ
- おじゃる馬
- シャク
- 小町ウサギ
- ツッキー
- オコ坊キツネ
- ニコ坊タヌキ

### 3人太郎シリーズ
- 三人太郎
  - おじゃ桃太郎 - 「まったりの旗」と「シャク」を持っている
  - 金ちゃん太郎 - カード払い出来るカードとペロペロキャンディーを持っている
  - 浦清水健太郎 - サメを乗りこなす
- シャク - おじゃ桃太郎が持っているシャク。家来と言われるとすねる。
- 花咲かじいさん - 枯れ木に花を咲かせようとして、咲かせられずにスランプに落ちいっていたおじいさん。
- 一寸電ボ
- お殿さま
- 家来たち - お殿さまの家来。
- 子鬼トリオ - 子鬼ヶ島に住んでいる鬼
  - アオベエ
  - アカネ
  - キスケ
- 乙姫先生
- ふな姫
- サメ
- 呪文家のうさぎ - 豪華な貸しボート屋をやっている。ボートの値段は高額。
- 呪文家のたぬき - ボロ家で貸しボート屋をやっている。ボート値段は破格。
- おやゆびちゃん
- 雪の女王
- おでん屋の主人
- 王様 - お城の王様。金ちゃん太郎のパパ
- 小町 - ファッションデザイナー
- 本田
- 冷徹斎
- カメ
- トメ
- 城に集まったその他の人々 - お城のデザイナー募集に集まった人々
- 町の人々 - 城にいた人＋その他の人々

### いまだふりむけオジャフェウス
- オジャフェウス - オカペディケと夫婦として暮らしている
- オカペディケ - オジャフェウスと夫婦として暮らしている
- カズマウス - キンディケと夫婦として暮らしている
- キンディケ - カズマウスと夫婦として暮らしている
- 冥界の王、ビンディス
- 魔物いい男トリオ - 3人の魔物
- サッチヨーノ
- カンプッチーノ
- 電ボ

### まかり通るぞ　プリプリだん
- 王様
- 団長おじゃる丸
- 団長電ボ
- 団長キスケ
- オバケ達
- プリン屋館長
- プリン屋アオベエ、アカネ
- プリン屋うすい

### 港のアオベエ探偵物語
- アオベエ - みなとアオベエ探偵じむしょの探偵
- アカネ - 探偵助手兼大家さん
- キスケ - 探偵助手
- マコト
- 愛ちゃん - プリン屋をやっている。
- オジャアーティ教授 - 泥棒
- 電ボ - 泥棒
- オコ - 泥棒
- ニコ - 泥棒
- 花屋の乙女先生らしき人
- 喫茶店のマスター、マイクらしき人
- フリーターのケンさん
- ウッスイサッチーノ - 画家
- 小心さん - 警察官
- カメ
- トメ
- キミ
- カタピー
- かんぶつさん
- 怪盗三姉妹アイキャッツ
  - 古道具屋の女
  - 新聞配達の女
  - 花売り娘
- 金パパ - 金のプリン像を所有している
- サムスキーとその仲間

### おにゃる丸
満月の夜に突如猫耳が生える
- おにゃる丸
- カズニャ
- 電ニャ
- アオニャン
- キニャン
- アカニャン
- ツッキーバス猫
- 川上ニャンコ
- 小町ニャン
- オコニャン
- ニコニャン
- 乙女ニャ先生

### マコマコ7
- マコマコ7 - スパイ。最後に愛ちゃんキャットと結婚する。
- 愛ちゃんキャット - 最後にマコマコ7と結婚する。
- エンマ司令官
- おじゃる丸
- 本田先生
- ナレーション（電ボ）
- カンブツさんぽい研究員
- キスケっぽい見張り

### おじゃる源氏
赤紫式部が随筆したヘイアンチョウで大人気の絵巻物。普段の作風とは大きく異なる。
おじゃる源氏
声 - 小野賢章
「おじゃる源氏」シリーズに登場した17歳のおじゃる丸そっくりの貴族。ヘイアンチョウの多数の女性から思いを寄せられている。焼餅が好物。「おじゃ」「あなや」が口癖。特技は蹴鞠で、シャクが変身した鞠を使ってモノノケを倒す。光源氏がモチーフ。
アオの中将
声 - 一条和矢
「おじゃる源氏」シリーズに登場した19歳のアオベエそっくりの貴族。おじゃる源氏の幼き頃からの親友で付き人。語尾に「ゴンス」を付けて話す。舞が苦手。
オカメの君
声 - 三石琴乃
「おじゃる源氏」シリーズに登場したオカメ姫そっくりの姫君。おじゃる源氏の許嫁。おじゃる源氏のために焼餅を作りながら帰りを待つ。
うすいさちよどころ
声 - 仲尾あづさ
「おじゃる源氏」シリーズに登場したうすいさちよそっくりの姫君。おじゃる源氏に惚れて焼餅を押し掛けてくる。焼餅には怖い絵が焼き印されている。幽体離脱ができる。
カズマの上
声 - 渕崎ゆり子
「おじゃる源氏」シリーズに登場したカズマそっくりの姫君。ツンデレな性格。密かにおじゃる源氏に惚れている。焼餅は小石に似ている。蹴鞠が趣味。
石頭
声 - 岡村明美
「おじゃる源氏」シリーズに登場した岩清水そっくりの番人。真面目な性格。
うし
声 - 一条和矢
おじゃる源氏を乗せて牛車を引いている。
式神蛍
うすいのさちよどころが描いたおじゃる源氏の似顔絵のモノノケ。
ねこ
屋敷に現れたねこ。
占い師
声 - 高橋ひろし
「おじゃる源氏」シリーズに登場した冷徹斎そっくりな占い師。モノノケを生成した張本人で、オカメの君に好意を持っており、許嫁のおじゃる源氏に嫉妬していた。
もったいない屋
「おじゃる源氏」シリーズに登場したタナカヨシコそっくりなもったいない屋。

### バルサミコのバラ
バルサ
声 - 竹本英史
ミコ
声 - 山口茜

### プリン姫の大好きな人
おじゃる丸が飛び込んだ烏帽子の中の話
- プリン姫
- プリン王子
- 盗賊電ボ
- 手下
- 手下

## 映画・特別編のキャラクター

### 映画おじゃる丸 約束の夏 おじゃるとせみら
2000年7月15日に公開された、『映画おじゃる丸 約束の夏 おじゃるとせみら』のキャラクター。
せみら
声 - 野沢雅子
身体の大きさがおじゃる丸たちの10倍くらい大きい謎の少年。
おじゃる丸に違うと言われても「さかマロ」と呼び続けた。
約束を破られるのが嫌いで、乗り気でなかったおじゃる丸を呼びに田村家に来たことがある。常に遊びたがり片時もじっとしていない。
ケンのおごりでかき氷を食べた時、かき氷でなく、かき氷にする前の固い角氷を難なくかみ砕き食べていたため、周囲が驚いた。熱が出たとき、おじゃる丸からプリンをわけてもらい、おじゃる丸は「ちーと食べてみるかのう」と言ったにもかかわらず少しどころか全部口に放り込んで食べてしまったために、おじゃる丸を怒らせてしまった。

### 銀河がマロを呼んでいる ふたりのねがい星
2012年3月20日におじゃる丸15周年スペシャル番組として放送された。宮沢賢治の銀河鉄道の夜を題材にしている。キャラクターはおじゃる丸、カズマ、電ボ、かなえ以外は月光町の住人のそっくりさんということになっている。
- アオベエドリ、ホンダラ実直（声 - 一条和矢）
- キスケドリ、オコリンゴ（声 - うえだゆうじ）
- アカネドリ、ニコリンゴ（声 - 南央美）
- トバミー（声 - 上田敏也）
- タナカラヨシコ（声 - 京田尚子）
- 松尾場ジョー（声 - 塚田正昭）
- ハットリ（声 - 小村哲生）
- カメダノミガメ、カメダノミドメ（声 - こおろぎさとみ）
- 座敷ワラシ、早乙女乙女（声 - 今井由香）
- ケン・タウルス（声 - 沼田祐介）
- 北川上（声 - 森訓久）
- ソラシ・ドレミーノ、車掌（声 - 内藤玲）
- ウスギシャツ代（声 - 仲尾あずさ）
- 金ボー神（声 - 齋藤彩夏）
- アナウンス（声 - 名塚佳織）

### 忘れた森のヒナタ
2015年8月14日に終戦70年特別企画として放送された。
- ヒナタ -（声 - 矢島晶子） チャンバラが得意な元気な女の子。記憶喪失で、おじゃる丸たちと冒険することで記憶を取り戻し、自分の時代（戦争時代）に帰って行く。
- ヒナタの母
- ドンゾー（声 - 松山鷹志）
- ボンスケ（声 - かないみか）
- ビーちゃん（声 - 井上和彦）

### おじゃる丸×光る君へ コラボスペシャル 「ヘイアンチョウまったりホリデイ」
2024年10月19日に大河ドラマ『光る君へ』とのコラボレーションとして放送された。それぞれの役はドラマの配役である俳優が演じている。
- まひろ / 紫式部（声 - 吉高由里子）
- 藤原道長（声 - 柄本佑）
- 藤原公任（声 - 町田啓太）
- 藤原実資（声 - 秋山竜次）
- 藤原行成（声 - 渡辺大知）
- ききょう / 清少納言（声 - ファーストサマーウイカ）
- 藤原斉信（声 - 金田哲）
- 乙丸（声 - 矢部太郎）
- 百舌彦（声 - 本多力）
- 安倍晴明（声 - ユースケ・サンタマリア）